# Transición española
Se conoce como transición española (o simplemente la Transición) al periodo de la historia contemporánea de España en que el país dejó atrás el régimen dictatorial del general Francisco Franco y pasó a regirse por una Constitución que restauraba la democracia. Constituye la primera etapa del reinado de Juan Carlos I y forma parte de la «tercera ola democratizadora» (teorizada por Samuel P. Huntington), que se inicia en abril de 1974 con la Revolución de los Claveles en Portugal y que culmina con la caída de los regímenes comunistas de Europa Central y Oriental en 1989. Por otro lado, tras la breve experiencia de la Segunda República, la Transición constituyó el segundo proceso democratizador de la historia de España en el siglo XX.
Existe un consenso generalizado en situar el inicio de este proceso histórico en el 20 de noviembre de 1975, día en el que, al fallecimiento oficial del general Franco, el denominado Consejo de Regencia asumió de forma transitoria las funciones de la jefatura del Estado. Dos días después, Juan Carlos I de Borbón, que había sido designado seis años antes por Franco su sucesor, sería proclamado rey ante las Cortes y el Consejo del Reino.
El rey confirmó en su puesto al presidente del Gobierno del régimen franquista, Carlos Arias Navarro. No obstante, pronto se comprobó la dificultad de llevar a cabo reformas políticas bajo su mandato, lo que produjo un distanciamiento cada vez mayor entre Arias Navarro y Juan Carlos I. Finalmente, el rey le exigió la dimisión el 1 de julio de 1976 y Arias Navarro se la presentó. Le sustituyó Adolfo Suárez, quien se encargó de entablar las conversaciones con los principales líderes de los diferentes partidos políticos de la oposición democrática y fuerzas sociales, más o menos legales o toleradas, con vistas a instaurar un régimen democrático en España.
La vía utilizada fue la propuesta por Torcuato Fernández Miranda, presidente de las Cortes franquistas: la aprobación de una nueva Ley Fundamental, la Ley para la Reforma Política, redactada por el propio Fernández Miranda. No sin tensiones, fue finalmente refrendada por las Cortes y sometida a referéndum el día 15 de diciembre de 1976. Como consecuencia de su aprobación, la ley se promulgó el 4 de enero de 1977. Esta norma contenía la derogación tácita del sistema político franquista en solo cinco artículos y una convocatoria de elecciones democráticas.
Las elecciones se celebraron finalmente el día 15 de junio de 1977. Eran las primeras desde las celebradas en febrero de 1936. La coalición Unión de Centro Democrático (UCD), liderada por Adolfo Suárez, resultó la candidatura más votada, aunque no alcanzó la mayoría absoluta, y fue la encargada de formar gobierno. A partir de ese momento comenzó el proceso de construcción de la democracia en España y de la redacción de una nueva constitución. El 6 de diciembre de 1978 se ratificó en referéndum la Constitución española, que, con el respaldo favorable del 87,78% de votos, (siendo estos el 58,97% del censo electoral), entró en vigor el 29 de diciembre.
Adolfo Suárez acabaría admitiendo en una entrevista a la periodista Victoria Prego que no se hizo un referéndum sobre la forma del Estado (monarquía o república) porque las encuestas de opinión popular, realizadas por el gobierno de la época, daban como posible vencedora a la opción republicana.
A principios de 1981 dimitió Adolfo Suárez debido a, entre otras razones, el distanciamiento con el monarca y las presiones internas de su partido. Durante la celebración de la votación en el Congreso de los Diputados para elegir como sucesor a Leopoldo Calvo-Sotelo (UCD) se produjo el golpe de Estado dirigido por, entre otros, el teniente coronel de la Guardia Civil Antonio Tejero, el general Alfonso Armada y el teniente general Jaime Miláns del Bosch. El golpe, conocido como 23-F, fracasó.
Las tensiones internas de UCD fueron menoscabando el apoyo ciudadano a lo largo de 1981 y 1982, y abocaron a su disolución en 1983. La facción democristiana terminó integrándose en Alianza Popular, pasando así a ocupar la franja del centroderecha; por su parte, los miembros más cercanos a la socialdemocracia se unieron a las filas del Partido Socialista Obrero Español (PSOE). Mientras, el expresidente Suárez y un grupo de disidentes de UCD iniciaron un nuevo proyecto político centrista que mantuvo representación parlamentaria en el Congreso hasta las elecciones de 1993: el Centro Democrático y Social (CDS).
El PSOE sucedió a la UCD tras obtener la mayoría absoluta en los comicios de 1982, ocupando 202 de los 350 escaños, y comenzando así la ii legislatura democrática. Por primera vez desde las elecciones generales de 1936, un partido de izquierdas iba a formar gobierno. La mayoría de los historiadores sitúan en este acontecimiento el final de la Transición, si bien otros lo prolongan hasta el 1 de enero de 1986, cuando se formalizó la entrada de España en la Comunidad Europea.
Durante la transición tuvieron lugar varios centenares de muertes, tanto a manos de grupos terroristas de extrema izquierda, principalmente Euskadi Ta Askatasuna (ETA) y los Grupos de Resistencia Antifascista Primero de Octubre (GRAPO), como por ataques de grupos terroristas de extrema derecha; otras víctimas perecieron por la intervención de las propias fuerzas del orden público. Las investigaciones al respecto calculan el número de víctimas mortales dentro de un intervalo de entre 500 y 700 personas (desde 1975 hasta los primeros años de la década de 1980), la inmensa mayoría fueron de atentados terroristas, destacando la banda armada ETA, que fue directamente responsable de bastante más de la mitad de las muertes. En este sentido, la historiadora francesa Sophie Baby considera un mito que la Transición fuera pacífica.
Según el historiador británico Paul Preston,

La transición a la democracia se basó en una transacción entre varias Españas: la parte más progresista y moderada de la España franquista, la España de las víctimas de la dictadura que renunció a venganzas y ajustes de cuentas, y la inmensa tercera España que quería una normalización dentro de una Europa democrática.

Por su parte Carme Molinero y Pere Ysàs han señalado que,

La transición española a la democracia fue un proceso complejo, en el que estuvo muy presente la memoria de la guerra civil y el peso, en todos los órdenes, de cuarenta años de dictadura. No dio lugar a una democracia modélica, pero tampoco a una continuación del franquismo con otro ropaje ni a una democracia tan imperfecta que ni merecería tal nombre. La transición no fue fruto de un plan preestablecido ni de una vergonzante transacción.

## Delimitación del período

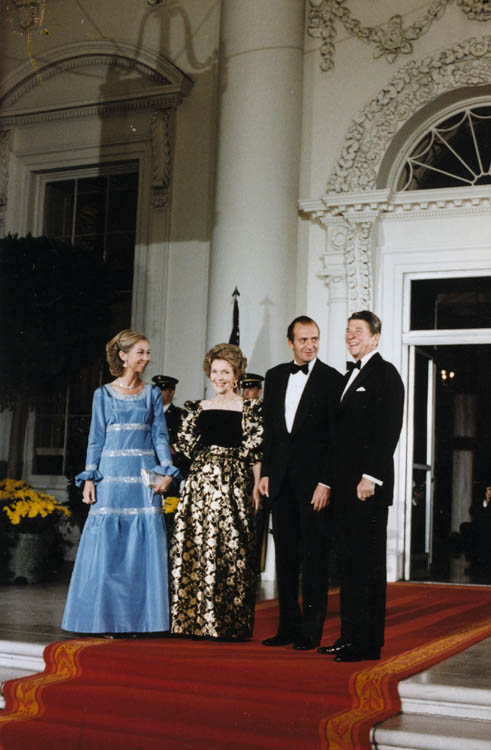
Visita a Estados Unidos de los reyes de España. Imagen de la cena de gala el 14 de octubre de 1981 en la Casa Blanca junto al presidente estadounidense Ronald Reagan y su esposa

Mientras que para el inicio de la transición existe un consenso generalizado en situarlo el 20 de noviembre de 1975 cuando se produce el fallecimiento del dictador Francisco Franco y la consiguiente proclamación de Juan Carlos I como rey de España dos días más tarde, no ocurre lo mismo con su final. Algunos autores lo sitúan en la celebración de las primeras elecciones democráticas el 15 de junio de 1977. Otros lo retrasan hasta la aprobación de la Constitución en diciembre de 1978, momento en el que consideran culminado el proceso de transición institucional desde un régimen dictatorial hasta otro democrático y constitucional. Otros prolongan algo más el período, hasta la celebración de las primeras elecciones celebradas conforme a la nueva ley fundamental en marzo de 1979 o al intento fallido de golpe de Estado de febrero de 1981, por entender que hasta entonces habría estado vigente la amenaza golpista por parte de un sector del Ejército. Sin embargo, son numerosos los historiadores que sitúan el final de la Transición en las elecciones que, en octubre de 1982, dieron el triunfo al Partido Socialista Obrero Español (PSOE), momento en el que accede al poder un partido que proviene de la oposición democrática y no del régimen franquista, como lo había sido Unión de Centro Democrático (UCD). No obstante, tampoco faltan quienes establecen el fin de este periodo en 1986, con la entrada de España en la Comunidad Económica Europea (futura Unión Europea).

## Antecedentes: la dictadura franquista entre 1969 y 1975

### El fracaso del continuismo inmovilista (1969-1973)
Tras la promulgación de la Ley Orgánica del Estado en enero de 1967, la posición del almirante Carrero Blanco, virtual «número dos» de la dictadura franquista, se vio reforzada al ser nombrado por el Generalísimo Franco nueve meses después vicepresidente del gobierno. Eso le permitió poner en marcha la «Operación Príncipe» cuyo objetivo era que Franco designara como su sucesor al hijo de don Juan de Borbón, el príncipe Juan Carlos de Borbón, que desde 1948 estaba bajo la «tutela» del Caudillo. El 22 de julio de 1969 Franco lo propuso a las Cortes franquistas como «mi sucesor» al frente de una «Monarquía del Movimiento Nacional, continuadora perenne de sus principios e instituciones» y asumiendo el título de príncipe de España, y aquellas lo aprobaron por 491 votos a favor, 19 en contra y 9 abstenciones. En su discurso proponiendo a Juan Carlos de Borbón Franco dijo una frase que será recordada muchas veces en los años siguientes y sobre todo tras su muerte: que con el nombramiento de su sucesor todo iba a quedar «atado y bien atado».

Cuando por ley natural mi Capitanía llegue a faltaros, lo que inexorablemente tiene que llegar, es aconsejable la decisión que hoy vamos a tomar, que contribuirá, en gran manera, a que todo quede atado y bien atado para el futuro.

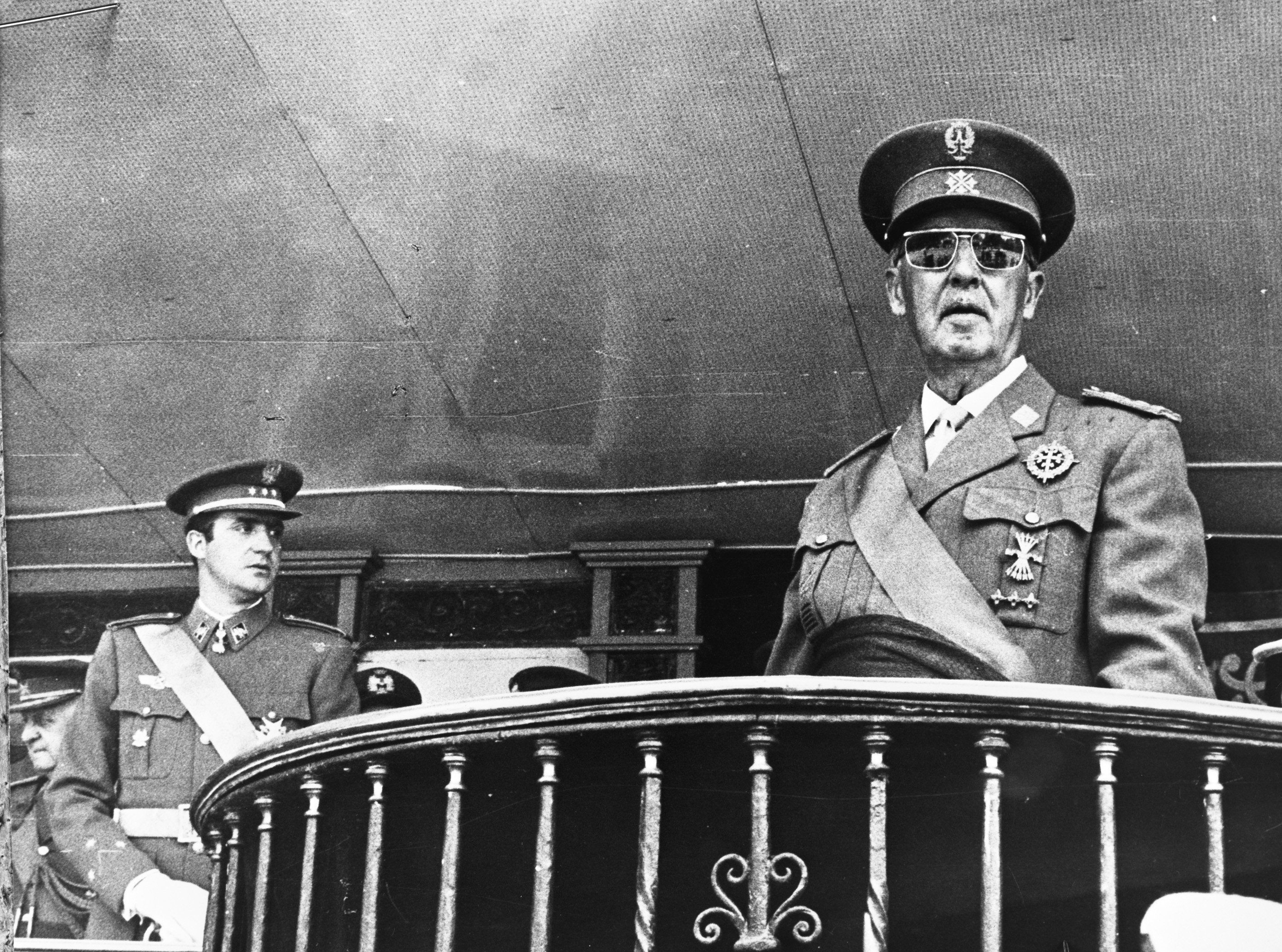
El general Franco presidiendo el desfile militar de la Victoria (Madrid, 5 de junio de 1969). En segundo plano el príncipe Juan Carlos a quien al mes siguiente Franco lo designaría como su sucesor «a título de rey»

En octubre de 1969 se formó el «gobierno monocolor», un término que fue acuñado por sus adversarios al estar integrado casi exclusivamente por «tecnócratas» del Opus Dei o por personas afines o leales a Carrero Blanco o a Laureano López Rodó, su mano derecha. Carrero fue ratificado en la vicepresidencia, pero ejerciendo las funciones de presidente real, pues el almirante recibiría en adelante a los ministros y despacharía semanalmente con ellos, y los tres ministros «aperturistas» —Manuel Fraga Iribarne, José Solís Ruiz y Fernando María Castiella— salieron del gobierno.
Durante los cuatro años que estuvo en el poder el gobierno «monocolor», se fue acentuando la ruptura entre los «inmovilistas», a cuyo frente se situó ya claramente el almirante Carrero, con el respaldo del propio general Franco, y los «aperturistas». Estos últimos, conforme se ahondaron sus diferencias con los «inmovilistas», fueron adoptando una postura cada vez más decididamente «reformista» al convencerse de que la única salida posible al franquismo era la democracia, aunque «de imprecisos contornos» y «tutelada» desde el poder, mientras que los «continuistas inmovilistas» reafirmaron su negativa a introducir el más mínimo cambio en el régimen franquista, por lo que también se les llamó «ultras» o «búnker». El problema de fondo era, como ha señalado Alfonso Pinilla García, que «la modernización económica y la transformación social experimentada en los años sesenta chocaban con una estructura política anquilosada, cerrada a la participación y representación políticas», y ese choque estaba generando «una conflictividad creciente en la calle, la fábrica, la universidad... y hasta dentro de algunas instituciones que, tradicionalmente, sirvieron de soporte a la dictadura, como la Iglesia».
A mediados de 1973 era cada vez más evidente el fracaso político del «continuismo inmovilista» de Carrero y los «tecnócratas». Así lo denunció al mismo Franco el ministro de la Gobernación, Tomás Garicano Goñi, cuando presentó su dimisión en mayo de 1973. Sin embargo, de esta crisis salió aún más reforzado Carrero Blanco, al ser nombrado por Franco presidente del Gobierno, cargo que «el Caudillo» nunca había querido ceder en treinta y siete años de dictadura. Sin embargo, el nuevo gobierno de Carrero solo iba a durar seis meses.
En efecto, en la mañana del 20 de diciembre de 1973 ETA detonó una bomba colocada bajo el asfalto en una céntrica calle de Madrid cuando pasaba el coche oficial del almirante Carrero Blanco, causándole la muerte. La rápida asunción del poder por el vicepresidente Torcuato Fernández Miranda, ante el aturdimiento de Franco al recibir la noticia, impidió que se pusieran en marcha medidas extremas por parte de los sectores «ultras» del régimen y el Ejército no fue movilizado —al final del funeral hubo un intento de agresión al cardenal Tarancón que había oficiado la ceremonia—. Se abrió así la crisis política más grave de todo el franquismo, ya que había sido asesinada la persona que había designado Franco para asegurar la supervivencia de su régimen después de su muerte.

### La crisis final del franquismo (1974-1975)
Por influencia de su entorno familiar, Franco nombró en enero de 1974 a Carlos Arias Navarro presidente del Gobierno, lo que supuso que los «tecnócratas» del Opus Dei quedaran excluidos. En su lugar, Arias recurrió a las «familias» del régimen, intentando guardar un cierto equilibrio entre «continuistas» y «reformistas», si bien carecía de proyecto político propio.

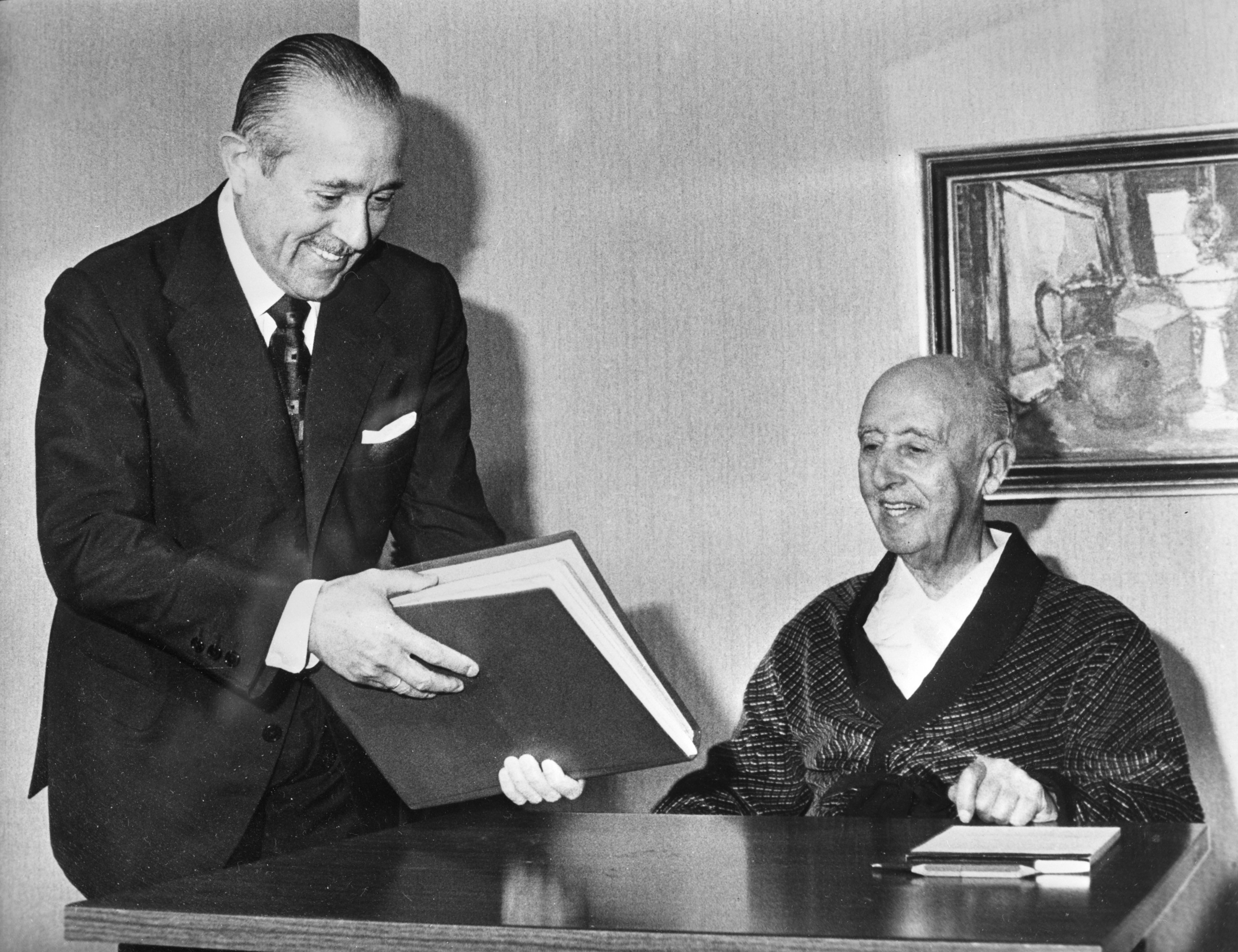
El presidente del gobierno Carlos Arias Navarro visita al general Franco durante su convalecencia en el hospital de La Paz en Madrid

En un principio, pareció que adoptaba el proyecto «reformista» cuando en el discurso de presentación del nuevo gobierno, pronunciado ante las Cortes franquistas el 12 de febrero de 1974, hizo ciertas promesas «aperturistas». Pero este nuevo «espíritu del 12 de febrero», como lo bautizó la prensa, solo duró un par de semanas, ya que a finales de mes el arzobispo de Bilbao, monseñor Antonio Añoveros Ataún, era conminado a marcharse de España por haber suscrito una pastoral a favor de la «justa libertad» del pueblo vasco, y sólo unos días después, el 2 de marzo, el anarquista catalán Salvador Puig Antich, acusado de la muerte de un policía, era ejecutado a garrote vil, a pesar de las manifestaciones de protesta duramente reprimidas por la policía y de las peticiones de clemencia procedentes de todo el mundo.
El anacronismo y la soledad del franquismo se hicieron patentes cuando el 25 de abril de 1974 triunfó en Portugal un golpe militar que puso fin a la dictadura salazarista, la más antigua de Europa, y la sensación de que se estaba asistiendo a su crisis agónica y final se acentuó cuando en julio de 1974 el general Franco fue hospitalizado a causa de una tromboflebitis, lo que le obligó a ceder temporalmente sus poderes al príncipe Juan Carlos. Pero una vez recuperado mínimamente, los reasumió a principios de septiembre.
A los pocos días, un brutal atentado de ETA causaba la muerte a 12 personas —y hería a más de 80— en virtud de una bomba colocada en la cafetería Rolando de la calle del Correo de Madrid, al lado de la Puerta del Sol, y que solían frecuentar policías de la cercana Dirección General de Seguridad. Este hecho alentó aún más al «búnker», que con el respaldo del propio Franco, consiguió que el ministro más «aperturista», Pío Cabanillas, fuera destituido el 29 de octubre, lo que provocó un hecho insólito en la historia del franquismo, ya que en solidaridad dimitió otro ministro «reformista», Antonio Barrera de Irimo, y otros altos cargos de la administración de la misma tendencia, muchos de los cuales serían protagonistas destacados de la transición democrática.
Conforme se veía más cercana la muerte del general Franco, se fue registrando un paulatino reforzamiento de la oposición antifranquista que al mismo tiempo fue convergiendo hacia la unificación de sus diversas propuestas para acabar con la dictadura. El modelo que se siguió fue el de la Asamblea de Cataluña, creada en noviembre de 1971 cuyo lema reivindicativo «Llibertat, Amnistía i Estatut d'Autonomia» sería adoptado por toda la oposición. Así en julio de 1974 Santiago Carrillo, secretario general del Partido Comunista de España, presentó en París la Junta Democrática, el primer fruto del proceso de convergencia de la oposición de ámbito estatal, y cuyo programa se basaba en la «ruptura democrática» con el franquismo mediante la movilización ciudadana. Sin embargo, el PCE no consiguió integrar en su «organismo unitario» a las fuerzas de oposición que no estaban dispuestas a aceptar la hegemonía comunista —con el PSOE a su frente— y que además discrepaban con los integrantes de la Junta Democrática en un asunto fundamental: que estaban dispuestas a aceptar la monarquía de Juan Carlos si esta conducía al país hacia un sistema político plenamente representativo. Estos grupos acabarán constituyendo su propio organismo unitario en junio de 1975, llamado Plataforma de Convergencia Democrática.
El inicio de la crisis económica en 1974, que se agravó en 1975 con el consiguiente aumento de la inflación y del desempleo, alimentó la oleada de huelgas y de movilizaciones obreras más importante de la historia del franquismo, que se sumó a las protestas de los estudiantes universitarios y de las asociaciones vecinales. Carme Molinero y Pere Ysàs han señalado que «la movilización antifranquista contribuyó decisivamente a la crisis de la dictadura, pero nunca alcanzó la extensión y la intensidad para abocarla al colapso».
Además, la actividad terrorista aumentó, tanto de ETA —18 víctimas mortales en 1974 y 14 en 1975— como del FRAP—tres atentados en 1975 con resultado de muerte—, lo que a su vez recrudeció la represión, llegándose a aprobar en agosto de 1975 un decreto-ley «de prevención y enjuiciamiento de los delitos de terrorismo y subversión contra la paz social y la seguridad personal» que revalidaba la jurisdicción militar como en el primer franquismo. Esta espiral represiva se cebó especialmente en el País Vasco.
En aplicación de la legislación antiterrorista, entre el 29 de agosto y el 17 de septiembre de 1975 fueron sometidos a distintos consejos de guerra y sentenciados a muerte tres militantes de ETA y ocho del FRAP, lo que provocó una importante respuesta popular y de rechazo en el exterior, así como peticiones de clemencia por parte de los principales dirigentes políticos europeos —incluido el papa Pablo VI—. A pesar de ello, Franco no conmutó las penas de muerte a dos de los tres militantes de ETA y a tres de los ocho del FRAP, y los cinco fueron fusilados el 27 de septiembre de 1975. Este hecho, calificado como «brutal» por la mayor parte de la prensa europea, no hizo sino acentuar el rechazo internacional al franquismo y dio lugar a que se produjeran numerosas manifestaciones antifranquistas en varias ciudades europeas. Asimismo, los embajadores de los principales países europeos abandonaron Madrid, con lo que el régimen franquista volvía a experimentar un aislamiento y reprobación muy similares a los que había sufrido en la inmediata posguerra mundial.
Como respuesta, el 1 de octubre de 1975 el Movimiento organizó una concentración de apoyo a Franco en la plaza de Oriente de Madrid. En su discurso un Franco muy débil y casi sin voz volvió a afirmar que existía una «conspiración masónico izquierdista» en «contra de España». Doce días después, el general Franco caía enfermo. El 30 de octubre, consciente de su gravedad —ya había sufrido dos infartos—, traspasó sus poderes al príncipe Juan Carlos. El 3 de noviembre era operado a vida o muerte en un improvisado quirófano en el mismo palacio de El Pardo, siendo trasladado a continuación al hospital La Paz de Madrid, donde fue sometido a una nueva intervención quirúrgica.

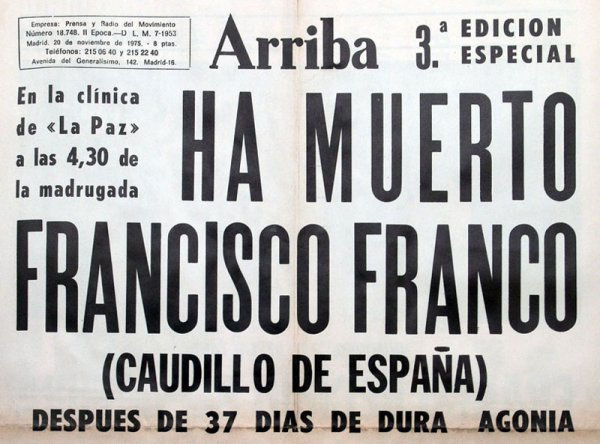
Portada del diario franquista Arriba dando la noticia de la muerte de Franco. 20 de noviembre de 1975

Mientras esto sucedía, el príncipe Juan Carlos, jefe del Estado interino, tuvo que hacer frente a la gravísima crisis que se estaba gestando en la colonia del Sahara Occidental, como consecuencia de la Marcha Verde de civiles marroquíes que había organizado el rey de Marruecos, Hassan II, para forzar a España a que le entregara el control del territorio que reclamaba como integrante de su soberanía. El día 14 de noviembre se alcanzaba el Acuerdo Tripartito de Madrid por el que España se retiraba de la colonia y cedía su administración a Marruecos —la mitad norte— y a Mauritania —la mitad sur—.
A primera hora de la mañana del 20 de noviembre de 1975, el presidente del gobierno Carlos Arias Navarro anunciaba por televisión el fallecimiento del «Caudillo» y a continuación leía su último mensaje, el llamado testamento político de Franco. La capilla fúnebre fue instalada en el Palacio de Oriente de Madrid, donde se formaron largas colas para acceder al salón donde se encontraba el féretro descubierto que contenía su cadáver. Al funeral posterior no asistió ningún jefe de Estado ni de Gobierno, salvo el dictador chileno Augusto Pinochet, un gran admirador de Franco.
Carme Molinero y Pere Ysàs han señalado que «el final de la vida de Franco tuvo lugar cuando la dictadura estaba inmersa en una profunda crisis. El continuismo estricto no ofrecía ninguna solución para estabilizar la situación política y para no dañar, tal vez irreversiblemente, a la institución monárquica. Las tentativas aperturistas y reformistas habían fracasado continuamente por una combinación de la limitación de sus propuestas, su incapacidad para sumar apoyos amplios y por la hostilidad de quienes rechazaban todo cambio, por limitado que fuera, viéndolo como una amenaza de destrucción del régimen. Pero sería la opción intentada, eso sí, de forma más ambiciosa y decidida tras la muerte del Caudillo. Por su parte, el rupturismo sostenido en una notable movilización, no disponía de fuerzas suficientes para provocar el derrumbe de la dictadura, pero sí para hacer inviable el continuismo y el reformismo. Esta era la compleja situación política española al final del otoño de 1975». El escritor y articulista Manuel Vázquez Montalbán calificó la situación «cuando Franco desparece» como «una correlación de debilidades».

## Proclamación de Juan Carlos I

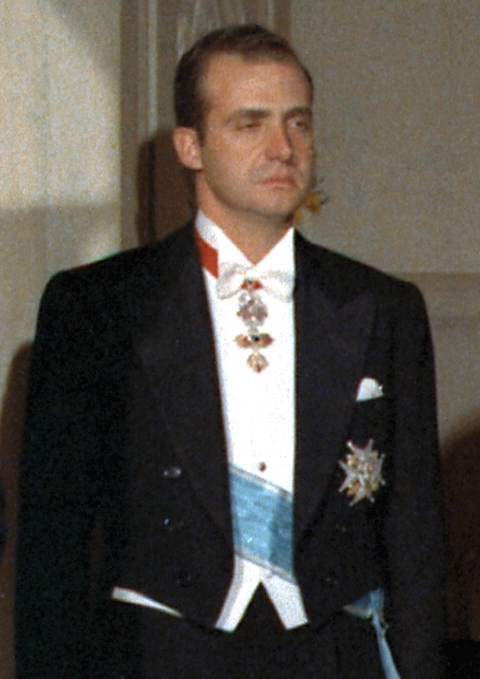
Juan Carlos de Borbón en 1971, cuando era Príncipe de España, sucesor del general Franco designado por este dos años antes

Tras la muerte del general Franco el 20 de noviembre de 1975, asumió interinamente el poder el Consejo de Regencia, formado por un teniente general, un arzobispo y un miembro del Movimiento Nacional, hasta que dos días después, el 22 de noviembre de 1975, el Príncipe de España Juan Carlos de Borbón, designado en julio de 1969 por el Caudillo como su sucesor «a título de rey», fue proclamado con el título de Juan Carlos I ante las Cortes franquistas. Tras la intervención «desde la emoción en el recuerdo a Franco» del presidente de las Cortes Alejandro Rodríguez de Valcárcel, Juan Carlos I juró las Leyes Fundamentales del Reino y pronunció a continuación un discurso en el que evitó hacer referencia al triunfo franquista en la guerra civil española y en el que, después de manifestar su «respeto y gratitud» a Franco, afirmó que se proponía alcanzar «un efectivo consenso de concordia nacional» —la frase completa era la siguiente: «Que todos entiendan con generosidad y altura de miras que nuestro futuro se basará en un efectivo consenso de concordia nacional»—.
Con su discurso —«que es todo un programa», según Julio Gil Pecharromán— don Juan Carlos dejó claro que no apostaba por el puro «continuismo inmovilista» que preconizaba el llamado búnker —que defendía la perpetuación del franquismo bajo la monarquía instaurada por Franco, siguiendo el modelo establecido en la Ley Orgánica del Estado de 1967—, pero con su mensaje al Ejército de que afrontara el futuro con «serena tranquilidad» dejaba entrever que la reforma se haría desde las propias instituciones del régimen. Los aplausos más entusiastas, sin embargo, no se los llevó el nuevo rey sino la hija del general Franco presente en la ceremonia.
La oposición antifranquista, por su parte, recibió con frialdad e indiferencia el discurso del rey. El PSOE en una nota afirmó que «no había sorprendido a nadie y ha cumplido su compromiso con el régimen franquista». En este sentido Carme Molinero y Pere Ysàs han señalado que «la muerte del dictador no significaba la simultánea muerte de la dictadura, como a veces se sostiene o como una cronología que da por finalizado el franquismo en 1975 da a entender. La legalidad y las instituciones franquistas permanecían intactas y el sucesor designado por el Caudillo "a título de rey", en el acto de proclamación como jefe del Estado... juró ante las Cortes "cumplir y hacer cumplir las Leyes Fundamentales del Reino y guardar lealtad a los Principios que informan el Movimiento Nacional"».

Estandarte del rey Juan Carlos

El 27 de noviembre tuvo lugar en la iglesia de San Jerónimo el Real la ceremonia religiosa de exaltación del nuevo rey. A ella asistieron destacados jefes de Estado o representantes de los mismos de alto nivel —los presidentes de Francia y de Alemania, Valéry Giscard d'Estaing y Walter Scheel, respectivamente; el príncipe Felipe de Edimburgo; y el vicepresidente de Estados Unidos, Nelson Rockefeller, entre otros—, lo que no había ocurrido con los funerales del general Franco, a los que solo acudieron el dictador chileno general Augusto Pinochet y la esposa del dictador filipino, Imelda Marcos. Fue una prueba de que los proyectos reformistas de Juan Carlos contaban con el respaldo de las democracias occidentales.
Que también podía contar con la Iglesia católica lo puso de manifiesto el cardenal Tarancón en la homilía que pronunció durante el oficio religioso —Tarancón escogió la modalidad de misa de Espíritu Santo y no el tradicional Te Deum precisamente porque en este no se pronunciaban homilías—. El cardenal no mencionó la guerra civil —solo hizo una referencia a «la figura excepcional, ya histórica» del general Franco— y exhortó al rey a serlo de «todos los españoles» —sin distinciones entre vencedores y vencidos—. También defendió el pluralismo político, «basado en el amor que, como nos enseña el Concilio, debe extenderse a quienes piensan de manera distinta a la nuestra». «Tarancón se ha excedido, se cree el cardenal Cisneros», comentó el reformista franquista Manuel Fraga Iribarne.
Dos días antes, el 25 de noviembre, el rey había aprobado un indulto por el que fueron liberados 5226 presos comunes y 429 presos políticos. La oposición antifranquista lo consideró un «insulto» y así lo tituló el diario francés Libération: «Espagne, 'indulto', 'insulto'». Lo que exigía la oposición era la amnistía para todos los presos políticos y exiliados, sin excepciones. A su salida de la cárcel Marcelino Camacho, líder de las ilegales «comisiones obreras» condenado en el «proceso 1001», declaró: «Este indulto no libera a casi nadie de los presos políticos y no permite regresar a los exiliados. Este indulto no solo cierra la perspectiva de enfrentamiento, sino que la deja intacta... El conseguir la amnistía es una necesidad de todo el país, no solo de las familias de los presos». «El indulto es un gesto que sabe a poco (o a nada) a la oposición, así que vuelven las movilizaciones a la calle para pedir la amnistía total», comenta el historiador Alfonso Pinilla García.

### Nombramiento de Torcuato Fernández Miranda y continuidad de Carlos Arias Navarro

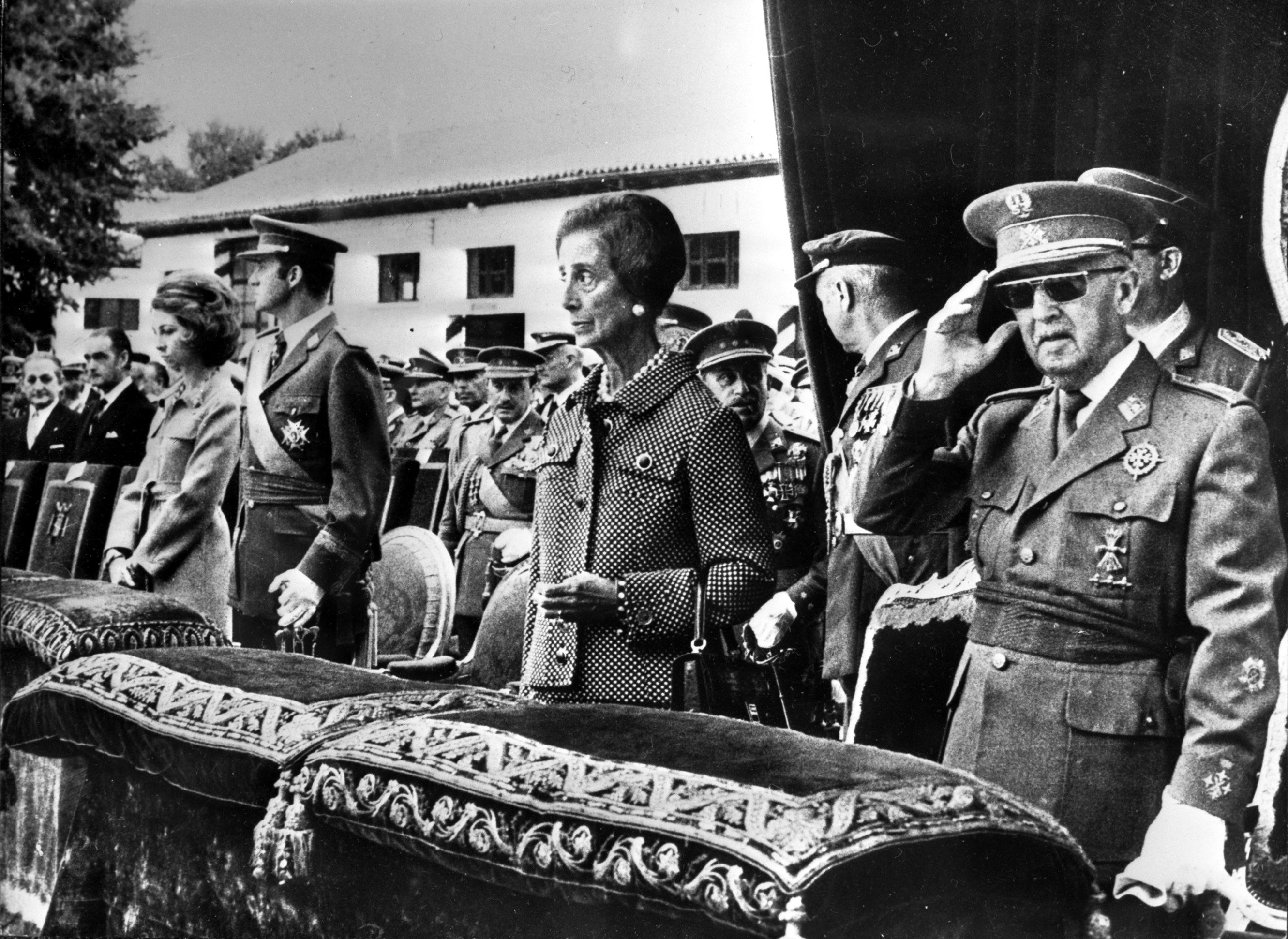
El general Franco junto a su esposa Carmen Polo y los príncipes de España, Juan Carlos y Sofía, en una ceremonia religiosa por la muerte del almirante Carrero Blanco. En el extremo izquierdo de la imagen Torcuato Fernández Miranda, entonces presidente del gobierno en funciones

El 2 de diciembre de 1975 el rey nombraba al franquista «aperturista» Torcuato Fernández Miranda, antiguo preceptor suyo, como nuevo presidente de las Cortes y del Consejo del Reino —instituciones clave en el entramado legado por la dictadura franquista—, en sustitución del «ultra» Alejandro Rodríguez de Valcárcel, cuyo mandato vencía el 26 de noviembre. El rey tuvo que maniobrar para conseguir que el Consejo del Reino incluyera en la terna de candidatos a presidir las Cortes a la persona que había elegido para el cargo (los otros dos propuestos fueron Licinio de la Fuente y Emilio Lamo de Espinosa). «La primera batalla que el rey ha emprendido entre bambalinas se ha saldado con una victoria para la Corona. Su hombre, Torcuato, desempeñará a partir de ese momento la presidencia de las Cortes y del Consejo del Reino, desde donde va a maniobrar para favorecer la puesta en marcha de la reforma política», ha subrayado Alfonso Pinilla García. Este mismo historiador ha puntualizado que «Juan Carlos es un rey con amplios poderes... pero tiene tres limitaciones: el Gobierno, el Consejo del Reino y las Cortes. Sin el acuerdo de estas tres instituciones, el monarca está atado. Cuando Franco era el jefe del Estado estas limitaciones no existían, pero ahora el búnker vigila al monarca estrechamente y pone en práctica las trabas anteriores para evitar posibles cambios que "desnaturalicen" el régimen del caudillo. [...] El conflicto interno está servido».
Si el nombramiento de Fernández Miranda fue recibido con indiferencia por la oposición antifranquista —«Me siento total y absolutamente responsable de todo mi pasado, soy fiel a él, per no me ata, porque el servicio a la patria y al rey son una empresa de esperanza y de futuro», declaró tras tomar posesión del cargo—, la ratificación como presidente del gobierno de Carlos Arias Navarro causó una enorme decepción. El diario clandestino del PCE Mundo Obrero afirmó que se trataba del «franquismo con rey» y el pretendiente carlista Carlos Hugo de Borbón Parma dijo que era el gobierno de una «monarquía fascista». Diversas personalidades de la oposición reunidas en París, convocadas por el Consejo de Europa para que valoraran la situación política española, declararon que don Juan Carlos «no ha sido, ni siquiera, capaz de cambiar al presidente del Gobierno heredado de Franco».

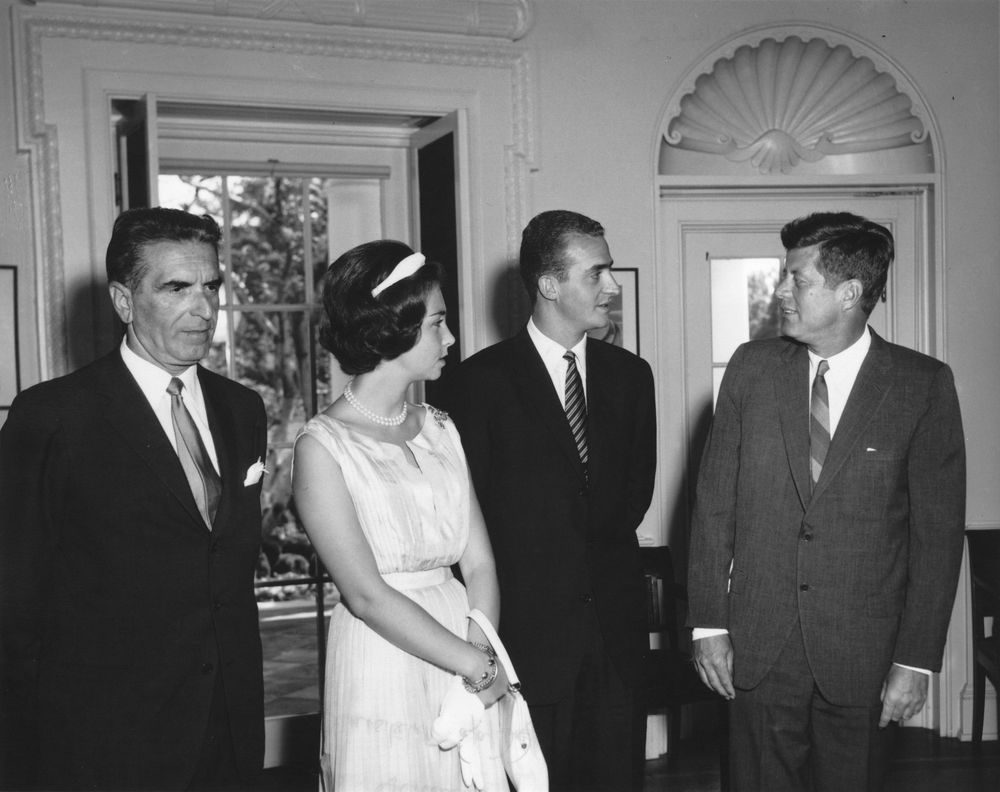
Antonio Garrigues y Díaz Cañabate (izquierda), en su calidad de embajador de España en Estados Unidos, acompañando a los príncipes Juan Carlos y Sofía durante su entrevista con el presidente John F. Kennedy en la Casa Blanca (agosto de 1962). Antonio Garrigues fue uno de los nombres impuestos por el rey Juan Carlos a Carlos Arias Navarro para que los incluyera en su gobierno

La decepción se atenuó en parte cuando se conoció la composición del nuevo gobierno, en el que aparecían las más destacadas figuras del «reformismo» franquista como Manuel Fraga Iribarne, José María de Areilza y Antonio Garrigues y Díaz Cañabate. También participaban en este gobierno otros «reformistas» franquistas procedentes de las «familias» católica (Alfonso Osorio) y falangista (los «reformistas azules», Adolfo Suárez y Rodolfo Martin Villa). Pero también había ministros cercanos a los «ultras» como el general Fernando de Santiago, el almirante Pita da Veiga o José Solís Ruiz. En realidad los miembros del gobierno le fueron impuestos a Arias Navarro por el rey, y en el caso de Suárez había sido una sugerencia de Fernández Miranda. En la prensa a menudo se denominaba al nuevo gobierno como «gobierno Arias-Fraga-Areilza-Garrigues» o «Arias-Fraga». Como ha señalado Xosé Manoel Núñez Seixas, «era un gabinete heterogéneo y contradictorio», con un «pusilánime Arias Navarro, quien era incapaz de imprimir un rumbo político definido a su gestión».

## Gobierno de Arias Navarro (noviembre de 1975-julio de 1976): «Reforma Arias-Fraga»

### Proyecto de reforma del gobierno de Arias Navarro

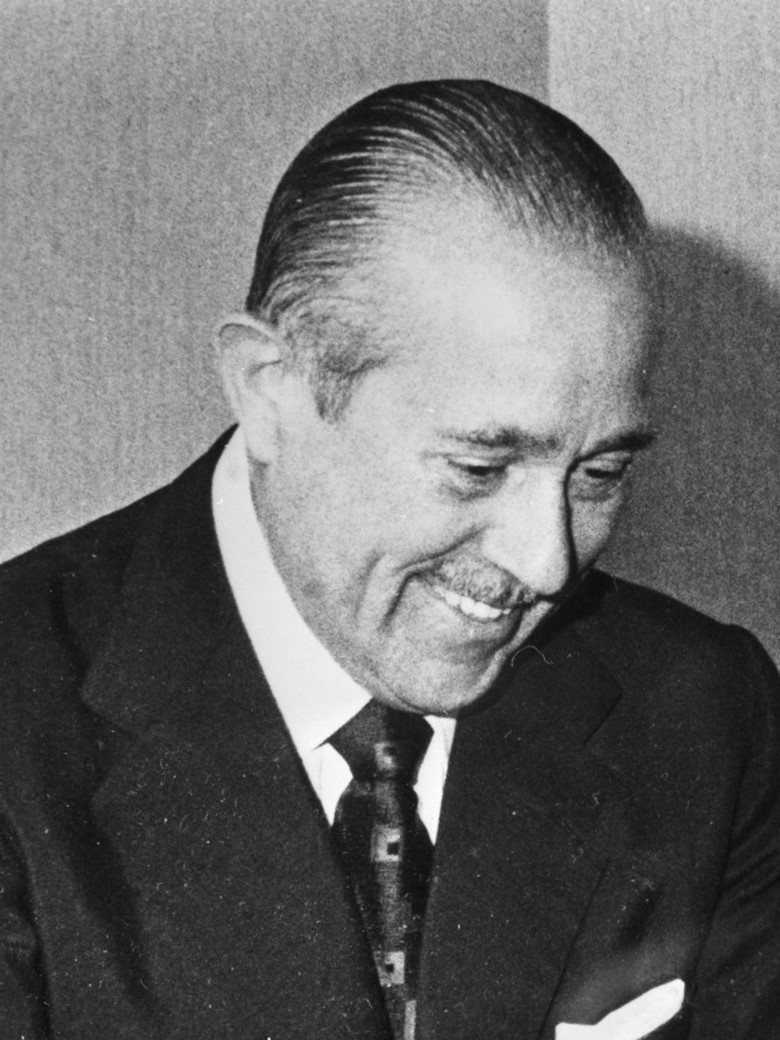
Carlos Arias Navarro, presidente del Gobierno

Según Alfonso Pinilla García, el nuevo gobierno de Arias Navarro era «un gobierno contradictorio, donde la pulsión continuista convivía —y no siempre en paz— con el proyecto reformista. El presidente del Gobierno encarnaba esa contradicción, pues en él habitaban ambas pulsiones». Cuando presentó el nuevo ejecutivo el 13 de diciembre afirmó que pretendía continuar la senda de «perfeccionamientos y reformas» propia del Ejecutivo anterior, y habló de que se proponía llegar a «una democracia española, anudando dos etapas de nuestra historia». Su discurso lo terminó diciendo: «Se nos llama, nos congregamos, para preservar y continuar la gigantesca obra de Francisco Franco, perfeccionándola y adecuándola a las exigencias de cada momento». «Desde entonces Arias se convirtió en el albacea de Franco», comentan Carme Molinero y Pere Ysàs.
Arias Navarro carecía de un plan específico de reforma del régimen franquista —en el Consejo Nacional del Movimiento declaró que el propósito de su gobierno era la continuidad del franquismo a través de una «democracia a la española»— y además pensaba que los cambios debían ser limitados como cuando el 28 de enero de 1976 dirigiéndose a los procuradores de las Cortes en la sesión de presentación de su gobierno les dijo: «Nos corresponde la tarea de actualizar nuestras leyes e instituciones... ¡como Franco hubiera deseado!». Torcuato Fernández Miranda anotó en su diario: «Es un discurso poco coherente porque en él se adivina fácilmente una tremenda dificultad y contradicción... Es un hombre de búnker, no es un hombre de Estado; es un político del franquismo».

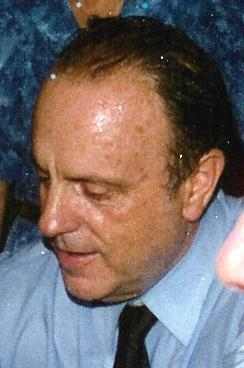
Manuel Fraga Iribarne, el ministro de mayor peso en el gobierno de Arias Navarro y autor del proyecto de Reforma del régimen franquista

El gobierno adoptó el programa que presentó Fraga Iribarne, descartando la propuesta de Antonio Garrigues de someter a referéndum «unas bases de revisión constitucional» que incluirían el reconocimiento de la soberanía nacional —el ministro-secretario general del Movimiento Adolfo Suárez le acusó de querer la ruptura y no la reforma—; y una posterior de Alfonso Osorio basada en la convocatoria de unas elecciones libres que fue rechazada porque abría las puertas a «un proceso constituyente». El proyecto de Fraga, «de regusto canovista y decimonónico con algunos toques de sistema parlamentario británico», consistía en alcanzar una democracia «liberal» que fuera homologable con la del resto de países europeos occidentales a partir de un proceso gradual, controlado desde el poder, de cambios paulatinos de las «leyes fundamentales» franquistas. Por eso también fue conocido como «reforma en la continuidad» y su base de apoyo sería lo que entonces se llamó el «franquismo sociológico» (y que Fraga llamaría la «mayoría natural»). En una declaración que hizo en nombre del Gobierno el 15 de diciembre de 1975, solo dos días después de haber sido nombrado vicepresidente y ministro de la Gobernación, Fraga dijo lo siguiente:

El Gobierno estima indispensable la efectiva presencia y participación, sin discriminaciones ni privilegios, de los ciudadanos y de las organizaciones sociales. Se considerarán con especial prioridad la ampliación de las libertades y derechos ciudadanos, en especial el derecho de asociación y las reformas de las instituciones representativas para ensanchar su base, procurando que el conjunto de nuestro ordenamiento jurídico-político tienda a una mayor homogeneidad con la comunidad occidental.

Según Alfonso Pinilla García, «la reforma de Fraga iba en sentido democrático, pero tenía demasiadas trazas del ayer». En realidad, según Carme Molinero y Pere Ysàs, «no suponía el establecimiento de un régimen democrático», «un cambio de régimen», sino lo que pretendía era introducir «cambios en el régimen» para dotar de «legitimidad democrática» al entramado institucional de la dictadura. «La trilogía franquista de familia, municipio y sindicato continuaba siendo válida para Manuel Fraga», apuntan Molinero e Ysàs. El Congreso de los Diputados sería elegido en representación de «las familias» y el Senado, de carácter «orgánico», estaría formado por representantes de las provincias, de los sindicatos y de otras corporaciones y además contaría con unos senadores «permanentes» (para así acomodar a los «40 de Ayete» que nombraba directamente Franco entre los miembros del Consejo Nacional del Movimiento, que no desaparecía). También mantenía el Consejo del Reino. Fraga reiteró que se debía «evitar toda idea de ruptura o simplemente de carácter constituyente general». «En términos más simples continuidad y lealtad al pasado solo son compatibles con el cambio, con la reforma, pero solo se reforma aquello que quiere conservarse». Molinero e Ysàs concluyen: «el camino hacia la democracia, por tanto, no había comenzado a inicios de 1976».
Según Xosé Manoel Núñez Seixas, la reforma de Fraga «era un remedo de sistema parlamentario británico, pero visto desde la Cámara de los Lores y no desde la de los Comunes, que liberalizaba el sistema político, pero no lo democratizaba plenamente, y que no recogía de modo explícito el principio de la soberanía nacional residente en el conjunto de los ciudadanos: era el rey quien designaba los gobiernos». Su objetivo era, como le confesó Fraga al teniente general Fernando de Santiago, no correr ningún riesgo «de que las izquierdas manden en España». Pinilla García comenta: «He aquí el espíritu de la reforma franquista, un controlado cambio de régimen donde la dictadura se transformara en democracia restringida, siempre gestionada por la clase política que había gobernado el tramo final de esa dictadura». Los principales banqueros del país también estaban interesados en que la reforma fuera limitada y el 4 de mayo de 1976 se reunieron con los ministros Alfonso Osorio y Adolfo Suárez para conocer los planes gubernamentales. El primero les pidió ayuda para organizar a la derecha —el «centro» en la terminología de Osorio— y el segundo les aseguró que no iba a permitir «que desaparezcan aquellas fuerzas políticas que han sido leales y han jugado claramente dentro del sistema en los últimos cuarenta años» y que lo que se proponía era «un cambio prudente, una reforma sin riesgo».
Al tratarse de un proyecto de «democracia restringida» la «reforma Fraga» fue rechazada por la oposición antifranquista. Tampoco fue bien recibido por el búnker. El exministro José Utrera Molina declaró: «La reforma que se propicia parece perseguir esencialmente la sustitución de un régimen por otro nuevo, el simple desmantelamiento del régimen vigente y una alteración sistemática de su esencialidad política».

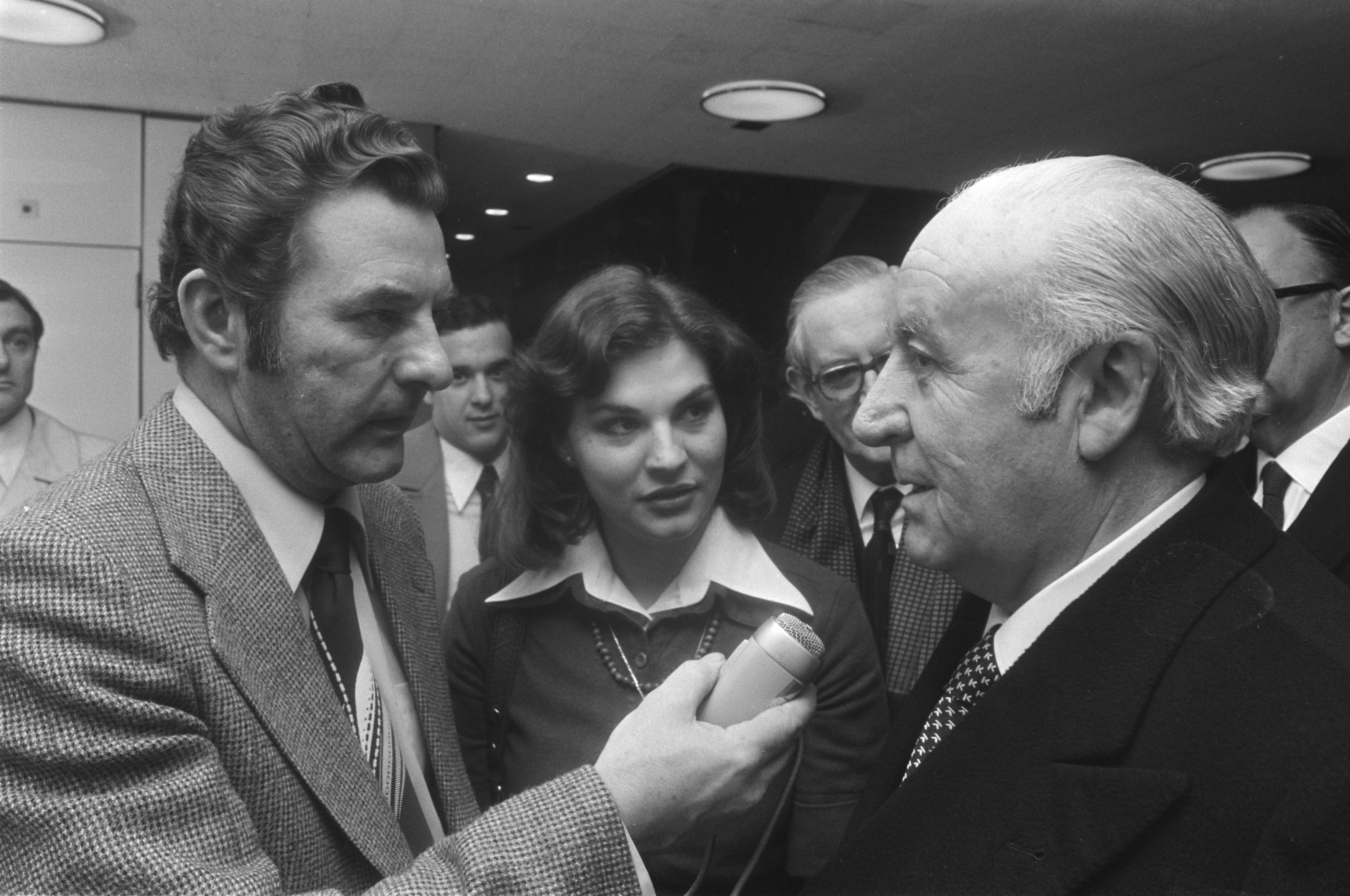
El ministro de Asuntos Exteriores José María de Areilza (derecha) es entrevistado en los Países Bajos (febrero de 1976)

Sobre el alcance del proyecto de reforma fue más claro el ministro de Asuntos Exteriores José María de Areilza en unas declaraciones a la BBC —«Tú tira para adelante, que ya haremos lo necesario para que se pueda llevar a cabo», le contesta el rey a Areilza cuando este le pregunta si puede afirmar en las visitas a otros países que la monarquía apuesta por la democracia—:

La democracia en España es imparable. Pero necesitamos tiempo. Es una locura pensar que podamos hacer todas las reformas en el plazo de tres meses... En cualquier caso, a mediados de 1977 debemos tener una asamblea compuesta en su totalidad por diputados electos, que será la representación de la democracia española [...]. Las fuerzas armadas han declarado que la única cosa que desean es que las leyes constitucionales españolas sean respetadas y que la reforma discurra por los cauces que las Leyes Fundamentales incluyen. Y eso es exactamente lo que vamos a hacer. Nada más. Todo lo demás son especulaciones.

Sin embargo, estas declaraciones se contradecían con lo que afirmaba el presidente del Gobierno Arias Navarro. En la presentación ante las Cortes franquistas del programa político de su gobierno el 28 de enero de 1976 inició y concluyó su discurso con referencias a Franco, «Caudillo indiscutido e indiscutible de nuestro pueblo». A los procuradores les dijo que, «como integrantes de la última legislatura de Franco» habían recibido «el alto honor de ser los albaceas de su memoria y el excepcional privilegio de hacer operativo el mandato expresado en su último mensaje, de forma que no pueda perderse en el recuerdo sino que permanezca vivo en nuestro pueblo». El 11 de febrero declaró: «Yo lo que deseo es continuar el franquismo. Y mientras esté aquí o actúe en la vida pública no seré sino un estricto continuador del franquismo en todos sus aspectos y lucharé contra los enemigos de España que han empezado a asomar su cabeza y son una minoría agazapada y clandestina en el país». También dejó claro quiénes quedarían fuera de la «democracia española»:

Ni los que usan la violencia terrorista para promover su causa, ni los que promueven la disolución social en todas las formas del anarquismo, ni los que atentan a la sagrada unidad de la patria, en una u otra forma de separatismo, ni aquellos que aspiran con la ayuda exterior y con métodos sin escrúpulos a establecer el comunismo totalitario y la dictadura de un partido, cualquiera que sea la careta con la que se presenten, pueden esperar que se les deje usar las mismas libertades que ellos desean destruir para siempre.

Para que el proyecto tuviera éxito se deberían vencer dos resistencias: la del «búnker» inmovilista, que tenía una fuerte presencia en el Consejo Nacional del Movimiento y en las Cortes —que eran las dos instituciones que tendrían que aprobar las reformas de las leyes fundamentales—, además del Ejército y la Organización Sindical Española franquista; y también la de la oposición democrática, con la que no se pensaba negociar ni pactar ningún elemento esencial del proceso, pero a la que sí se iba a permitir su participación electoral, excluidos los «totalitarios», en referencia a los comunistas. En este último punto su modelo era la Restauración de Cánovas. Como ha señalado Javier Tusell, Fraga «pretendía ser Cánovas del Castillo sin tener en cuenta que las circunstancias eran muy distintas a las de hacía un siglo». El problema era, como ha señalado, Alfonso Pinilla García, que «sin la legalización comunista no habrá legitimidad democrática, posibilidad de hacer creíble un cambio hacia un régimen de libertades. ¿Quién creerá cierto ese cambio si se deja fuera al primer partido de la oposición? En esa contradicción está preso Fraga...».
El proyecto se concretó en la reforma de tres Leyes Fundamentales, cuyos cambios debían ser examinados por una comisión mixta Gobierno-Consejo Nacional del Movimiento —propuesta por Fernández Miranda y Suárez—, y de las leyes de Reunión y de Asociación, que incluía también la modificación del Código Penal. La nueva Ley de Reunión fue aprobada por las Cortes franquistas el 25 de mayo de 1976 —en ella se establecía que las manifestaciones en la calle debían contar con la autorización del gobierno—. Pocos días después, el 9 de junio, también es aprobada la de Asociaciones Políticas, defendida por el ministro Adolfo Suárez, quien afirmó que si España era plural las Cortes «no se podían permitir el lujo de ignorarlo» —una intervención que impresionó entre otros a Areilza («dice aquellas cosas que Arias debió decir hace meses») y también al rey—. Con este discurso en defensa de los principios democráticos —«Vamos a elevar a la categoría política de normal lo que a nivel de calle es simplemente normal. Vamos a sentar las bases de un entendimiento duradero bajo el imperio de la ley», dijo— Suárez se situó a la izquierda de Fraga y fue una de las claves que explican que al mes siguiente fuera nombrado por el rey nuevo presidente del Gobierno en sustitución de Arias Navarro.
La reforma Arias-Fraga encalló dos días después, el 11 de junio, cuando las Cortes rechazaron la modificación del Código Penal que tipificaba como delito la afiliación a un partido político, un requisito imprescindible para que las leyes de Reunión y de Asociación, recién aprobadas, no fueran papel mojado. Los procuradores en su propósito de impedir la legalización del Partido Comunista introdujeron una enmienda en que se prohibían aquellas organizaciones políticas partidarias de «la implantación de un régimen totalitario». Como ha señalado Javier Tusell, «así se daba la paradoja de que quienes en el pasado habían estado tentados por el totalitarismo de un signo ahora se sentían con autoridad como para vetar el totalitarismo de los demás». Ese mismo día el Consejo Nacional del Movimiento, copado por los «ultras», rechazaba el proyecto de reforma de las «leyes fundamentales» de Cortes y de Sucesión, diseñado por Fraga, que pretendía crear unas nuevas Cortes formadas por dos Cámaras con idénticos poderes, una Cámara Baja elegida por sufragio universal en representación de «las familias» y un Senado o Cámara Alta de carácter «orgánico». «Ya no hay remedio, la reforma franquista ha fracasado», comenta Alfonso Pinilla García. «El Gobierno se había situado en un callejón sin salida», comentan Carme Molinero y Pere Ysàs.

### Ofensiva de la oposición democrática: sucesos de Vitoria y de Montejurra

Cartel de la Junta Democrática de 1974, el año de su fundación en París

En los dos últimos años de la dictadura la oposición antifranquista había formado dos organismos unitarios para combatirla: la Junta Democrática, liderada por el Partido Comunista de España —el partido antifranquista con mayor implantación: contaba entonces con unos cien mil militantes—, y la Plataforma de Convergencia Democrática, integrada por partidos antifranquistas «moderados» y por el PSOE. La Junta Democrática defendía la «ruptura democrática» con el franquismo mediante la movilización ciudadana pacífica —que culminaría en una «acción nacional» o una huelga general—, lo que implicaba el rechazo a la sucesión del príncipe Juan Carlos y a la monarquía «franquista», la formación de un gobierno provisional, la convocatoria de un referéndum sobre la forma de gobierno —republicana o monárquica— y la amnistía, que permitiría la excarcelación de los presos por delitos políticos y la vuelta de los exiliados.
Por su parte la Plataforma de Convergencia Democrática también propugnaba la «ruptura democrática» con el franquismo, pero sin que ello implicara poner en riesgo la estabilidad social y política, por lo que prefería la vía de la negociación con el gobierno franquista a la movilización social. Además, sus integrantes estaban dispuestos a renunciar a la convocatoria de un referéndum sobre la forma de gobierno —monarquía o república—, aceptando, por tanto, a la nueva monarquía, si esta conducía al país hacia la instauración de un sistema plenamente democrático. Otro de los límites autoimpuestos sería no cuestionar el sistema económico-social vigente. El PSOE apoyaba esta estrategia porque creía que no había otra alternativa para alcanzar la democracia, dada la «debilidad» de la oposición antifranquista. Ni la Junta Democrática ni la Plataforma hicieron ninguna mención a restaurar la Segunda República. «Hacía ya tiempo que los sectores más significativos de la oposición antifranquista habían sustituido el dilema entre república y monarquía por otro, de contornos más difusos, entre democracia y dictadura».
El PCE y la Junta Democrática impulsaron una gran movilización en contra de la monarquía «franquista». Hubo agitación en las universidades, se celebraron manifestaciones al grito de «Libertad y Amnistía», disueltas violentamente por la policía —como la que tuvo lugar en Barcelona el domingo 1 de febrero, que un informe policial calificó como «la de mayor trascendencia de cuantas se han producido en los últimos años... Nunca la oposición al régimen hizo un alarde de fuerza como el desplegado el día de ayer»; se repitió una semana después convocada por la Assemblea de Catalunya e incluyendo la reivindicación del Estatuto de Autonomía—, y se desató una oleada de huelgas mucho mayor que las ya muy importantes de 1974 y 1975. Los motivos de las huelgas convocadas por las ilegales «comisiones obreras» eran fundamentalmente económicos —la gravedad de la «crisis del petróleo de 1973» se acentuaba—, pero también tenían motivaciones políticas pues las peticiones de aumentos salariales o de mejoras en las condiciones de trabajo iban acompañadas de otras como la libertad sindical, el reconocimiento del derecho de huelga, la libertad de reunión y de asociación, cuando no claramente reclamaban la amnistía para los presos y exiliados políticos.

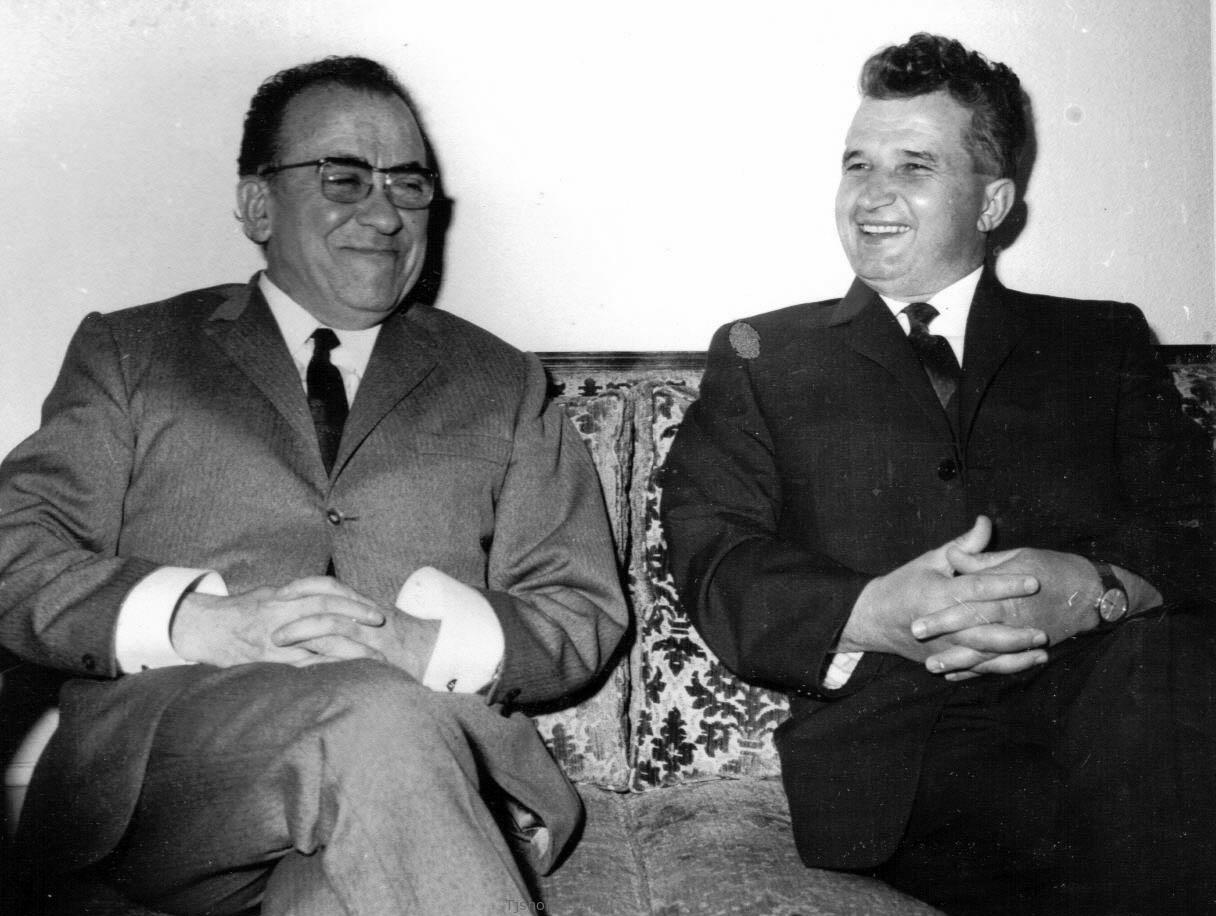
El dictador comunista rumano Ceaucescu junto a Santiago Carrillo, secretario general del Partido Comunista de España en 1970

En este contexto, el rey Juan Carlos envió a Manuel Prado y Colón de Carvajal, un hombre de su plena confianza, a Bucarest para que se entrevistara con Ceaucescu con la finalidad de que este le pidiera a Santiago Carrillo, secretario general del PCE y amigo personal del dictador comunista rumano, que moderara su discurso y sus acciones en contra la monarquía «franquista». Manuel Prado le dice a Ceaucescu (que hará llegar el mensaje a Carrillo, aunque este no hará caso a la petición y el 7 de febrero de 1976 entrará clandestinamente en España, instalándose en Madrid, en el barrio de El Viso):

El rey quiere que Santiago Carrillo sepa que él se compromete a pedir de esas instituciones que consideren la posibilidad de legalizar al Partido Comunista. ¿Cuándo? No hay plazo, quizá un año, quizá dos, este es un proceso que necesita tiempo. A cambio el rey pide al señor Carrillo que cese en sus ataques a la institución y en las descalificaciones al proceso político que el rey se propone poner en marcha. Su majestad pide moderación y templanza a Santiago Carrillo y le pide también paciencia.

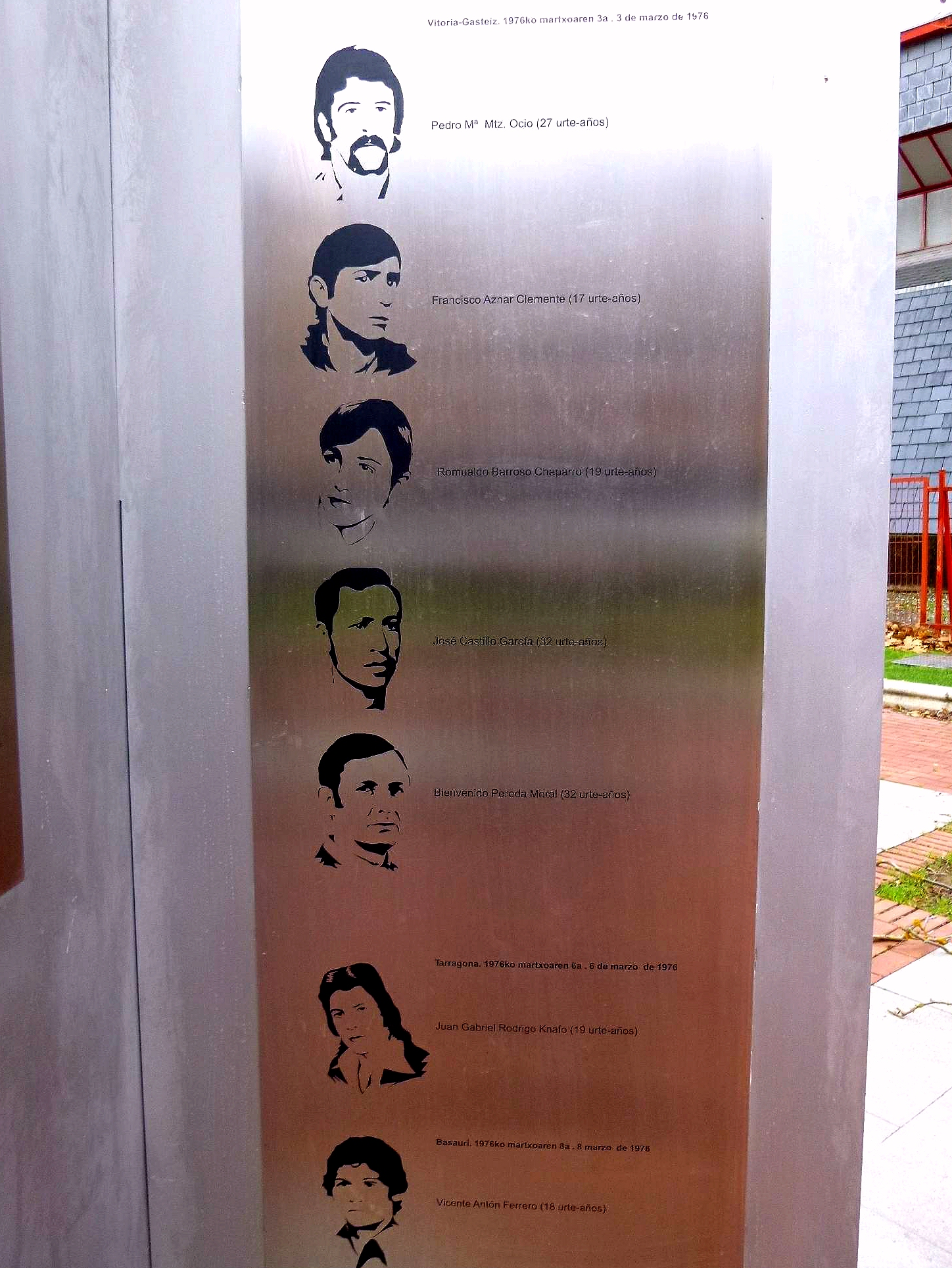
Monumento conmemorativo erigido en Vitoria por las víctimas de los Sucesos de Vitoria

La respuesta del gobierno a las movilizaciones fue la represión (aunque hizo algún gesto como la derogación de 15 artículos del Decreto ley antiterrorista promulgado en agosto de 1975 y que en aplicación del mismo se habían producido al mes siguiente las últimas ejecuciones del franquismo). El ministro de la Gobernación Manuel Fraga llegó a comparar la huelga general que se declaró en Sabadell los días 24 y 25 de febrero de 1976 con la «ocupación de Petrogrado en 1917». El 24 de febrero moría en Elda, por disparos de la policía, un trabajador, y el 3 de marzo tenían lugar en Vitoria los incidentes más graves, que se saldaron con la muerte de cinco obreros y cerca de cincuenta heridos —doce de gravedad—, también por disparos de la policía —otros cien por golpes de los «grises»—. Inmediatamente se declaró una huelga general en el País Vasco y en Navarra en solidaridad con las víctimas que tuvo un enorme seguimiento —también en otras zonas— lo que, según David Ruiz, puso «al descubierto la incapacidad del gobierno central para controlar la situación». El presidente Arias Navarro propuso declarar el estado de excepción, pero Adolfo Suárez, que en aquellos momentos ejercía de ministro de la Gobernación interino ante la ausencia de Fraga de viaje en el extranjero, se opuso y consiguió que la medida no se aplicara. También destituyó a los responsables policiales del operativo.
Para buena parte de la oposición, los «sucesos de Vitoria» mostraron el auténtico rostro de la «reforma Arias-Fraga» y se recrudecieron las manifestaciones y las huelgas, con los consiguientes enfrentamientos con las fuerzas de orden público —en Basauri, cerca de Bilbao, moría poco después un trabajador; otro en Tarragona—. Por su parte el presidente del Gobierno Arias Navarro hace una balance muy negativo de la situación: «La universidad está sublevada, nadie apoya al Gobierno, la prensa está enfrente sin excepción; hay una conspiración militar larvada que frena las reformas... se anuncia un nuevo gironazo... hay un sentir unánime de la clase obrera hostil al Gobierno».
Pocos días después de los «sucesos de Vitoria» iniciaba sus sesiones el consejo de guerra contra ocho oficiales (un comandante y siete capitanes) acusados de ser miembros de la clandestina Unión Militar Democrática (UMD) y que habían sido detenidos el año anterior. Serían condenados a penas de prisión y a la expulsión del Ejército, «a pesar de las demandas de indulto formuladas desde varios sectores».
A pesar de todo, las movilizaciones no tuvieron el suficiente grado de seguimiento como para derribar al gobierno, que logró mantener el control de la calle, y mucho menos a la «monarquía franquista». Se hacía, pues, cada vez más evidente que la alternativa de la «ruptura democrática» acompañada de una «acción nacional decisiva» no era viable, por lo que su principal valedor, el Partido Comunista de España, decidió en marzo de 1976 cambiar de estrategia y adoptar la alternativa de la «ruptura pactada» que defendían la oposición «moderada» y el PSOE, aunque sin la movilización de los ciudadanos para ejercer una presión continua sobre el gobierno y obligarle a negociar con la oposición. «La relación de fuerzas real en España, con un Ejército y unas Fuerzas de Orden Público plenamente fieles al legado de Franco y vigilantes ante cualquier desbordamiento que juzgasen revolucionario, y unas élites tardofranquistas al mando de los resortes decisivos de la administración central y local, de importantes organizaciones sociales, del control de la opinión pública y del poder económico y financiero, hacía poco viable una ruptura revolucionaria», ha indicado Xosé Manoel Núñez Seixas. Sin embargo, según este mismo historiador, «las movilizaciones populares, multiformes y con diversos objetivos, actuaron en momentos decisivos como un elemento corrector, en la práctica, de posibles involuciones en el proceso de reforma». Carme Molinero y Pere Ysàs van más lejos al considerar que la «intensa movilización social de los primeros meses de 1976 fue capaz de arrebatar la iniciativa política al Gobierno».
El cambio de estrategia del PCE permitió la fusión el 26 de marzo de los dos organismos unitarios de la oposición, la Junta Democrática y la Plataforma de Convergencia Democrática, que dio nacimiento a Coordinación Democrática —conocida popularmente como «Platajunta»—. En su primer manifiesto rechazó la «reforma Arias-Fraga» y exigió una inmediata amnistía política, la plena libertad sindical y una «ruptura o alternativa democrática mediante la apertura de un periodo constituyente que conduzca a través de una consulta popular, basada en el sufragio universal, a una decisión sobre la forma del Estado y del Gobierno, así como la defensa de las libertades y derechos políticos durante este periodo». Así pues, del primer escenario de ruptura con levantamiento popular se pasó a la exigencia de la convocatoria de elecciones generales de las que se pudiera derivar un proceso constituyente.
«La constitución de CD comportó un paso decisivo en la plasmación de una alternativa democrática y era lógica la preocupación gubernamental, más cuando a ella se incorporaron otros grupos en las semanas siguientes», han señalado Molinero e Ysàs. Adolfo Pinilla García también ha indicado que «la Platajunta fue una pésima noticia para Manuel Fraga, quien jugaba con la táctica del "divide y vencerás" para horadar la unidad interna de la oposición y así hacer más viable su proyecto reformista». Al día siguiente de la constitución de la Platajunta Fraga le trasladó a su compañero de gobierno José María Areilza su irritación al comprobar «que después de ofrecerles [a la oposición] un campo de juego con unas reglas fijadas con generosidad salgan ahora con el frente popular. ¡Se acabó la tolerancia; se acabó autorizar reuniones y congresos!». E inmediatamente ordenó la detención de algunos destacados miembros de la oposición, como Antonio García Trevijano, fundador de la Junta Democrática. Areilza escribió en su diario: «Fraga también es de los que cree a ratos que Franco está vivo todavía y que hay que considerar a la sociedad política española como algo que está esperando a que el Gobierno otorgue graciosamente sus reformas democráticas, a cuyo regalo se debe contestar con un diez de conducta».
Un ejemplo de la política del «divide y vencerás» de Fraga fue que poco después de formarse la Platajunta toleró, sin el conocimiento ni de Arias Navarro ni del Consejo de Ministros, que el sindicato socialista UGT celebrara dentro del país su XXX Congreso camuflado bajo el término «Jornadas de Estudio». Según el historiador David Ruiz, esta decisión obedeció a que el gobierno pretendió fortalecer al «renacido y debilitado sindicato socialista frente al peligro que suponían las ilegales Comisiones Obreras estrechamente vinculadas al PCE» como lo demostraría el hecho de que «mientras tenía lugar la celebración del citado congreso con asistencia a él como invitados de una representación de sindicatos europeos, el dirigente de CC OO, Marcelino Camacho, había sido nuevamente encarcelado junto a otros políticos al salir de una reunión de la Platajunta celebrada en un céntrico hotel madrileño». Ante los comentarios realizados por otros ministros durante la reunión del gobierno del 2 de abril sobre las repercusiones negativas que podían tener esas detenciones Fraga respondió: «Son comunistas y, por consiguiente, no los suelto». Lo justificó diciendo: «Necesito sacudir de vez en cuando al partido [comunista] y meter en la cárcel a sus dirigentes. Ayer a Montero, hoy a Camacho. Mientras ese tono se mantenga, el Ejército no se opondrá a la reforma». Así lo reflejó Areilza en su diario.
Durante el Congreso celebrado del 15 al 18 de abril, el secretario general de UGT Nicolás Redondo dejó claro que UGT mantendría su independencia y no se integraría en el sindicato único antifranquista que defendía «Comisiones Obreras». Un centenar de procuradores de las Cortes franquistas hicieron público un manifiesto de protesta conocido como el «Escrito de los 126» por haberse permitido el Congreso camuflado de la UGT. Por otro lado la «reforma sindical» que promovía el ministro de Relaciones Sindicales Rodolfo Martín Villa incluía a la UGT, pero dejaba fuera a las «comunistas» «Comisiones Obreras». Así, la Asamblea General de «Comisiones Obreras» tuvo que celebrarse de manera clandestina en Barcelona tres meses más tarde.
Durante los primeros meses de 1976 continuaron los atentados de ETA que causaron la muerte de seis personas, un guardia civil y cinco civiles, uno de ellos el alcalde de Galdácano asesinado el 9 de febrero. El 5 de abril se produce la fuga de la cárcel de Segovia de veintinueve presos, veintisiete de los cuales son militantes de ETA, aunque doce días después ya habían sido detenidos. El 8 de abril aparece en una cuneta el cadáver del empresario Ángel Berazadi, secuestrado por ETA unos días antes y que ha sido asesinado al no haber pagado su familia el rescate. Diez días después, se produce en Navarra un tiroteo entre la guardia civil y un comando de ETA, que se salda con la muerte de dos etarras. El 3 de mayo Manuel Fraga, ministro de la Gobernación, advierte: «Sepan los terroristas que si quieren guerra, la tendrán. El Estado lo hará civilizadamente, pero de un modo tenaz e implacable». «El Ejército está cada vez más inquieto porque muchos altos mandos consideran que no se está actuando con la contundencia necesaria», señala Alfonso Pinilla García. De hecho el 8 de marzo se habían reunido en el domicilio del teniente general Alfonso Pérez Viñeta un nutrido grupo de generales que trasladan sus inquietudes al rey por medio del teniente general Fernando de Santiago, vicepresidente del Gobierno para Asuntos de la Defensa. Pretenden «forzar un cambio de Gobierno con personas más afectas al franquismo y con más amplio sentido de la autoridad». Al mismo tiempo la Confederación Nacional de Excombatientes hace públicos varios manifiestos en los que sugiere un golpe militar «para poner orden». En uno de ellos se dice lo siguiente:

El edificio del Estado se erosiona. La iniciativa política se consiente que pase a manos de la subversión que marca el terreno de juego que más conviene a sus intereses, mientras que a las instituciones políticas se las mantiene inermes, adormecidas o desmanteladas. En la Universidad no se estudia, se grita. Gran parte de los medios de comunicación social se destinan a ser portavoces de la subversión y marginan las actitudes de lealtad política o de fidelidad a las leyes.

Para impedir las celebraciones del Día Internacional de los Trabajadores los cuerpos y fuerzas de seguridad del Estado han tomado las calles el 1 de mayo y los principales líderes obreros son detenidos para impedir la celebración. Solo se permiten algunos actos, como el homenaje socialista a Pablo Iglesias en el cementerio civil de Madrid o una concentración comunista en la Casa de Campo, aunque esta es disuelta por la policía cuando los participantes comienzan a gritar que «la democracia no se hará sin nosotros, la democracia no se hará sin el Partido Comunista». El 4 de mayo sale a la calle el primer número del diario El País. En su editorial sentencia: «La reforma política anunciada ni satisface las exigencias mínimas que el respeto a los principios de la democracia y la libertad exigen ni puede lograr la adhesión de las nuevas generaciones de españoles. [...] Desde luego, señores: no es esto, no es esto».
El domingo 9 de mayo tienen lugar los sucesos de Montejurra en los que se produjo un enfrentamiento entre los dos sectores en los que entonces estaba dividido el carlismo, resultando muertas dos personas, y cuatro heridas, por disparos efectuados por miembros de la facción integrista y filofascista, partidaria de Sixto Enrique de Borbón Parma, frente a la antifranquista y «socialista autogestionaria» encabezada por su hermano Carlos Hugo de Borbón Parma, presidente del Partido Carlista, sin que las fuerzas de orden público intervinieran (siguiendo las instrucciones que Manuel Fraga les había dado antes de salir hacia Venezuela, en viaje oficial). La investigación policial posterior, «desarrollada con enorme lentitud y no pocos estorbos», demostró la implicación en los hechos de neofascistas italianos y argentinos, y de algunos aparatos del Estado y de los servicios secretos españoles. «En años sucesivos se irían conociendo las conexiones de este episodio, denominado por sus promotores Operación Reconquista, con otras tramas dedicadas a la desestabilización». El Tribunal de Orden Público acabará cerrando el caso en enero de 1977, sin procesar a ninguno de los responsables (el autor de los disparos había sido identificado y detenido, al igual que el secretario de don Sixto, expulsado del país sin poder ser juzgado).
Según Alfonso Pinilla García, este «nuevo episodio luctuoso enterrará al primer gobierno de la monarquía y a su, ya maltrecho, proyecto de reforma política» y, junto con los sucesos de Vitoria de marzo, «confirmarán al rey la necesidad de abrir una profunda crisis de gobierno en la que habrá de caer, en primer lugar y antes que nadie, Carlos Arias Navarro». Carme Molinero y Pere Ysàs coinciden: «La imagen represiva e inmovilista que transmitía el Gobierno acabó con cualquier posibilidad de ampliación de los apoyos gubernamentales. Desde el mes de marzo el ensayo de proyecto "reformista" del primer gobierno de la monarquía estaba desacreditado. La oposición democrática rechazó frontalmente la reforma que llevaba a un sistema político alejado de una democracia homologable, al menos a corto plazo. Al mismo tiempo, la utilización continuada de la represión extendió la contestación y la deslegitimación de aquella propuesta. El resultado de todo ello fue que el "gobierno de la reforma" perdió el rumbo antes de haber llegado a presentar su proyecto global. [...] Las muertes de los cinco trabajadores de Vitoria se convirtieron en el punto de no retorno para el Gobierno Arias-Fraga».

### Fin del gobierno de Arias Navarro
Como han señalado Carme Molinero y Pere Ysàs, «el descrédito del gobierno Arias-Fraga se había convertido en una dificultad para la consolidación de la monarquía perseguida por Juan Carlos de Borbón, y una parte de la clase política franquista y el monarca se aprestaron a actuar en consecuencia». Sobre Arias Navarro José María de Areilza escribió en su Diario de un ministro de la monarquía (publicado en 1977): «Su talla de gobernante era cuestionable; su autoridad nula. No conocía a fondo los problemas políticos, económicos ni sociales del país. Su experiencia era esencialmente policiaca y represiva. Su pasión los servicios secretos».

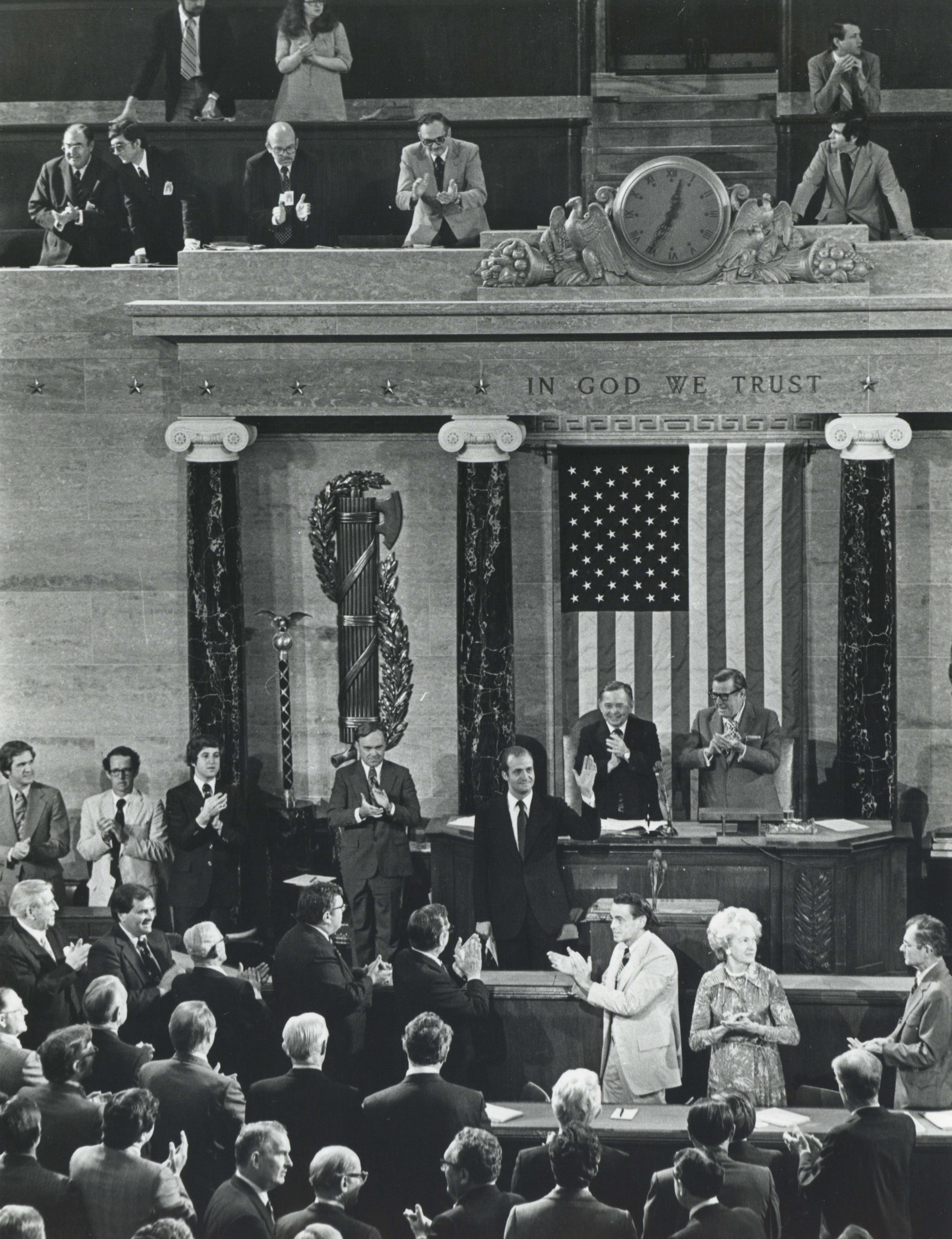
El rey Juan Carlos siendo aplaudido por los miembros del Congreso de Estados Unidos. Pronunció un discurso en el que se comprometió a dotar a España de una democracia plena (junio, 1976)

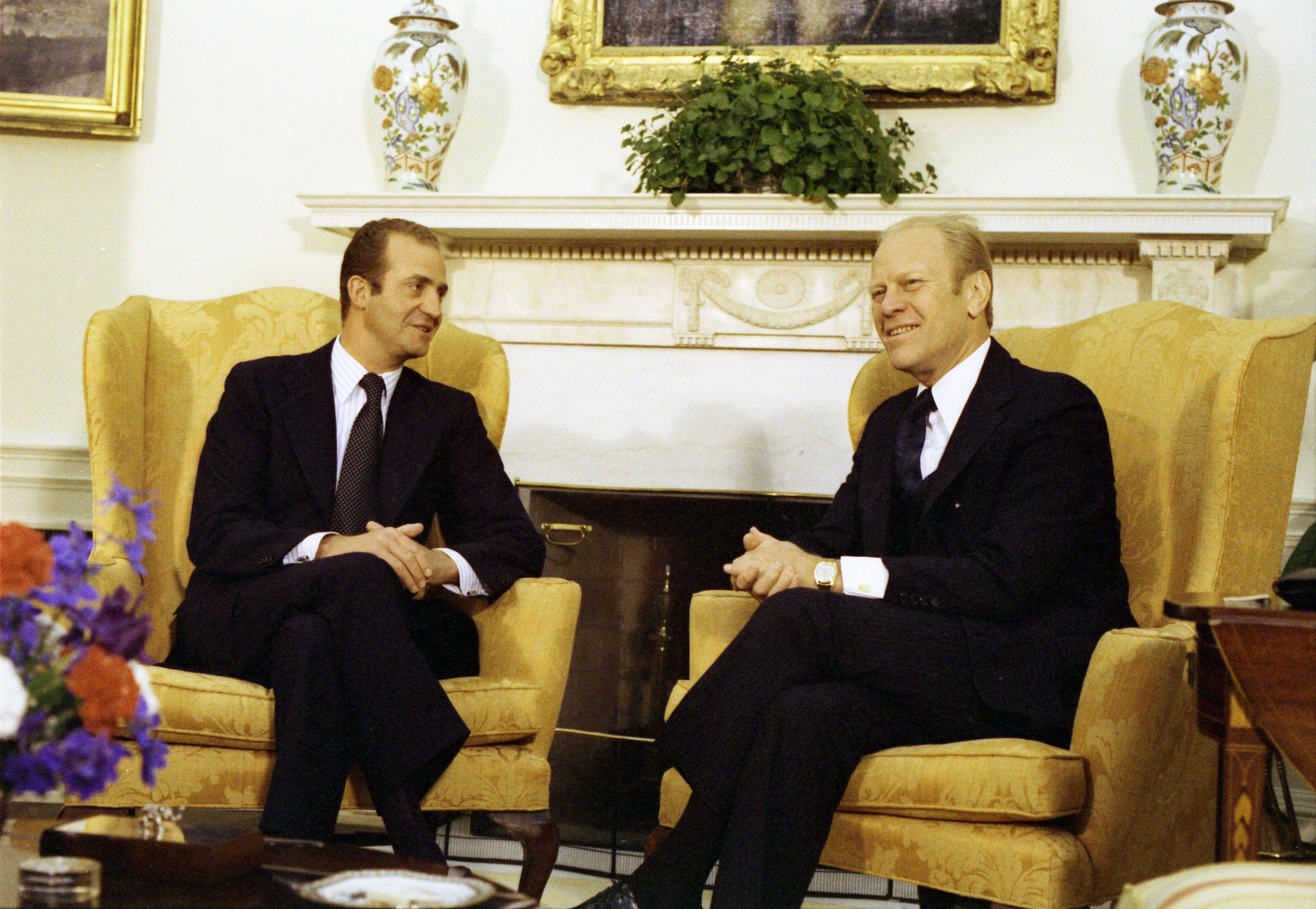
Durante su estancia en Estados Unidos el rey fue recibido en el despacho oval por el presidente Gerald Ford

A principios de junio de 1976 el rey visitó Estados Unidos y en su discurso (en inglés) ante el Congreso, de cuyo contenido exacto no tuvo conocimiento Arias Navarro, ratificó su compromiso para dotar a España de una democracia plena. Juan Carlos dijo: «La monarquía hará que, bajo los principios de la democracia, se mantengan en España la paz social y la estabilidad política, a la vez que se asegure el acceso ordenado al poder de las distintas alternativas de gobierno, según los deseos del pueblo español libremente expresados». Mes y medio antes la revista Newsweek había afirmado que el rey Juan Carlos había dicho a uno de sus periodistas —lo que nunca fue desmentido— que «Arias es un desastre sin paliativos». «La pieza periodística es una bomba detonada bajo el asiento de Arias Navarro», comenta Adolfo Pinilla García. Este mismo historiador señala que, a principios de marzo, el padre de Juan Carlos, don Juan de Borbón, había viajado a Madrid y le había dicho a su hijo: «Si no destituyes a Arias, la reforma será imposible, la democracia no se sustanciará, el búnker hará de las suyas y desparecerá la Corona».
Pocos días después de que apareciera la noticia en Newsweek Arias Navarro había realizado unas declaraciones por televisión en las que había vertido duros ataques contra la oposición democrática —especialmente contra el PCE: «no caeremos en la ingenuidad de construir un sistema de libertades en colaboración con aquellos que las niegan, las desprecian y buscan su destrucción»—, mientras sus relaciones con el rey —que nunca habían sido buenas— se habían deteriorado hasta el punto de que Arias le había confesado a uno de sus colaboradores más cercanos: «Me pasa como con los niños; no lo soporto más de diez minutos». También le dice que «a él lo designó Franco y cumplirá su mandato» (que acaba en enero de 1979). Por su parte don Juan Carlos le comenta a Torcuato Fernández Miranda: «Creo que a veces [Arias Navarro] llega a creer que es más fuerte que yo y que, en el fondo, no me acepta como rey».
El 11 de junio el proyecto de reforma «Arias-Fraga» naufraga cuando las Cortes franquistas obligan al Gobierno a retirar el proyecto de ley de modificación del Código Penal por el que dejaba de ser delito la pertenencia a un partido político —en contra de la opinión de Fraga porque «un Gobierno que no se la juega, sobre todo en periodos de transición, pues ha perdido»— y el Consejo Nacional del Movimiento, copado por el búnker, rechaza la modificación de las Leyes Fundamentales propuesta por el Gobierno. «Ya no hay remedio, la reforma fraguista ha fracasado... Ha llegado el momento. Arias debe caer», comenta Alfonso Pinilla García.
El 1 de julio, después de comentarle el rey a Areilza «esto no puede seguir, so pena de perderlo todo…», don Juan Carlos convocó en el Palacio de la Zarzuela al presidente Arias Navarro y allí le exigió que le presentara su dimisión, lo que este hizo inmediatamente. Ese mismo día Arias reúne al Consejo de Ministros, tras haber pasado por el Valle de los Caídos para visitar la tumba de Franco.
Dos días después, sábado 3 de julio, Torcuato Fernández Miranda reúne al Consejo del Reino para que presente al rey una terna de candidatos para ocupar la presidencia del Gobierno. Tras unas sutiles y hábiles maniobras, Fernández Miranda consigue que en la terna esté incluido Adolfo Suárez, «el candidato del rey» (y, sobre todo, suyo, porque Fernández Miranda había convencido a don Juan Carlos de tener en la presidencia a alguien que se dejara guiar fácilmente, «mejor que un presidente cerrado desde su posición inicial»). Los otros dos candidatos son Federico Silva Muñoz y Gregorio López Bravo. El discurso que había pronunciado Suárez el 9 de junio en defensa de la Ley de Asociaciones acabó de convencer a Juan Carlos y a Torcuato de que «ahí estaba el hombre idóneo para sustituir a Arias: enérgico, ambicioso, pero elegante, sin enemigos en el régimen, bien visto por las Fuerzas Armadas (aún se recuerda su buena gestión cuando los luctuosos hechos de Vitoria) y joven, con aires nuevos», ha señalado Alfonso Pinilla García. A la salida de la reunión, Fernández Miranda declara a los periodistas: «Estoy en condiciones de ofrecer al Rey lo que me ha pedido». Esa misma tarde, don Juan Carlos convoca al Palacio de la Zarzuela a Adolfo Suárez. Cuando el rey le dice «Quiero que seas presidente del Gobierno», Suárez contesta «¡Ya era hora!».
El nombramiento de Suárez causó un enorme desconcierto y decepción entre la oposición democrática y los círculos diplomáticos, así como en las redacciones de los periódicos. Ricardo de la Cierva, que acabaría siendo ministro con Suárez, escribió que su nombramiento había sido un «inmenso error». En cambio la televisión pública, la única existente entonces en España, destacó que «el nuevo presidente era distinto de la clase política tecnócrata o reformista procedente del franquismo, en alusión indirecta a Areilza o a Fraga».
Según el historiador David Ruiz, la elección de Suárez obedeció a que en su biografía política «concurría la doble ventaja de no provocar suspicacias entre los franquistas más influyentes por el escaso relieve de las funciones que había desempeñado (gobernador civil de Segovia, director general de TVE, ministro con cartera irrelevante en el último gobierno de Arias Navarro) y la de conocer de cerca determinados entramados de la Administración del régimen de Franco, incluida la televisión, desde la que potenciaría en el tardofranquismo la difusión de la imagen favorable del príncipe Juan Carlos, con el que compartirá, además, el hecho de pertenecer a la misma generación y algunas aficiones».
Por su parte, el también historiador Xosé Manoel Núñez Seixas ha destacado que Suárez «tenía cuatro cualidades sobresalientes en aquel momento. Era fiel al monarca, al que conocía desde finales de los sesenta, y gozaba de su absoluta confianza; provenía del régimen, lo que le convertía en aceptable para el aparato franquista, y conocía al dedillo los entresijos de la estructura del Estado y del Movimiento. [...] Era, además, consciente del poder de la televisión en una época en que los medios de comunicación audiovisuales habían experimentado una gran expansión de audiencia, pero dependían enteramente del Estado; y era un gran negociador entre bambalinas, hábil en las distancias cortas, capaz de forjar complicidades con actores diversos».
Suárez sería el encargado, junto con Torcuato Fernández Miranda, de llevar a cabo la «cuadratura del círculo», como lo llama Núñez Seixas: «el tránsito de un régimen dictatorial a una monarquía constitucional sin romper en ningún momento la legalidad o crear un vacío de poder, mediante una autodisolución del régimen anterior usando los propios postulados de sus Leyes y Principios Fundamentales. La operación suponía, según el inspirador del procedimiento, Fernández Miranda, pasar "de la ley a ley a través de la ley"».

## Gobierno de Suárez (julio de 1976-junio de 1977): la reforma como «ruptura pactada»

### Proyecto reformista: la Ley para la Reforma Política

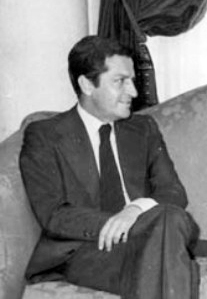
Adolfo Suárez en 1979

Adolfo Suárez formó un gobierno de jóvenes «reformistas» franquistas, en el que no incluyó a ninguna figura prominente —Fraga, Areilza y Garrigues, se negaron a participar—, pero que no carecía de experiencia política —se dijo que era un «gobierno de PNNs», en referencia a los profesores universitarios no numerarios, una «manera de descalificar a los ministros como segundones provisionales»—. El peso mayor lo tenían los «reformistas» democristianos del grupo Tácito o asimilados (Alfonso Osorio, Marcelino Oreja, Landelino Lavilla, Leopoldo Calvo Sotelo,...) seguidos de los «reformistas azules», como el propio Suárez y Rodolfo Martin Villa o Fernando Abril Martorell. Solo uno de los miembros del gabinete, el almirante Pita da Veiga, había sido ministro con Franco. En referencia a la relativa juventud del gabinete, Fraga Iribarne comentó: «Han jubilado anticipadamente a nuestra generación». Mundo Obrero, el periódico clandestino del PCE, consideró que duraría tan poco que lo llamó «gobierno de verano». Sin embargo, pronto la oposición democrática «pudo comprobar que el nombramiento de Suárez comportaba un cambio de escenario».
En su primera declaración, hecha ante las cámaras de TVE antes de la formación del gobierno, Adolfo Suárez intentó dar un imagen muy cercana a «las preocupaciones de la nación» —que «son mis preocupaciones»— y afirmó que se proponía «gobernar con el consentimiento de los gobernados». El 16 de julio el Gobierno, ya constituido, hizo pública una declaración que contenía importantes novedades de lenguaje y de objetivos e incorporaba algunas demandas de la oposición. En ella se decía que el Gobierno no representaba opciones de partido, sino que se constituía en «gestor legítimo para establecer un juego político abierto a todos» y que su meta era conseguir «que los Gobiernos del futuro sean el resultado de la libre voluntad de la mayoría de los españoles». Después de manifestar su convicción de que la soberanía residía en el pueblo, se anunció que este se expresaría libremente en unas elecciones generales que se convocarían para antes del 30 de junio del año siguiente. Se trataba de «elevar a la categoría de normal lo que a nivel de la calle es simplemente normal», dijo el presidente Suárez. Además de la concesión de la amnistía más amplia «posible», que fue el punto de la declaración que más destacó la prensa, se ofrecía una vía de diálogo con la oposición democrática, aunque siempre reservándose el gobierno la última palabra sobre la dirección del proceso. Finalmente, se anunció que la «reforma política» que se iba a emprender se sometería a referéndum. Como han destacado Molinero e Ysàs, «el nuevo Gobierno pretendía transmitir una imagen de ruptura nítida con la etapa de Arias» y «con ese objetivo también fue utilizando expresiones relacionadas con algunos puntos emblemáticos que articulaban las reivindicaciones de la oposición», como la amnistía. Según Alfonso Pinilla García, «la principal hoja de ruta de la Transición, sin detalles, estaba ya pergeñada en aquella declaración programática del 16 de julio de 1976».
Las primeras medidas que adoptó el gobierno fueron consecuentes con el objetivo que se había marcado. Aprobó el 30 de julio una amplia amnistía —aunque en realidad era un indulto— para los «delitos y faltas de motivación política o de opinión», aunque dejaba fuera los que hubieran «puesto en peligro o lesionado la vida o la integridad de las personas», y consiguió que las Cortes aprobaran la reforma del Código Penal sobre los partidos políticos que había embarrancado el 11 de junio. El acuerdo que se alcanzó fue prohibir aquellas organizaciones políticas partidarias de «la implantación de un régimen totalitario» que estuvieran «sometidas a una disciplina internacional» (el objetivo de los procuradores era dejar fuera al Partido Comunista de España).
En cuanto a la «reforma política», del fracaso de la «reforma Arias-Fraga» el nuevo gobierno aprendió que cualquier intento de modificación de las «leyes fundamentales» franquistas debería reducirse a una sola y contundente nueva «ley fundamental» que implicara la derogación de hecho de todo lo anterior. Así pues, «el programa reformista del primer gabinete de Suárez suponía una superación de las vías basadas en la evolución de la Leyes Fundamentales del Movimiento... Partía ahora de la aceptación del principio de la soberanía nacional».
Según el historiador Javier Tusell el proyecto de ley de la reforma política fue redactado conjuntamente por el presidente de las Cortes, Torcuato Fernández Miranda, el vicepresidente del gobierno Alfonso Osorio y el ministro de Justicia Landelino Lavilla, y del mismo hubo varios borradores, aunque el primero y fundamental lo elaboró Fernández Miranda («Aquí tienes esto, que no tiene padre», le dijo a Suárez cuando le entregó su proyecto el 23 de agosto).
El proyecto final fue aprobado por el Consejo de Ministros el 10 de septiembre. Llevaba por título Ley para la Reforma Política, «para la» no «de», lo que significaba, según Julio Gil Pecharromán, «que la legitimidad de la actuación democratizadora no correspondería al vigente Parlamento franquista que lo posibilitaría al aprobar la ley, sino a otro pluralista y constituyente, elegido por sufragio universal». Su contenido era muy sencillo. Se creaban unas nuevas Cortes, formadas por dos cámaras, el Congreso de Diputados y el Senado, compuestas de 350 y 207 miembros, respectivamente, elegidas por sufragio universal, excepto los senadores designados por el rey «en número no superior a la quinta parte» de los miembros del Senado. En cuanto al Senado se había introducido una modificación significativa respecto del proyecto de Fernández Miranda, ya que este había propuesto un Senado de reminiscencias «orgánicas» en el que solo 102 de sus 250 miembros serían elegidos por sufragio universal.
Así pues, como ha destacado Javier Tusell, «lo fundamental de la Ley de Reforma Política era la convocatoria de elecciones y la configuración de un marco institucional mínimo para realizarlas». Pero al mismo tiempo quedaban abolidas implícitamente todas las instituciones establecidas en las «leyes fundamentales» que no fueran esas Cortes, es decir, todas las instituciones franquistas sin excepción —el Consejo Nacional del Movimiento y el Movimiento mismo, las Cortes establecidas en la ley de 1942, el Consejo del Reino y el Consejo de Regencia de la ley de 1967, etc.—, por lo que la ley de reforma lo que hacía en realidad era liquidar lo que pretendía reformar. En el preámbulo de la ley al basar la legitimidad en el sufragio universal se introducía una especie «autorruptura» —expresión acuñada por Javier Tusell— con las instituciones franquistas —en él se decía, por ejemplo, que «sólo cuando el pueblo haya otorgado libremente su mandato a sus representantes, podrá acometerse democráticamente y con posibilidades de estabilidad y futuro la solución de los importantes temas nacionales»—, pero finalmente sería suprimido como concesión a los sectores franquistas más reacios a la aprobación del proyecto de ley. En el articulado de esta «octava ley fundamental del franquismo», se proponía un cambio sustancial del régimen político, aunque sin cuestionar la forma de gobierno, la monarquía. «La Ley de Reforma Política no será una cortina de humo, ni una operación cosmética para que el franquismo continuara vigente bajo otros ropajes, sino un auténtico cambio, el inicio de un régimen distinto surgido de la soberanía popular», ha señalado Alfonso Pinilla García. «Cambiaba el lenguaje y los conceptos básicos: se apelaba a la soberanía del pueblo que escogería un Parlamento representativo; desparecía la retórica sobre una sui generis democracia española y el peculiar diccionario político franquista», han indicado Carme Molinero y Pere Ysàs.
Mientras se redactaba el texto del proyecto de ley varios Gobiernos extranjeros presionaron para que se llevara a cabo una consulta sobre la forma de gobierno (monarquía o república). Ante ello, y con el objetivo de tratar de determinar la intención de voto de los españoles, el presidente encargó diversas encuestas, y como estas daban la victoria a la opción republicana sobre la monárquica, Adolfo Suárez decidió mencionar al rey en la ley. En una entrevista ante la periodista Victoria Prego en 1995, el presidente Suárez deslizó, tapando el micrófono, una confidencia que se mantendría censurada más de veinte años: «Hacía encuestas y perdíamos. Era Felipe (González) el que les estaba pidiendo a los otros que lo pidieran. Entonces yo metí la palabra rey y la palabra monarquía en la Ley, y así dije que había sido sometido a referéndum ya». «Con ello, obtuvo una legitimación indirecta de la monarquía ante el exterior, en particular ante los Gobiernos de Europa occidental, que tras el resultado favorable del plebiscito parecieron darse por satisfechos», indica Xosé Manoel Núñez Seixas.
El siguiente obstáculo era conseguir que las Cortes franquistas «se suicidaran» y votaran a favor de una Ley que suponía su desaparición y la del propio régimen para dar paso a la democracia. Además se deberían salvar otros muchos obstáculos: convencer a la cúpula militar de la necesidad de la reforma; desalojar de las posiciones de poder a los franquistas inmovilistas; convencer a la oposición democrática de la bondad de la misma y conseguir que participara en el proceso para legitimarlo, tanto interna como internacionalmente.

### La aproximación a la oposición democrática y sus límites

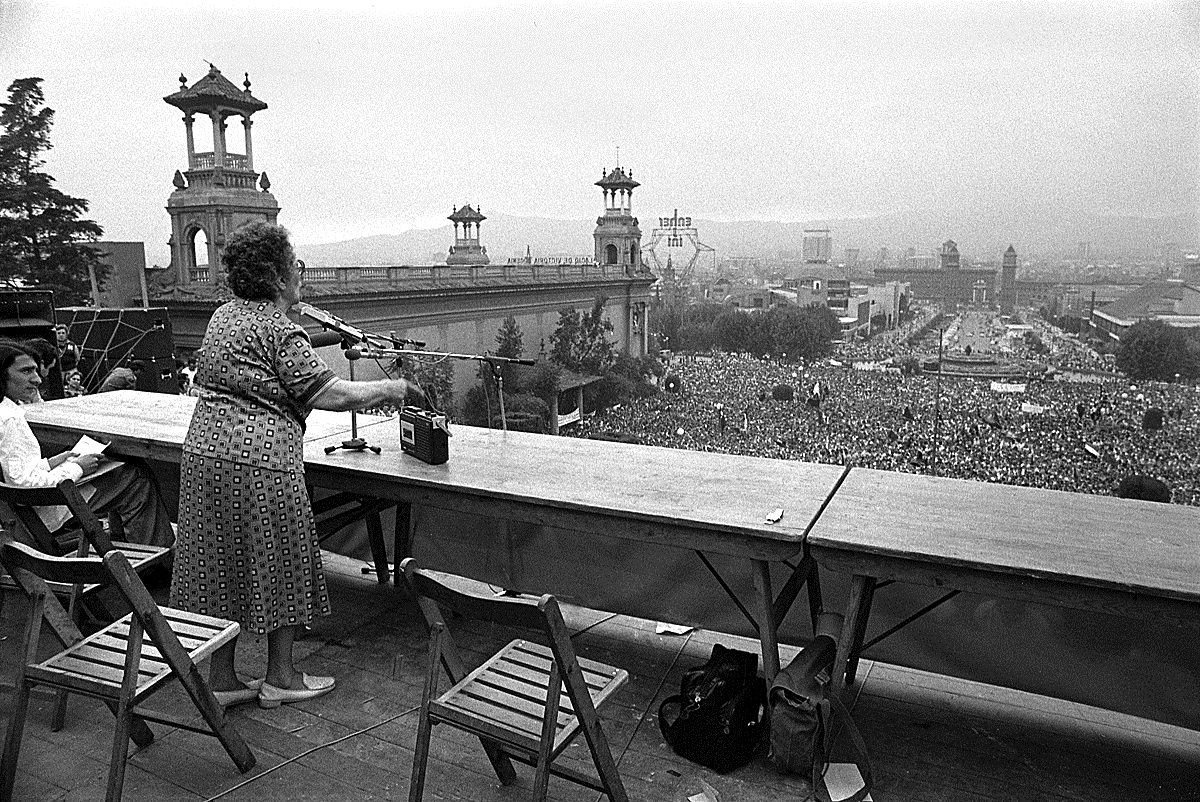
Federica Montseny celebra un mitin de la CNT en Barcelona en 1977, tras 36 años de dictadura

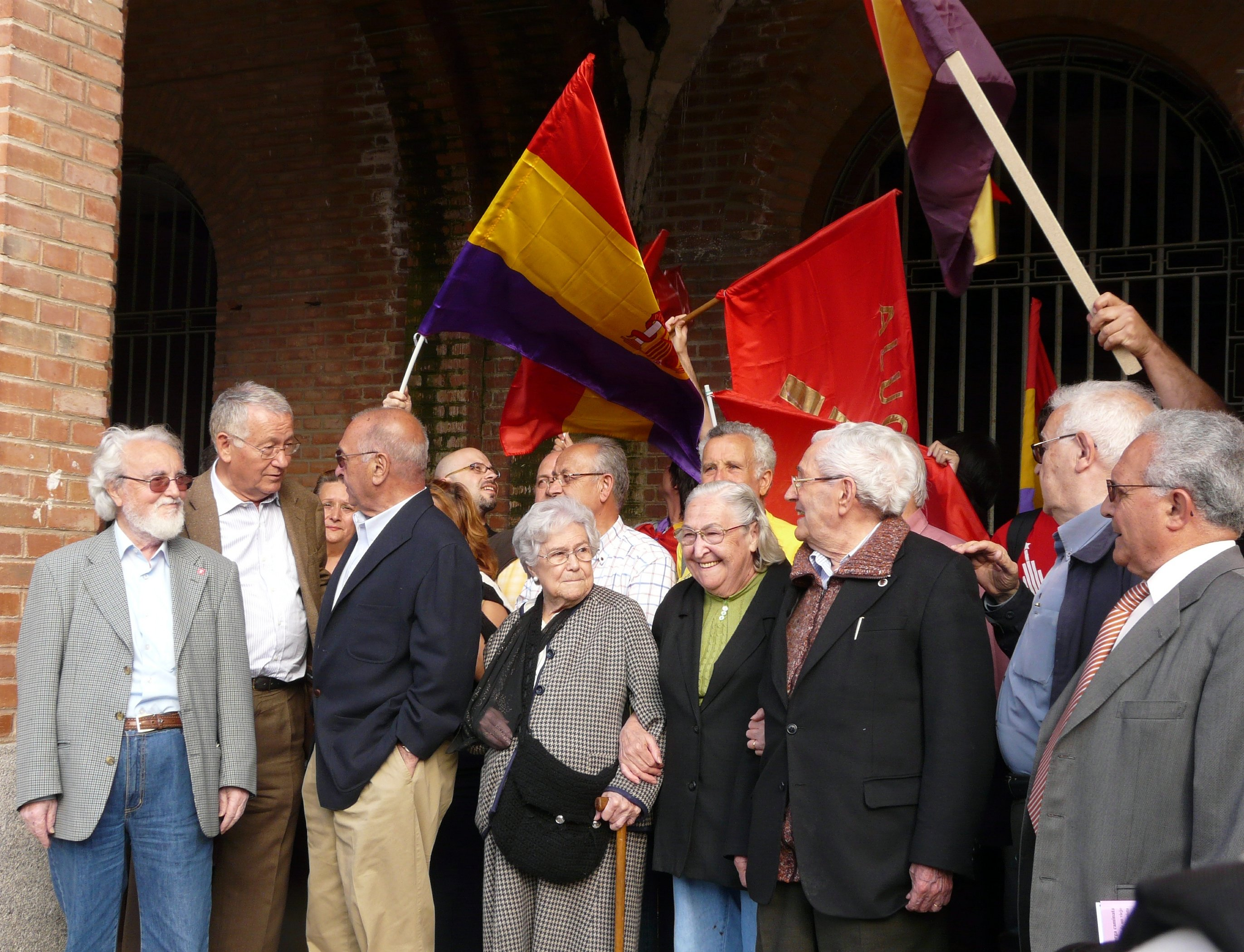
Acto realizado en mayo de 2008 en la antigua cárcel de Carabanchel en homenaje a los presos políticos del franquismo. Están presentes Julián Ariza (segundo por la izquierda), Nicolás Redondo (tercero por la izquierda), Marcelino Camacho (tercero por la derecha) y la viuda de Simón Sánchez Montero, que está del brazo de Camacho

El nuevo talante del gobierno y sobre todo de su presidente cambió el clima político superándose la crispación que se había vivido durante las últimas semanas del gobierno de Arias Navarro. Enseguida se produjeron los primeros contactos con los partidos de la oposición democrática —durante los meses de julio y agosto Suárez habló con los democristianos José María Gil Robles, Joaquín Ruiz Giménez y Fernando Álvarez de Miranda; los socialistas Felipe González, Joan Reventós o Raúl Morodo y con el nacionalista catalán Jordi Pujol, entre otros— e incluso, de forma discreta y a través de personas interpuestas, con Santiago Carrillo, el secretario general del PCE. También hubo contactos con los sindicatos ilegales Comisiones Obreras, Unión Sindical Obrera (USO) y UGT. Felipe González declararía más tarde refiriéndose a su encuentro con Suárez que el proyecto de este era «negociar la reforma, no la ruptura», aunque indicaba que «por lo menos se admite que esa reforma debe ser negociada».
«Pero los hechos demostraron que el presidente del Gobierno no tenía intención de negociar con la oposición de forma inmediata, lo cual no significaba que tanto él como parte de sus ministros no estuvieran pendientes de forma permanente de escudriñar cuál era el margen de maniobra de que disponían teniendo en cuenta qué posiciones», han señalado Carme Molinero y Pere Ysàs. El reconocimiento del derecho de reunión y de manifestación aún siguió concediendo una amplia discrecionalidad a las autoridades a la hora de autorizar o no una manifestación, lo que tuvo especial relevancia en el País Vasco y Navarra, pues allí eran normalmente prohibidas porque iban unidas a la petición de amnistía de los «presos vascos» y a la reclamación del autogobierno que las autoridades relacionaban inmediatamente con el terrorismo de ETA, que comenzó a atentar contra autoridades civiles —el 4 de octubre fue asesinado Juan María Araluce, presidente de la Diputación de Guipúzcoa—. En Cataluña se congregaron un millón de personas el 11 de septiembre para celebrar la diada.
Cuando se conoció el Proyecto de Ley para la Reforma Política Coordinación Democrática, el organismo unitario de la oposición, lo consideró insuficiente para alcanzar la democracia y en su lugar propuso la formación de un «Gobierno de amplio consenso democrático» y la apertura de «un proceso constituyente». En el comunicado hecho público el 16 de septiembre se propugnaba lo siguiente:

Gobierno de amplio consenso democrático, reconocimiento de los derechos políticos de nacionalidades y regiones, libertades políticas y sindicales sin exclusiones, amnistía total, aplicación de un programa económico concertado contra la inflación y el paro, y apertura de un proceso constituyente que, tras un plazo razonable de ejercicio de todas las libertades públicas, y mediante consulta popular y convocatoria de una Asamblea Constituyente, resuelva la forma de Estado, y la forma de Gobierno.

Tras varias reuniones, la primera de las cuales se celebró en Madrid el 4 de septiembre, se formó el 23 de octubre la Plataforma de Organismos Democráticos que agrupaba a Coordinación Democrática, a la Asamblea de Cataluña y a otros organismos unitarios regionales de la oposición. La nueva plataforma reiteró su disposición a negociar con el gobierno siempre que se preguntara en el referéndum sobre la convocatoria de Cortes Constituyentes, se legalizaran todos los partidos políticos, se decretara una «amnistía total», se repusieran los estatutos de autonomía aprobados durante la República, se desmantelaran las instituciones de la dictadura franquista y se formara un gobierno de «amplio consenso democrático» —abandonada ya la reivindicación del gobierno provisional—. Para alcanzar estos objetivos, la oposición mantuvo su estrategia de presión «desde abajo» que culminó con la convocatoria de la primera huelga general de la transición para el 12 de noviembre, dos días antes de que las Cortes franquistas comenzaran a debatir el proyecto de Ley para la Reforma Política. La huelga tuvo un seguimiento apreciable —cerca de un millón de trabajadores la secundaron: la mayor movilización hasta ese momento—, pero que no fue suficiente para forzar al gobierno a cambiar la estrategia que se había trazado de una reforma «de la ley a la ley».

### Reunión de Suárez con la cúpula militar del 8 de septiembre
El obstáculo que más preocupaba al gobierno para sacar adelante la «reforma política» no era lo que pudiera decir la oposición democrática, sino el Ejército que se consideraba el garante último del «legado de Franco». De hecho, uno de los militares que se mostraba más crítico se encontraba dentro del propio gobierno: era el vicepresidente para Asuntos de la Defensa, el general Fernando de Santiago. Este intentó celebrar una asamblea con los altos mandos de las Fuerzas Armadas y como no lo consiguió, su oficina emitió un documento clasificado como de máximo secreto el 2 de septiembre, seis días antes de la reunión que iba a mantener el presidente Suárez con la cúpula militar. En el documento se decía que «parece conveniente no desaprovechar la ocasión para exponer el límite tolerable de la reforma política según el sentir de las Fuerzas Armadas y evitar verse en la necesidad del protagonismo político que supondría la aplicación del artículo 37 de la Ley Orgánica del Estado ["Artículo treinta y siete. Las Fuerzas Armadas de la Nación, constituidas por los Ejércitos de Tierra, Mar y Aire y las Fuerzas de Orden Público, garantizan la unidad e independencia de la Patria, la integridad de sus territorios, la seguridad nacional y la defensa del orden institucional"]. [...] Parece aconsejable por tanto que algún Capitán General formule algunas preguntas que obliguen al Presidente a exponer con concreción la política a seguir por el Gobierno y que al mismo tiempo se haga saber el sentir al respecto de las Fuerzas Armadas». En el documento se sugería que se formulara la siguiente pregunta:

Existe la inquietud de que con la política de diálogo y tolerancia con la oposición se está propiciando un cambio de Régimen hacia un sistema parlamentario que pueda arrastrar a la Corona ¿qué medidas va a tomar el Gobierno para evitarlo sin recurrir al artículo 37 de la Ley Orgánica del Estado? ¿Es verdad que aunque se ha negado formalmente la entrada en España de Santiago Carrillo, se le tolera y de hecho está teniendo lugar?

El 8 de septiembre tuvo lugar la reunión prevista de Adolfo Suárez con la cúpula militar para convencer a los altos mandos de la necesidad de la reforma. En esa reunión se habló de los límites que nunca se traspasarían: no se cuestionaría ni la monarquía ni la «unidad de España»; no se exigirían responsabilidades por lo acontecido durante la Dictadura franquista; no se formaría ningún gobierno provisional que abriera un proceso constituyente; no se legalizarían los partidos «revolucionarios» —en este punto los militares incluían al Partido Comunista, su «bestia negra» desde la guerra civil—. En fin, que el proceso que conduciría a las elecciones siempre estaría bajo el control del gobierno. Una vez clarificados los límites, los recelos del Ejército quedaron aparentemente disipados y Suárez obtuvo el visto bueno para el proceso que iba a emprender.
Sin embargo, la primera crisis con los militares no tardó mucho tiempo en producirse cuando el general Fernando de Santiago, vicepresidente del gobierno, se manifestó contrario al desmantelamiento de la Organización Sindical franquista que se estaba planeando y sobre todo a los contactos que estaba manteniendo el gobierno con el sindicato clandestino Comisiones Obreras, por lo que fue cesado de su cargo —o presentó su dimisión, que le fue rápidamente aceptada— y retirado del servicio activo, siendo sustituido por el general Manuel Gutiérrez Mellado, un militar «aperturista».
De Santiago hizo circular una carta de despedida dirigida a todos los militares, con fecha de 22 de septiembre, en la que decía que «la comprensión tiene el límite de las interpretaciones equívocas que algunos pudieran atribuirle». Su dimisión fue aplaudida por la extrema derecha y el día 23 Antonio Izquierdo, director del ultraderechista El Alcázar, invitaba a los miembros de las Fuerzas Armadas a seguir el ejemplo de De Santiago. Cuatro días después el mismo diario publicaba una carta del teniente general Carlos Iniesta Cano, procurador en Cortes y exdirector de la Guardia Civil, en la que se solidarizaba con De Santiago al que expresaba su «personal admiración». Llevaba por título «Una lección de honradez y patriotismo». El Gobierno reaccionó enviándolo también a la reserva, aunque la decisión sería revocada por los tribunales.

### Aprobación y refrendo de la Ley para la Reforma Política

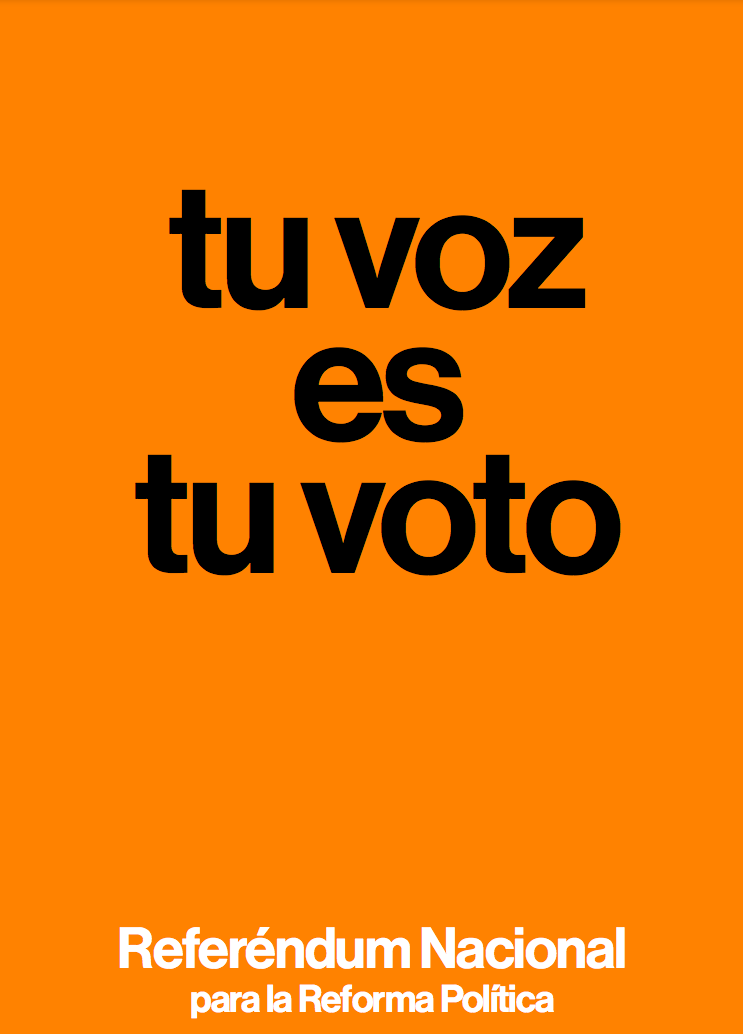
Cartel de propaganda del Referéndum sobre la Ley para la Reforma Política

El proyecto de Ley para la Reforma Política, acompañado del preceptivo informe (no vinculante) del Consejo Nacional del Movimiento que proponía la introducción de correcciones en un sentido «orgánico», se comenzó a discutir en las Cortes franquistas el 14 de noviembre, dos días después de la huelga general convocada por la oposición democrática, que había estado lejos de paralizar el país.
Presentó el proyecto en nombre del Gobierno el ministro de Justicia Landelino Lavilla. El grupo parlamentario de «Alianza Popular» (del que surgiría el partido político del mismo nombre) consiguió que se introdujera un sistema proporcional «corregido» para la elección de los diputados del Congreso y que fuera la provincia la circunscripción electoral, con un número mínimo de diputados por cada una. Entre los procuradores que se opusieron destacaron Pilar Primo de Rivera, hermana del fundador de Falange Española, que utilizó como argumento la victoria franquista en la guerra civil española («Si hubiéramos perdido tendríamos que aguantarnos, pero habiendo llevado a feliz término nuestra Revolución ¿por qué vamos a perderla?», dijo), y Blas Piñar, líder de Fuerza Nueva. Este último recalcó: «El proyecto de ley no perfecciona el ordenamiento constitucional vigente sino que se halla en contradicción con los principios doctrinales básicos... [El sufragio universal], como cauce de representación y la democracia liberal no tiene en absoluto nada que ver con el ordenamiento constitucional que descansa en la Ley de Principios del Movimiento... [El proyecto] no es de verdad una reforma, es una ruptura, aunque la ruptura quiera perfilarse sin violencia y desde la legalidad... El fin que se pretende [es] la sustitución del Estado nacional por el Estado liberal. La liquidación de la obra de Franco».
Sometido a votación el proyecto de ley el 18 de noviembre, el gobierno Suárez obtuvo un éxito resonante al ser aprobado por 435 procuradores de 531, mientras solo 59 se opusieron (entre ellos siete tenientes generales y dos generales), 13 se abstuvieron y 24 no fueron a votar. Según el politólogo Ignacio Sánchez-Cuenca, la aprobación de la Ley para la Reforma Política (LRP) «fue, sin duda, el episodio más importante de la transición española a la democracia» porque dejó sin efecto el «atado y bien atado» que pretendía asegurar la continuidad del franquismo sin Franco. «La LRP significó el suicidio del régimen. Las Cortes sancionaron una Ley que hacía posible la desaparición del sistema político del franquismo». Una valoración similar es la que sostiene Alfonso Pinilla García: «Cuando el presidente de las Cortes y verdadera alma mater de la ley comunicó públicamente el resultado, un exhausto Suárez se reclinó en su asiento y cerró los ojos. Lo había conseguido, se había iniciado el cambio de régimen "de la ley a la ley", sin rupturas jurídicas, pero introduciendo un rumbo donde la transformación era cierta, profunda y no cosmética».
Para conseguir la aprobación de la ley el gobierno se empleó a fondo —«Menos acostarnos con ellos, hicimos de todo», declaró años más tarde el entonces ministro Rodolfo Martín Villa—, contando además con la colaboración inestimable del presidente de las Cortes, Fernández Miranda: la ley se tramitó por el procedimiento de urgencia lo que limitó los debates y la votación final no fue secreta; se advirtió a los procuradores que desempeñaban altos cargos en la administración de que corrían el riesgo de perderlos si no apoyaban el proyecto; se prometió a otros que podrían renovar sus escaños en las nuevas Cortes que iban a elegirse al formar parte de candidaturas que el gobierno estaba dispuesto a respaldar. Esto es lo que explicaría que las Cortes franquistas hubieran decidido «suicidarse» —hacerse el harakiri por decisión propia, como titularon algunos diarios al día siguiente de la votación—, «lo que constituye un hecho sin apenas parangón en los anales de la historia parlamentaria mundial», según Xosé Manoel Núñez Seixas. Con las miras puestas en las próximas elecciones, más de la mitad de los procuradores, 184 exactamente, ingresaron a continuación en Alianza Popular (AP). A AP, «principal eje y aglutinante de la clase política franquista partidaria de una reforma limitada», se incorporará también la neofranquista Unión Nacional Española presidida por el exministro Gonzalo Fernández de la Mora y de la que formaban parte numerosos tradicionalistas como José Luis Zamanillo, Antonio María de Oriol y el marqués de Valdeiglesias.
José Luis Rodríguez Jiménez ha señalado, por su parte, los siguientes factores que explicarían la aprobación del proyecto de reforma: «el relativo aislamiento en que para entonces se encontraba la extrema derecha»; que «los aperturistas aceptan que la operación de reforma vaya más allá de sus objetivos iniciales, tanto por la presión de la oposición, la cual acabará aceptando que la ruptura tiene que ser pactada, como porque la intransigencia de las actitudes inmovilistas ignoraba una apetencia de cambio en la sociedad española»; «la conocida docilidad de buen número de procuradores con cargos remunerados en la Administración y la circunstancia de que la reforma abría importantes perspectivas para la actuación política de numerosos procuradores en Cortes». Rodríguez Jiménez añade finalmente «que resultaba difícil que las Cortes se atrevieran a provocar y responsabilizarse de una crisis constitucional en contra del gobierno y del deseo de la Corona», y además subraya «la importancia de la presión en la calle y la habilidad personal del presidente Suárez».
Xosé Manoel Núñez Seixas ha destacado que el método más importante empleado por el gobierno para conseguir el voto favorable de los procuradores fue la persuasión. «Muchos procuradores eran altos funcionarios designados de forma discrecional, cuya permanencia en el puesto fue garantizada en el nuevo régimen político. Por otro lado, aunque la mayoría de ellos no simpatizasen con la democracia, se les convenció de que los tiempos exigía un cambio de régimen político y de que las alternativas no eran franquismo sin Franco o democracia, sino reforma controlada por el Gobierno o ruptura con revolución y caos, a la portuguesa». Además se impuso el convencimiento entre los procuradores de que «la democracia política se llevaría adelante con ellos y sin ellos», como relató el diario El País. Una valoración que es compartida por Carme Molinero y Pere Ysàs: «Les argumentaron la inevitabilidad de los cambios y lo contraproducente de su oposición, que podía comportar abrir el paso a la ruptura; igualmente les garantizaron su posición personal —muchos de ellos ocupaban cargos en las administraciones y empresas públicas— y el control del proceso por los dirigentes del régimen si la ley era aprobada».
Por su parte Ignacio Sánchez-Cuenca considera que «en realidad las votaciones estuvieron determinadas por el objetivo de los procuradores de no quedar descolgados de la posición mayoritaria en las Cortes... Su razonamiento, esquemáticamente, era este: si apoyaban la reforma pero esta no salía, quedaban como traidores al régimen; pero si se oponían a la reforma y esta se aprobaba, quedarían marginados en el nuevo sistema. Por tanto, lo mejor que podían hacer era seguir la tendencia mayoritaria». Sin embargo, Alfonso Pinilla García piensa que «el hecho de que estos recalcitrantes franquistas no fueran coordinados por un líder capaz de desarticular la maniobra envolvente de Suárez explica por qué no hubo una masiva oposición al proyecto», aunque puntualiza que «la actitud del grupo de procuradores encabezados por Manuel Fraga puso en peligro la aprobación de la ley». En su manifiesto fundacional, Alianza Popular había criticado al Gobierno por las «excesivas concesiones a actividades revanchistas, erosionantes de la paz y el orden, y disgregadoras de la integridad nacional» y había denunciado la «crisis de autoridad a todos los niveles», el «deterioro del orden público» y la «innecesaria aceptación de ideas rupturistas».

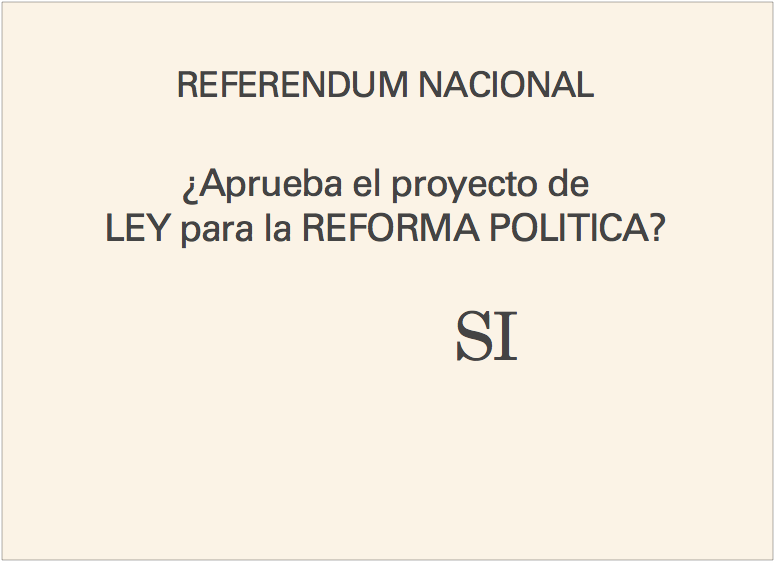
Papeleta de voto favorable al SI utilizada en el referéndum sobre la Ley para la Reforma Política

Una vez aprobada por las Cortes, el gobierno convocó un referéndum para el día 15 de diciembre sobre la Ley para la Reforma Política. Esto planteó un dilema a la oposición democrática, pues la cuestión que se iba a someter al voto de los ciudadanos no versaría sobre la forma de Estado, monarquía o república, como habían venido defendiendo las fuerzas políticas antifranquistas desde los años 1940, lo que les inclinaba a hacer campaña a favor del NO. Pero el NO era lo que defendían los «ultras» del «búnker», que en su propaganda utilizaron el eslogan: «Franco habría votado no». Finalmente Coordinación Democrática se decantó por la abstención —«porque si votas sí, se quedan, y si votas no, no se van», según el eslogan acuñado por el PCE—, aunque la oposición moderada dejó libertad de voto a sus simpatizantes. Sin embargo, el gobierno no dio ninguna oportunidad a la oposición para que pudiera exponer su postura en los medios de comunicación que controlaba, especialmente en el de mayor influencia, la televisión —ni tampoco en la radio—, y desplegó una formidable y bien orquestada campaña a favor de la participación y del Sí. Usó lemas simples y pegadizos como la canción del grupo Vino Tinto «Habla, pueblo, habla». Además, «Suárez fue hábil al permitir que los intransigentes defensores del No tuvieran espacio en la televisión, compartiéndolo con un Manuel Fraga muy crítico con el proyecto del gobierno», lo que «situaba al presidente en el centro del tablero político: entre el "no" de los nostálgicos, el "quizá" de Fraga y la abstención por la que abogaba la oposición».
Dado el control que el Gobierno mantuvo en todo momento el resultado del referéndum fue el que cabía esperar: solo se abstuvo un 22,3 % del censo electoral —excepto en el País Vasco, donde se duplicó la media española— y el SI ganó, con el 94,2 % de los votos. El NO solo consiguió el respaldo del 2,6 % de los votantes y hubo un 3 % de votos en blanco. Para conseguir ese resultado el gobierno contó además con toda la maquinaria administrativa y política del Estado, empezando por los cincuenta gobernadores civiles. Otro factor que influyó en el resultado fue la inquietud provocada por el secuestro de Antonio María de Oriol, presidente del Consejo de Estado, perpetrado por los GRAPO cuatro días antes de celebrarse el plebiscito. Como ha señalado Núñez Seixas, el triunfo del Sí «significó, sin duda, un rotundo éxito para el Gobierno de Suárez, que derrotaba a la vez a continuistas y rupturistas» y reforzó «la posición de Suárez tanto en el seno de las instituciones como ante la opinión pública», han indicado también Molinero e Ysàs.

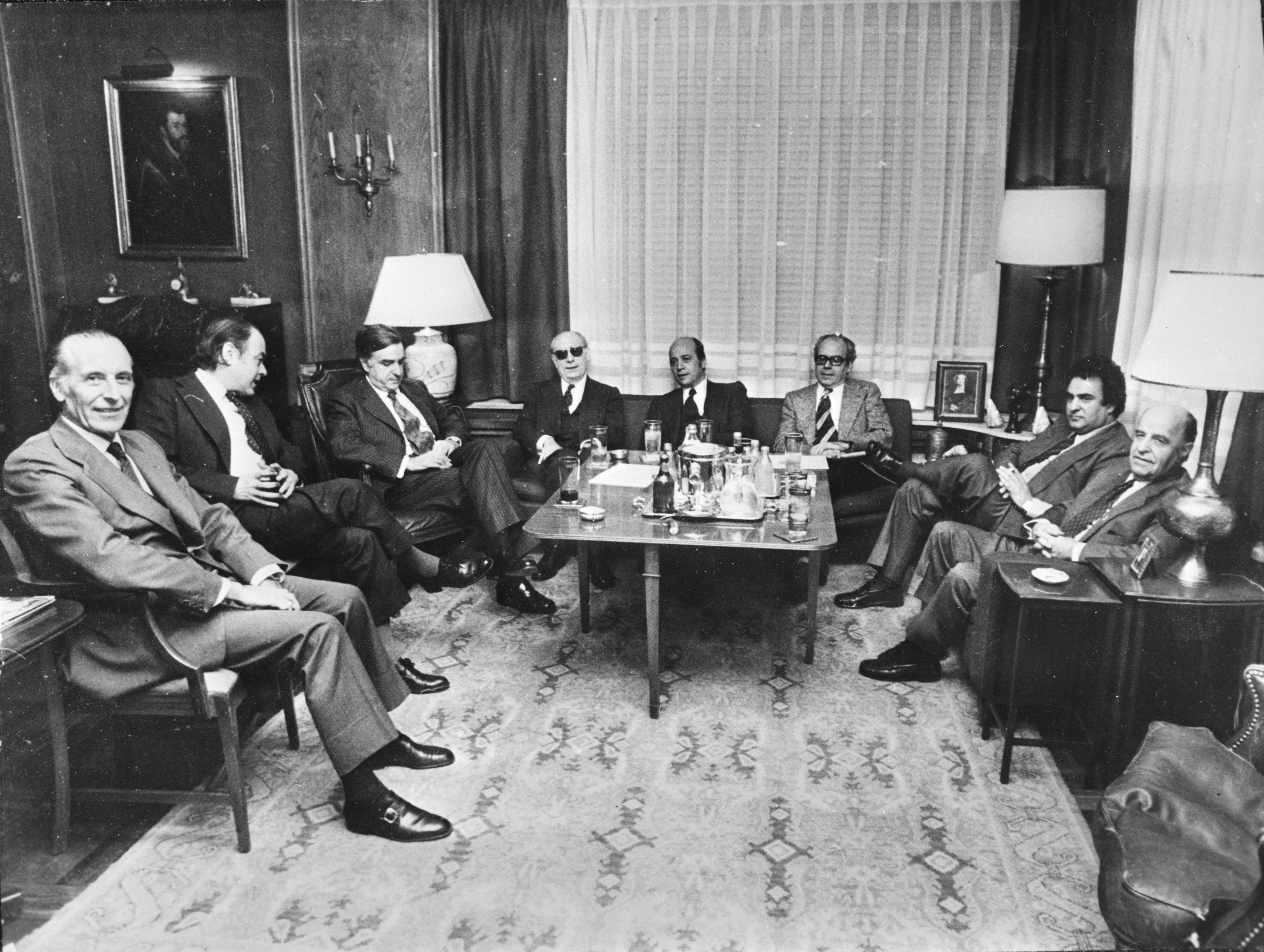
«Comisión de los nueve» de la Plataforma de Organismos Democráticos constituida por la oposición para negociar con Suárez. De izquierda a derecha Joaquín Satrústegui (liberal), Jordi Pujol (nacionalista catalán), Antón Cañellas (democratacristiano), Enrique Tierno Galván (PSP), Francisco Fernández Ordóñez (socialdemócrata), Simón Sánchez Montero (PCE), Enrique Múgica Herzog (PSOE) y ¿Julio de Jáuregui? (nacionalista vasco)

La «Reforma política», e implícitamente la monarquía y su gobierno, quedaban legitimados por el voto popular. Aunque denunció el «referéndum teledirigido» y el descarado partidismo de la televisión y de los medios controlados por el Gobierno, «el resultado del plebiscito supuso una ducha fría, así como un baño de dura realidad, para la oposición democrática». A partir de ese momento, ya no tenía sentido la reivindicación de la oposición de que se formara un gobierno de «amplio consenso democrático». Será el gobierno de Suárez el que asumirá la tarea que la oposición había asignado a ese gobierno: convocar elecciones generales. Asumiendo que la iniciativa política había pasado al gobierno de Suárez, Felipe González, líder del PSOE, declaró que la oposición democrática tenía que superar «la dialéctica del todo o nada» y participar en el proceso diseñado por aquel.
Para negociar con Suárez la Plataforma de Organismos Democráticos constituida el 23 de octubre, como ampliación de la Platajunta, nombró la «Comisión de los Nueve» integrada por Felipe González (PSOE), Enrique Tierno Galván (PSP), Francisco Fernández Ordóñez (socialdemócrata), Joaquín Satrústegui (liberal), Antón Cañellas (democratacristianos), Julio de Jáuregui (nacionalistas vascos), Jordi Pujol (nacionalistas catalanes) y Valentín Paz Andrade (nacionalista gallego), más Santiago Carrillo, secretario general del PCE, que llevaba meses viviendo clandestinamente en Madrid (aunque su puesto hasta la legalización del PCE en abril sería ocupado por Simón Sánchez Montero). En enero se 1977 se incorporarían las organizaciones sindicales, CC OO y UGT que se turnarían, por lo que la comisión pasó a estar integrada por diez miembros.
Le enviaron al Gobierno el programa de siete puntos aprobado por la Plataforma el 27 de noviembre (dos semanas antes de la celebración del referéndum) y que sería conocido como las «siete condiciones» de la oposición (de ellas había desaparecido la formación de un «gobierno de amplio consenso democrático»):

1. Reconocimiento de todos los partidos políticos y organizaciones sindicales.
2. Reconocimiento, protección y garantía de las libertades políticas y sindicales.
3. Urgente disolución del aparato político del Movimiento Nacional y efectiva neutralidad política de la Administración pública.
4. La verdadera amnistía que el país necesita.
5. Utilización equitativa de los medios de comunicación del masas propiedad del Estado y, por tanto, de la comunidad, hoy monopolizados por el Gobierno.
6. Negocación de las normas de procedimiento a las que se deben ajustar ambas consultas [referéndum y elecciones a Cortes]. Control democrático de la neutralidad y libertad de estas a todos los niveles.
7. Reconocimiento de la necesidad de institucionalizar políticamente los países y las regiones que integran el Estado español y que los órganos de control de los procesos electorales se refieran también a cada uno de sus ámbitos territoriales.

«Suárez accedió a buena arte de las condiciones planteadas por la comisión, una vez que los partidos en ella representados aceptaron jugar en el campo escogido por el Gobierno», ha indicado Núñez Seixas. Una valoración similar es la que sostiene Alfonso Pinilla García: «El gobierno acabará asumiendo estas condiciones, siempre que la oposición acepte la legitimación de la Corona por vía indirecta, es decir, sin recurrir a un referéndum expreso sobre la forma del Estado».
Una primera prueba de la apertura hacia la oposición democrática por parte del gobierno de Suárez se había producido una semana antes del referéndum. Había permitido que el PSOE, todavía no legalizado, celebrara en Madrid entre el 5 y el 8 de diciembre su XXVII Congreso, al que asistieron los principales líderes socialistas y socialdemócratas europeos (Olof Palme, Willy Brandt, François Miterrand, Pietro Nenni y Michael Foot), lo que «tuvo un impacto político extraordinario».

### Crisis de la última semana de enero de 1977

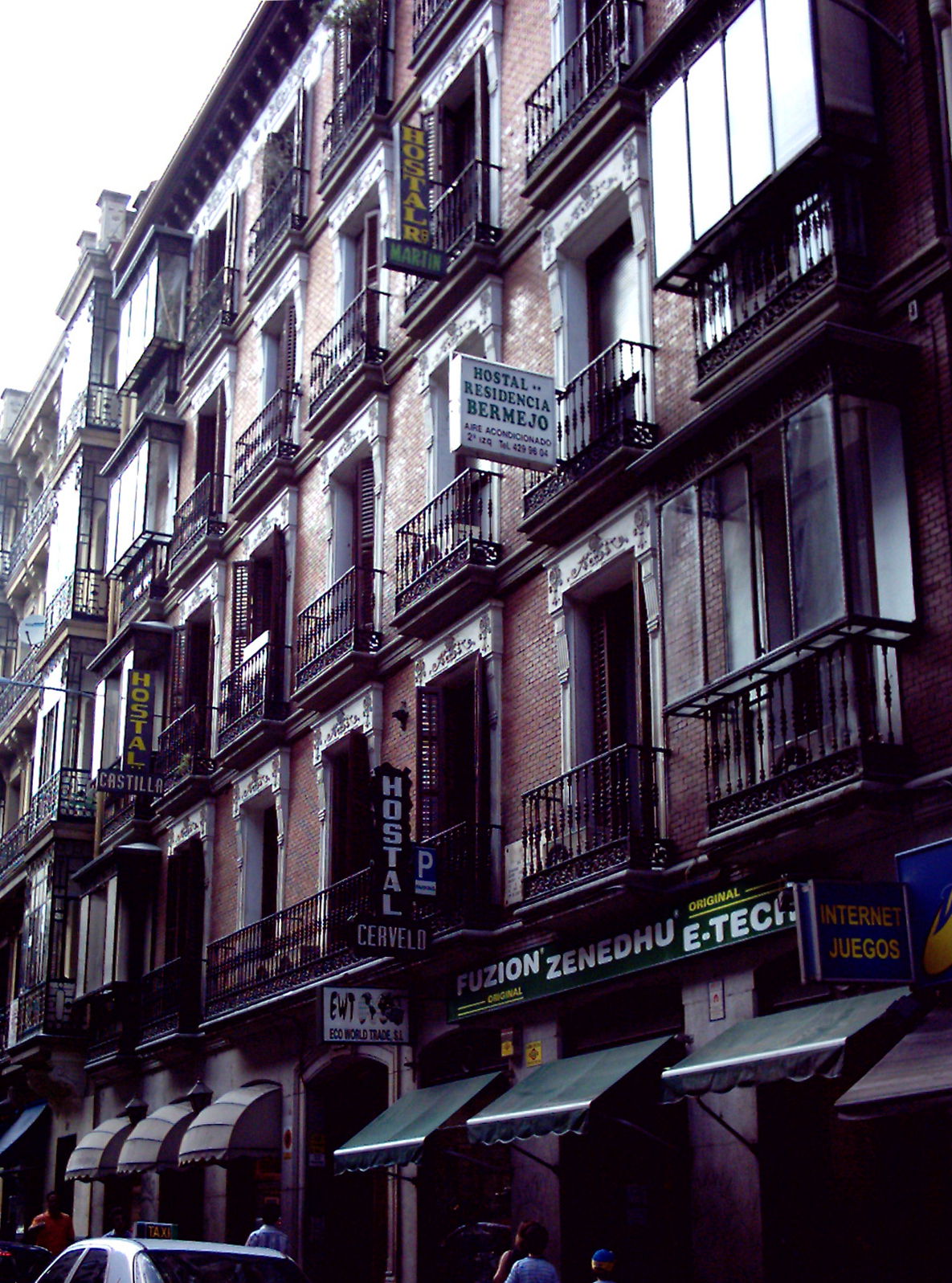
Calle de Atocha de Madrid

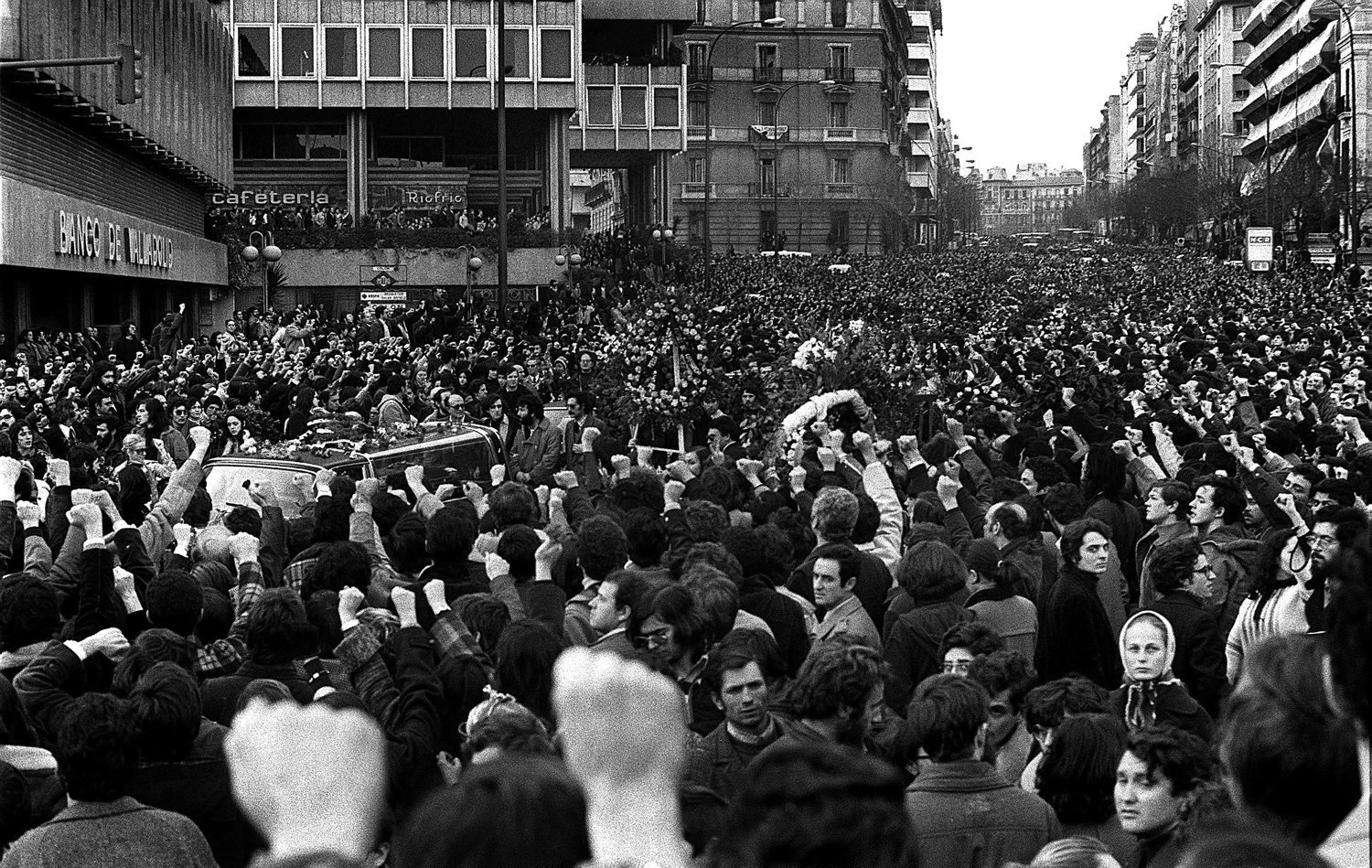
Miles de personas congregadas de manera silenciosa y pacífica ante el paso del cortejo fúnebre de los asesinados en la «Matanza de Atocha»

La última semana del mes de enero de 1977 —la «Semana Trágica» o «Semana Negra» de la transición o los «Siete días de enero»— fue el momento más delicado de la transición antes de las elecciones, ya que los franquistas del búnker se propusieron detener el proceso de cambio creando un clima de inseguridad que justificara la intervención del Ejército. La primera provocación se produjo el 23 de enero en la Gran Vía de Madrid, cuando un estudiante, Arturo Ruiz, que participaba en una manifestación proamnistía era asesinado por unos matones del grupo de extrema derecha Fuerza Nueva —el capitán general de Madrid en funciones Jaime Milans del Bosch había ordenado el día antes que se alertase a una compañía de Operaciones Especiales por si las fuerzas de orden público se veían desbordadas—. Al día siguiente, 24 de enero, en la manifestación de protesta por el crimen murió una de los participantes, María Luz Nájera, a causa de un bote de humo lanzado por la policía antidisturbios, y por la noche se produjo el hecho más grave: pistoleros «ultras» irrumpieron en el despacho de unos abogados laboralistas vinculados a «comisiones obreras» y al Partido Comunista, sito en la calle de Atocha de Madrid, y pusieron contra la pared a ocho de ellos y a un conserje, disparando a continuación. Cinco miembros del bufete murieron en el acto y otros cuatro fueron gravemente heridos. Entre los asesinos había dos jóvenes vinculados a Fuerza Nueva.
Pero la Matanza de Atocha de 1977 no consiguió el objetivo de crear un clima que evocara la guerra civil sino que por el contrario levantó una ola de solidaridad con el Partido Comunista, que congregó en la calle a una multitud ordenada y silenciosa para asistir al entierro de los militantes comunistas asesinados. El Ejército, por tanto, no tuvo ningún motivo para intervenir y ni siquiera el gobierno decretó el estado de excepción, como pretendía la extrema derecha —hizo público un comunicado en el que consideraba «un ataque al Estado y a la sociedad y una provocación a las Fuerzas Armadas los atentados ocurridos estos días»—. Como ha señalado Santos Juliá, «la conquista de la legalidad por el PCE que todos, excepto ellos mismos, habían dejado para después de las elecciones, avanzó aquella tarde más que en los dos años anteriores: ese entierro destruyó la imagen del comunista como alguien excluido de la nación, un extranjero, el enemigo, que la Dictadura había construido durante años. Aquel día, la legitimidad simbólicamente alcanzada se convirtió en el más sólido soporte para conseguir la legalidad. [...] La opinión pública sufrió un vuelco espectacular: si en octubre de 1976, sólo se declaraban a favor de la legalización del PCE un 25 por 100 de los españoles, mientras otro 35 se manifestaba en contra, en abril de 1977 la proporción se había más que invertido: 55 a favor contra sólo un 12 por 100 en contra».
En plena crisis irrumpieron los GRAPO, que como la extrema derecha —pero por razones contrarias— también querían detener el proceso de transición política, y secuestraron por la mañana del mismo día de la «matanza de Atocha» al presidente del Consejo Supremo de Justicia Militar, general Emilio Villaescusa Quilis —mientras todavía mantenían secuestrado a Antonio María de Oriol, presidente del Consejo de Estado— y el 25 asesinaron a dos policías y un guardia civil. Pero tampoco en esta ocasión ni el gobierno Suárez ni el Ejército cayeron en la provocación. Sin embargo, durante el funeral por los policías asesinados, celebrado el 29 de enero, se produjeron unos graves incidentes durante los cuales fue increpado el teniente general Manuel Gutiérrez Mellado, vicepresidente del gobierno. Cuando salían los féretros del Hospital Militar Gómez Ulla un grupo de civiles y de militares comenzaron a cantar el himno de Infantería, lo que dio lugar a que Gutiérrez Mellado ordenara: «Todo el que lleve uniforme, firmes, y el que sepa y quiera que rece». Lo que fue contestado inmediatamente por el capitán de navío Camilo Menéndez (implicado más adelante en el 23-F): «Por encima de la disciplina está el honor». A continuación se produjo un forcejeo y se pudieron escuchar varios gritos en contra del gobierno y de la democracia (el capitán Menéndez solo sería sancionado por falta leve). El 11 de febrero serían liberados los dos secuestrados, Villaescusa y Oriol, en una operación de la policía dirigida por un conocido comisario franquista, Roberto Conesa. Suárez se dirigió al país por televisión y los principales diarios de Madrid (El País, ABC, Diario 16, Informaciones, Pueblo, El Alcázar y Ya) publicaron un editorial consensuado con el título «Por la unidad de todos» en el que afirmaban que «el derecho de un pueblo a decidir libremente su destino colectivo no puede ser impedido por la violencia y el crimen organizado».
La crisis de los «siete días de enero» produjo el efecto contrario de los que pretendían desestabilizar el sistema pues se aceleró el proceso de negociación entre el gobierno y la «comisión de los nueve» de la oposición y el de legalización de los partidos políticos —el 7 de febrero se aprobó un decreto-ley por el que se abría una «ventanilla» en el ministerio de la Gobernación para el registro de los partidos, que ya no requerirían la aprobación del Gobierno como sucedía con la Ley de Asociaciones de junio de 1976; el Tribunal Supremo sería el que resolvería los recursos—. El 14 de marzo se amplió la amnistía, lo que permitió la excarcelación de los condenados por actos de violencia política, excluidos los que hubieran causado víctimas mortales, y cuatro días después se publicó el decreto-ley que regularía las elecciones. Asimismo continuó el proceso de desmantelamiento de las instituciones franquistas, sin llevar a cabo ningún tipo de depuración de sus funcionarios, que pasaron a otros organismos del Estado, manteniendo la misma categoría y sueldos —«la reforma consistía en desmantelar el régimen conservando la Administración», afirma Santos Juliá—. Así, las Cortes franquistas quedaron disueltas para siempre y sucesivos decretos-leyes —treinta y siete entre enero y junio de 1977— fueron poniendo fin al Tribunal de Orden Público, al Movimiento Nacional —cuyos ficheros fueron destruidos con el fin de evitar posibles represalias en el futuro—, a la Organización Sindical Española, etc. El 1 de abril un decreto estableció la libertad sindical. En los dos meses siguientes el gobierno ratificó los pactos internacionales sobre derechos humanos y libertades civiles. También se reconoció (y reguló) el derecho de huelga y se suprimió el artículo 2 de la Ley de Prensa de 1966 que coartaba la libertad de expresión. Carme Molinero y Pere Ysàs concluyen:

De manera que puede existir poca duda de que en aquellos primeros meses de 1977 la actuación de la Comisión de los Nueve —o de los Diez contando con la representación sindical— fue decisiva para forzar la toma de medidas claramente rupturistas.

### «Sábado Santo Rojo»: la legalización del Partido Comunista de España

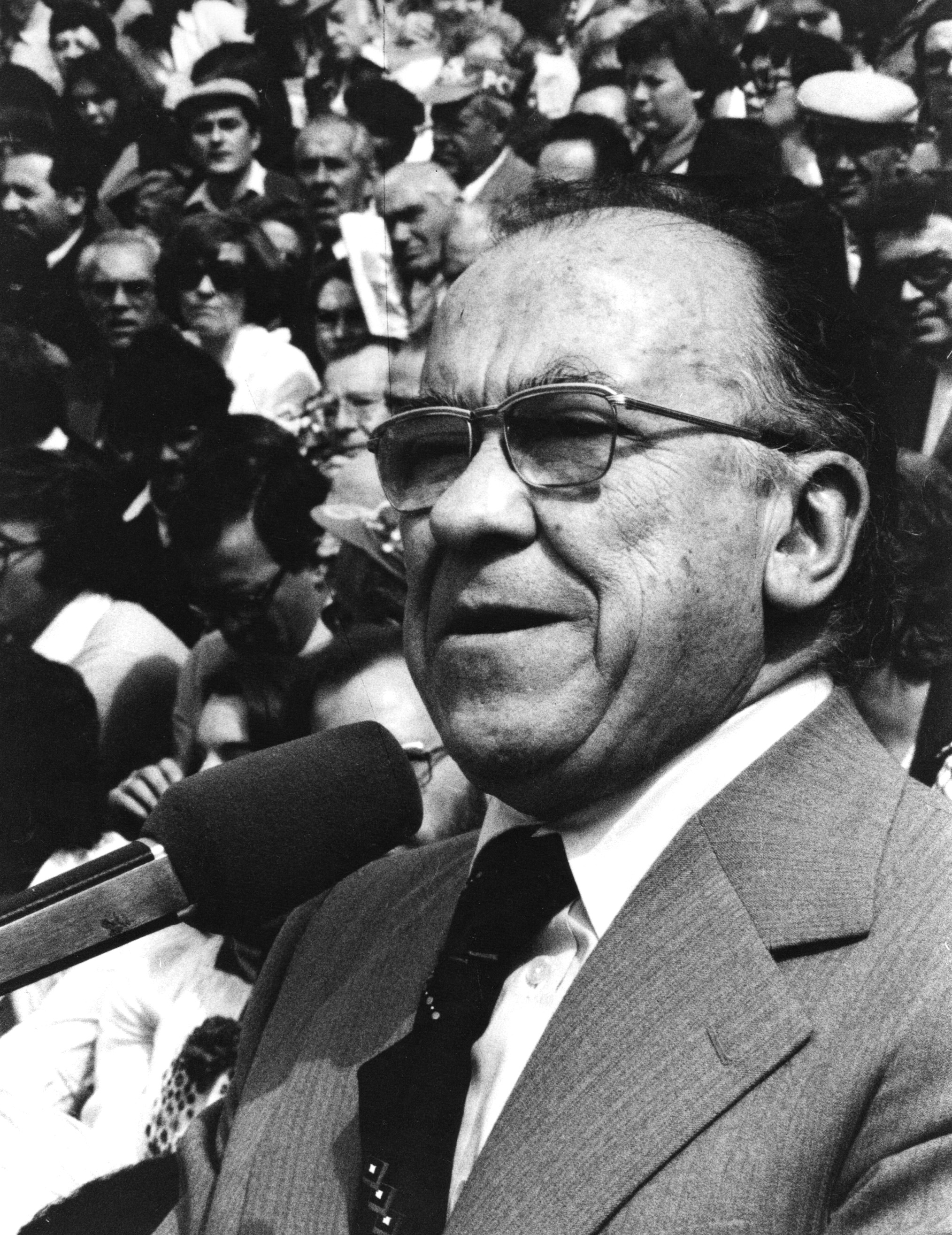
Santiago Carrillo, secretario general del PCE, en 1979

La demostración de orden y de disciplina del PCE durante el entierro de los cuatro abogados laboralistas y un administrativo asesinados en el atentado de la calle de Atocha de Madrid en la última semana de enero, puso en evidencia que la transición política no sería auténtica si se dejaba fuera al Partido Comunista de España, el principal partido de la oposición antifranquista. También minaría la credibilidad del proceso a nivel internacional.
Todo esto obligó al gobierno a replantearse su postura de legalizar al PCE después de las elecciones —tal como se había comprometido Adolfo Suárez en la reunión mantenida con la cúpula militar el 8 de septiembre del año anterior—. Además el PCE había intentado por todos los medios «forzar la mano» al gobierno —la expresión es del vicepresidente Alfonso Osorio— para que tomara una decisión. Tras la presentación pública en Roma del Comité Central del partido, hasta entonces clandestino, su secretario general Santiago Carrillo se había paseado tranquilamente por las calles de Madrid, lo que había sido recogido por las televisiones extranjeras y emitido el 24 de noviembre, y había ofrecido una rueda de prensa rodeado de la dirección del PCE el 10 de diciembre —solo dos días después de la clausura del Congreso del PSOE— en la que había comunicado que llevaba viviendo en la capital desde principios de año y en la que había exigido la concesión del pasaporte como a cualquier ciudadano español —«la libertad es indivisible», «o existe para todos o no es libertad», dijo—, hasta que el 22 de diciembre había sido detenido por la policía, junto con otros miembros del comité ejecutivo. El gobierno había acabado poniendo en libertad a Carrillo a los pocos días —aunque también había barajado la opción de expulsarlo del país—.
En cuanto Carrillo abandonó la clandestinidad la prensa de extrema derecha había lanzado una dura campaña contra él aludiendo a su presunta responsabilidad en la matanza de Paracuellos. El 3 de enero de 1977 el diario El Alcázar dedicaba sus cinco primeras páginas a publicar la lista de los «mártires de Paracuellos del Jarama» y el día 10 Alfonso Paso publicaba un artículo en el que calificaba a Carrillo de «pregonero del fascismo comunista, asesino y pies planos». En los días siguientes se publicaron más artículos bajo el título «Las matanzas de Carrillo» y sobre «La dominación roja en España». El 22 de enero Fuerza Nueva titulaba en portada «Carrillo, asesino de 1500 militares» (dos días después tenía lugar la matanza de Atocha en la que participaron dos miembros de Fuerza Nueva; todas las víctimas, cinco asesinados y cuatro heridos de gravedad, eran militantes del Partido Comunista de España).
En aquel momento el PCE no consiguió ser legalizado, pero su secretario general pudo convocar una rueda de prensa junto con los otros dos líderes eurocomunistas, el francés Georges Marchais y el italiano Enrico Berlinguer. En contra de la opinión del presidente de las Cortes Torcuato Fernández Miranda y del vicepresidente del Gobierno Alfonso Osorio, el domingo 27 de febrero Suárez se entrevistó en secreto con Santiago Carrillo en el domicilio del periodista y abogado José Mario Armero, que hasta entonces había hecho de intermediario entre el presidente y el secretario general del PCE, alcanzando un entendimiento que duraría el resto de la transición. El compromiso al que llegaron fue que el PCE frenaría la presión popular en la calle y aceptaría la monarquía y la bandera rojigualda a cambio de su próxima legalización. «"Legalización" a cambio de "legitimidad": he ahí el trueque», comenta Alfonso Pinilla García. El rey estaba a favor de la legalización. Meses antes había enviado un representante suyo a Bucarest para que se entrevistara con el dictador comunista Ceaucescu, muy amigo de Santiago Carrillo, y sondeara un posible acuerdo.
El gobierno remitió la solicitud de legalización del PCE al Tribunal Supremo para que este dictaminara si según los estatutos que había presentado el 11 de febrero se trataba de un grupo político «totalitario» —lo que haría imposible su inscripción en el registro de partidos—, pero el alto tribunal se inhibió el 30 de marzo y le devolvió el expediente al gobierno para que este decidiera. En aquel momento las encuestas de opinión arrojaban un resultado favorable a la legalización (un 45 % a favor frente a solo un 17 % en contra).
Por fin, el 9 de abril, tras recibir un informe favorable por parte de la Junta de Fiscales y aprovechando que medio país estaba de vacaciones de Semana Santa, el presidente Suárez tomó la decisión más arriesgada de toda la transición: legalizar al PCE. «La clave de la credibilidad interna y externa del proceso político [de la transición] era el reconocimiento del PCE», escribiría años después Adolfo Suárez.
Ese 9 de abril, Sábado Santo, los comunistas salieron a la calle con sus banderas rojas para celebrar que después de treinta y ocho años volvían a ser un partido legal en España. Las reacciones negativas se produjeron inmediatamente. Manuel Fraga, líder de Alianza Popular, calificó la decisión de Suárez como «un verdadero golpe de Estado, que ha transformado la reforma en ruptura y que ha quebrado a la vez la legalidad y la legitimidad». FE de las JONS habló de «fraude histórico, político y jurídico... [que] pone en gravísimo peligro la convivencia nacional y la paz entre los españoles». El ultraderechista Juan García Carrés (implicado más tarde en el 23-F) manifestó: «Se ha traicionado a España y a todos aquellos que murieron en nuestra cruzada». La revista Fuerza Nueva publicó que la proliferación de «banderas soviéticas por las calles» era una premonición de guerra civil.
La reacción más grave fue la de las Fuerzas Armadas. El ministro de Marina, almirante Gabriel Pita da Veiga, dimitió y el gobierno tuvo que recurrir a Pascual Pery Junquera, un almirante de la reserva, para cubrir su puesto, ya que ninguno en activo quiso sustituirle. El Consejo Superior del Ejército de Tierra, que se reunió con carácter de urgencia el martes 12, expresó su acatamiento disciplinario ante «el hecho consumado» «en consideración a los intereses nacionales de orden superior», aunque no se abstuvo de expresar su repulsa a la medida. Altos mandos militares manifestaron su opinión de que Suárez les había «mentido» en la reunión que habían tenido con él el 8 de septiembre y que les había «traicionado».
El ministro del Ejército, teniente general Félix Álvarez-Arenas Pacheco (que no presidió la reunión del Consejo Superior del Ejército, sino que lo hizo en su lugar el Jefe del Estado Mayor, el teniente general José Miguel Vega Rodríguez, que fue quien se entrevistó con Suárez), declaró que se le había mantenido «sin información y marginado» y envió una nota a todos los oficiales y suboficiales del Ejército en la que se hacía eco de la «profunda y unánime repulsa» del Ejército por la legalización del PCE. Ese mismo jueves, 14 de abril, el Gabinete de Prensa del Ministerio del Ejército hacía pública una nota en la que se daba cuenta de los acuerdos tomados en la reunión del Consejo Superior del Ejército. En ella se decía que «la legalización del PC ha producido una repulsa general en todos las unidades el Ejército. No obstante, en consideración a intereses nacionales de orden superior, admite disciplinadamente el hecho consumado». Y a continuación se decía: «El Consejo estima debe informarse al Gobierno de que el Ejército, unánimemente unido, considera obligación indeclinable defender la unidad de la Patria, su Bandera, la integridad de las instituciones monárquicas y el buen nombre de las Fuerzas Armadas». Al día siguiente, viernes 15 de abril, todos los periódicos publicaban la nota, pero el diario ultraderechista El Alcázar la publicaba en primera página con el titular «La declaración del Consejo Superior del Ejército. Advertencia al Gobierno» y añadiendo dos párrafos, que constituían, según el diario, la «versión oficiosa» de lo acordado por el Consejo Superior del Ejército. Los dos párrafos añadidos decían lo siguiente:

El Ejército manifiesta su disgusto ante el deterioro de la figura del Rey por culpa del gobierno. Considera inadmisible que por un error administrativo no se informe al ministro del Ejército con tiempo suficiente una decisión trascendental del gobierno del que forma parte.
Y, por último, el Ejército está dispuesto a resolver los problemas por otros medios si fuera necesario.

Al día siguiente, sábado 16 de abril, la nota publicada por El Alcázar era desautorizada por el ministerio del Ejército (y el propio ministro rectificaba la nota interna con un nuevo contenido conciliador). Cuatro días después eran destituidos los dos militares adscritos a la Sección Militar y Técnica del ministerio responsables de haber difundido la «versión oficiosa», el general de brigada Manuel Álvarez y el teniente coronel Federico Quintero. Además, el diario El Alcázar fue obligado a rectificar su información por orden del Ministerio de Información y Turismo. En un documento confidencial elaborado por los servicios de información del Ejército sobre los «estados de opinión» de las unidades militares de la I Región Militar se decía que existía «una total indignación ante la sensación de haber sido engañados» por el presidente del Gobierno. Ese mismo sábado 16 de abril los periódicos de Madrid, excepto ABC y El Alcázar publicaron un editorial conjunto de apoyo a la legalización titulado «No frustrar una esperanza».

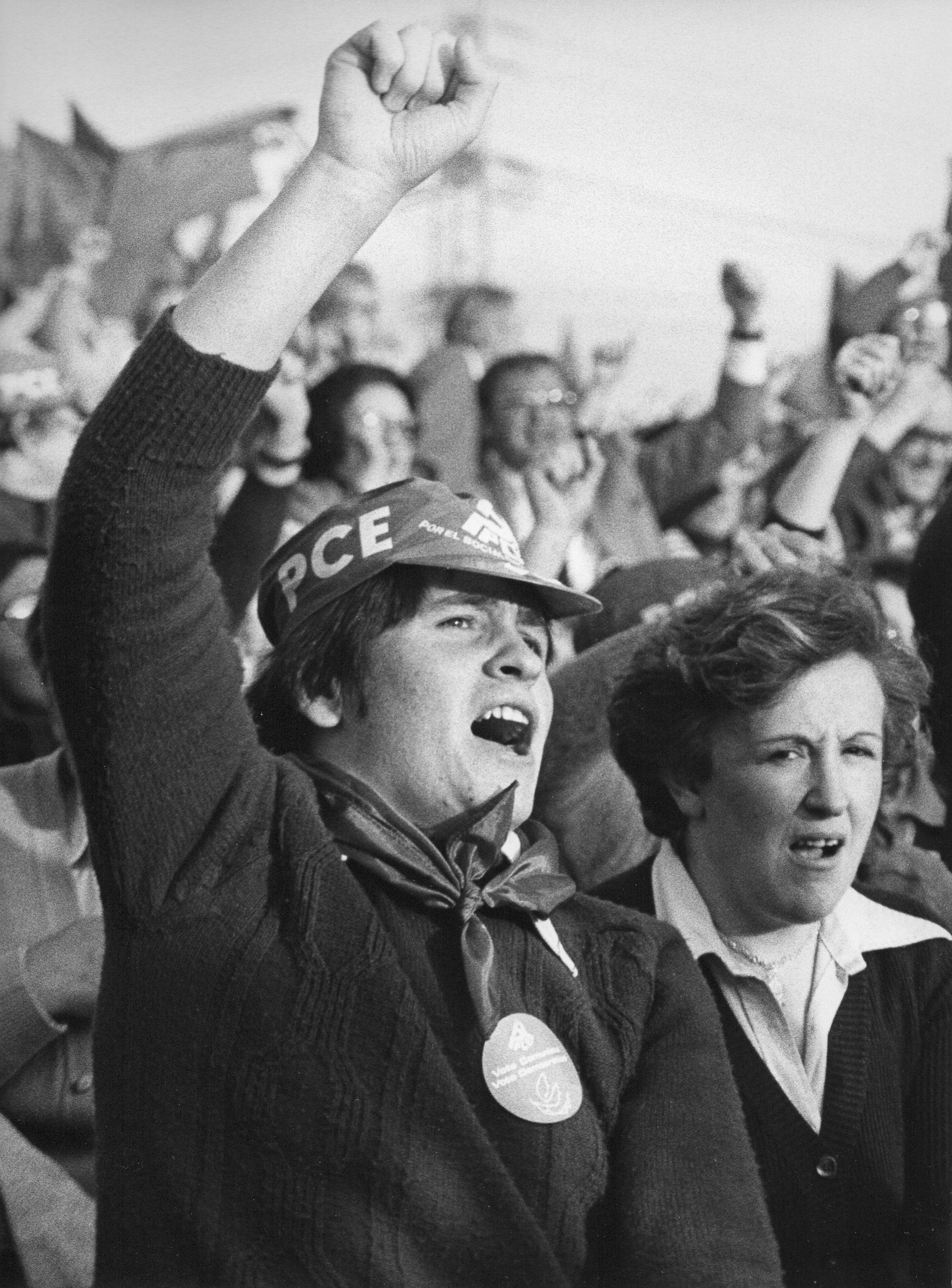
Militante comunista en la Fiesta del PCE de 1978

Así pues, la legalización del PCE se convirtió en un «punto neurálgico de la transición», como lo ha llamado Santos Juliá, porque «fue la primera decisión política de importancia tomada en España desde la guerra civil sin contar con la aprobación del ejército y contra su parecer mayoritario». Como un «hito de la Transición», lo ha calificado Afonso Pinilla García. «Un auténtico acto de ruptura política y simbólica con el franquismo», según Carme Molinero y Pere Ysàs.
El Partido Comunista como contrapartida, en lo que se empleó a fondo Santiago Carrillo, tuvo que aceptar la monarquía como forma de gobierno y la bandera rojigualda, y las banderas republicanas desaparecieron de sus mítines. El 14 de abril Adolfo Suárez, que durante la madrugada no había conseguido convencer a la cúpula del Ejército de la necesidad de legalizar al PCE, lo que abría la posibilidad de un golpe militar, le había pedido a Santiago Carrillo a través de José Mario Armero que hiciera «una declaración en la que garantice la unidad de España, el respeto a la Corona y su bandera y el rechazo al uso de la violencia». Así lo hizo al día siguiente Carrillo durante una rueda de prensa que convocó con dos grandes banderas a su espalda, la roja del PCE y la rojigualda de la monarquía. Tras recibir la comunicación de Suárez Carrillo le había dicho al Comité Central del PCE, congregado esos días: «Nos encontramos en la reunión más difícil que hayamos tenido hasta hoy antes de la guerra. En estas horas puede decidirse si se va a la democracia o se entra en una involución gravísima... No dramatizo, digo en este minuto lo que hay».
El 13 de mayo aterrizaba en Madrid el avión procedente de Moscú que llevaba a bordo a Dolores Ibárruri, la Pasionaria, que volvía a España después de un exilio de 38 años. Desde la capital soviética Pasionaria había manifestado que regresaba «sin odios ni rencores que limitarían la grandeza de estas horas decisivas para el presente y el futuro de la democracia en nuestro país».

### Disolución del Movimiento y legalización de los sindicatos obreros. Cesión de los derechos dinásticos por don Juan de Borbón. Dimisión de Fernández Miranda. Semana proamnistía en el País Vasco
El 8 de abril de madrugada, un día antes de la legalización del PCE, se había procedido a retirar el enorme yugo y flechas, emblema de la Falange, de la fachada del edificio de la Secretaría General del Movimiento, sito en el número 44 de la madrileña calle de Alcalá. Esto se hacía en cumplimiento del decreto del 1 de abril, por el que el gobierno había puesto fin al Movimiento Nacional, el partido único de la dictadura franquista. Sus organismos políticos, incluido el cargo de ministro-secretario general del Movimiento, fueron suprimidos y los de carácter social o asistencial incorporados a la Administración del Estado (y sus burócratas convertidos en funcionarios).
A finales de ese mismo mes de abril, el 28, fueron legalizados los sindicatos obreros, incluido Comisiones Obreras con fuertes vinculaciones con el Partido Comunista de España, y la franquista Organización Sindical Española (OSE) fue reconvertida en la Administración Institucional de Servicios Socioprofesionales (AISS) que no desapareció hasta 1986. El patrimonio de la OSE como el del Movimiento Nacional, pasó al Estado, incluidos sus medios de comunicación: 39 diarios, 40 emisoras de radio, 10 revistas y una agencia de prensa (Pyresa). Todos ellos constituyeron el organismo Medios de Comunicación Social del Estado (el 22 de abril el diario Arriba salía a la calle sin el yugo y las flechas). Meses antes había sido suprimido el franquista Tribunal de Orden Público «sustituido por una Audiencia Nacional para juzgar delitos de terrorismo y otros de ámbito estatal».

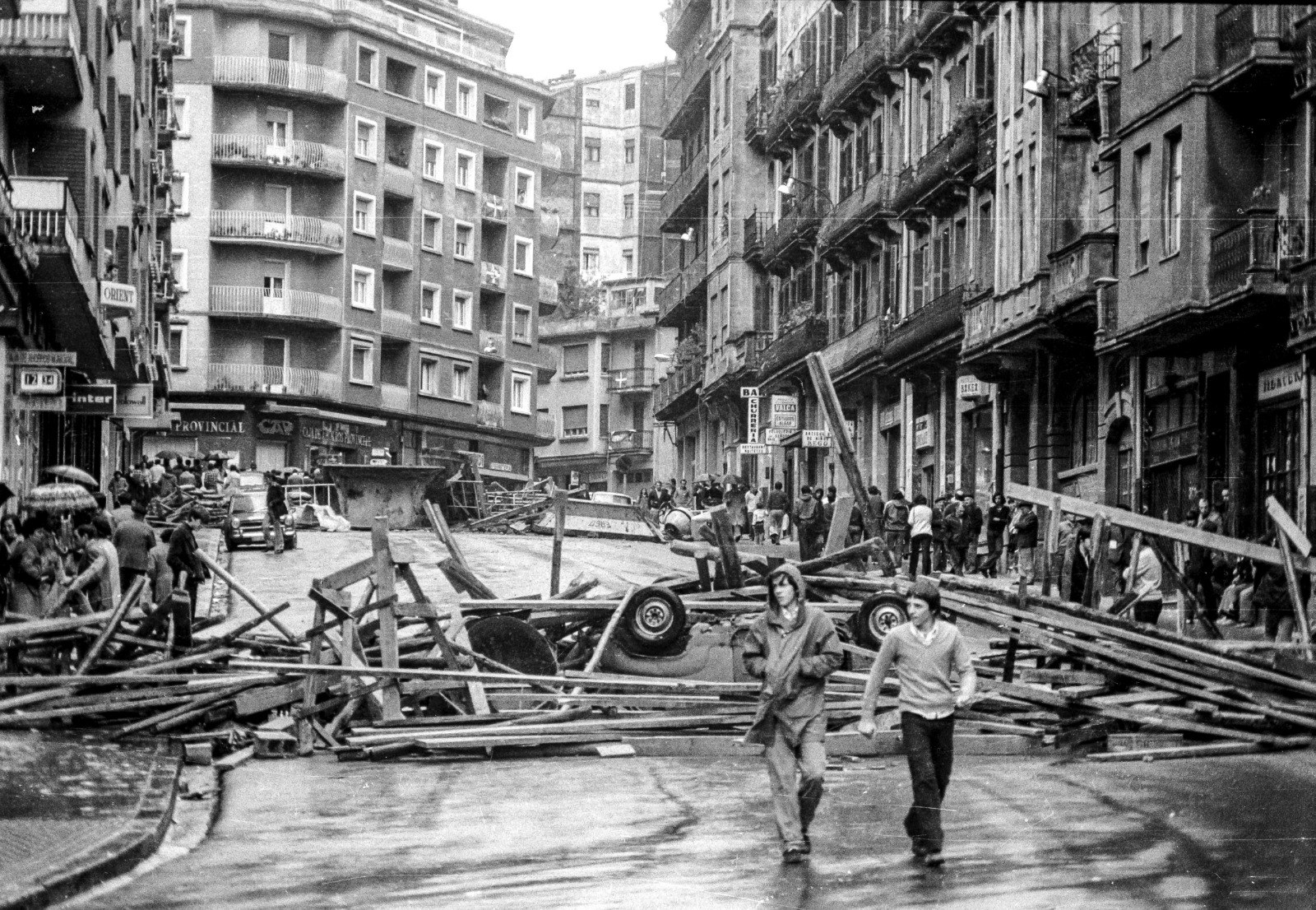
Barricadas levantadas en San Sebastián durante la semana proamnistía del 8 al 15 de mayo en el País Vasco

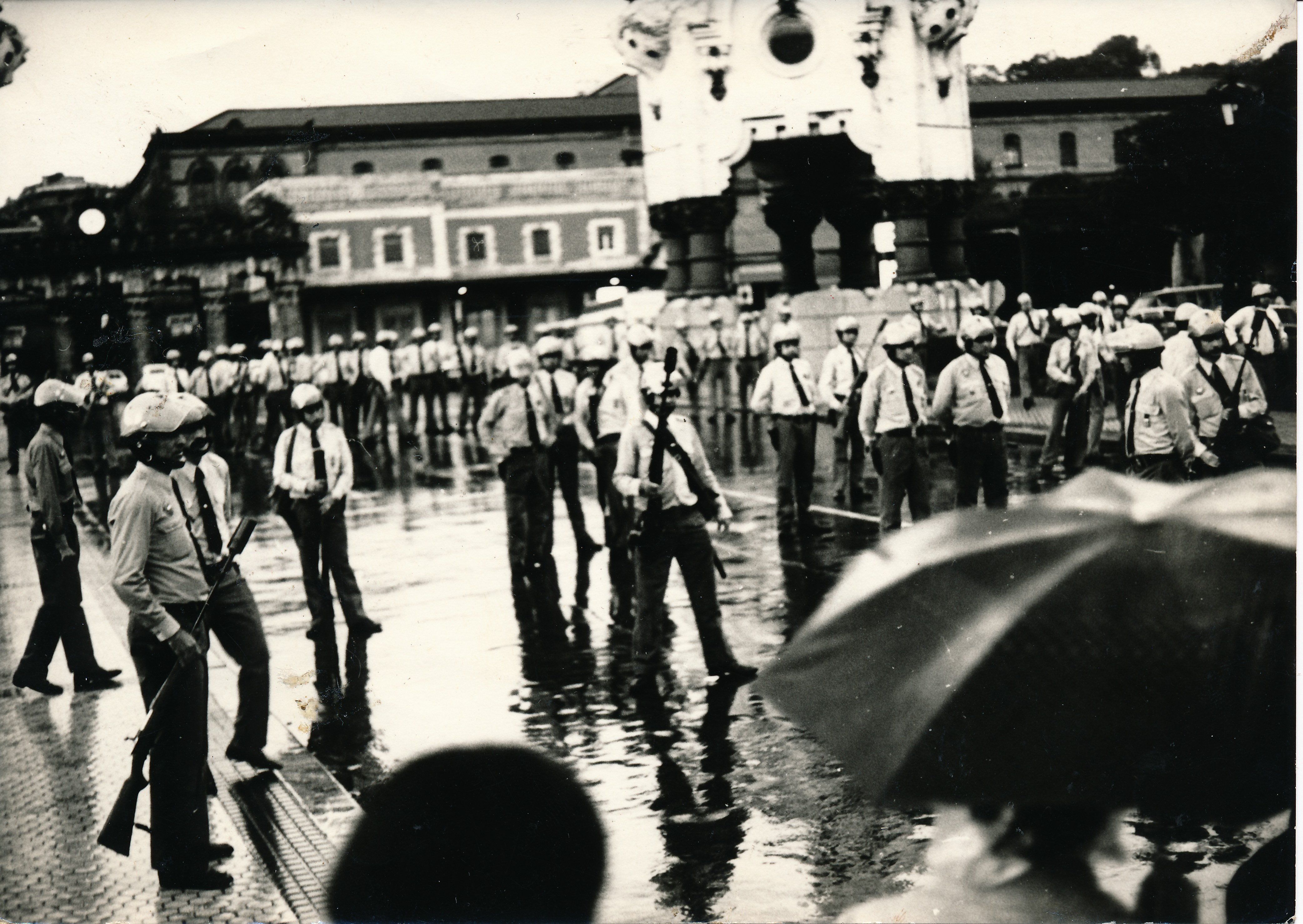
Fuerzas antidisturbios de la Policía Armada preparadas para intervenir en San Sebastián

El 14 de mayo, al día siguiente de la llegada a Madrid de la Pasionaria, en un modesto y emotivo acto celebrado en el Palacio de la Zarzuela don Juan de Borbón cedía sus derechos a la Corona española a su hijo, el rey Juan Carlos I. «El rey tiene que serlo para todos los españoles. La monarquía ha de ser un Estado de Derecho, en el que gobernantes y gobernados han de estar sometidos a las leyes dictadas por los organismos legislativos constituidos por una auténtica representación popular», le dice don Juan al rey. «En virtud de la renuncia de don Juan, la legitimidad dinástica se depositaba en Juan Carlos», comenta Alfonso Pinilla García.
A finales de ese mes de mayo Torcuato Fernández Miranda, «artífice importante de la transición como presidente de las Cortes», presentaba la dimisión de su cargo, lo que «pareció indicar el comienzo de una nueva etapa política». Según Alfonso Pinilla García, su dimisión se debió a que su misión ya se había cumplido —«su papel al frente de una nave —la Reforma Política— que pilotó Suárez e impulsó el rey, pero una nave cuya ruta estaba trazada en la carta de navegación que Torcuato pergeñara durante aquél fin de semana en Navacerrada»— y a su desacuerdo con la legalización del PCE, que consideraba demasiado prematura.
El País Vasco se mantuvo, a lo largo de todo este periodo, en plena ebullición política. La ampliación de la amnistía aprobada por el gobierno el 11 de marzo, que había permitido la salida de la cárcel de presos de ETA, no había satisfecho la reivindicación de la «amnistía total», por la que conflictividad continuó, en especial durante la semana proamnistía del 8 al 15 de mayo en la que murieron siete personas por la represión. Sin embargo, el 20 de mayo ETA político-militar anunciaba una tregua en la «lucha armada».

### Elecciones del 15 de junio de 1977: la culminación de la «ruptura pactada»
El 18 de marzo de 1977 el gobierno promulgó el decreto-ley que regulaba las elecciones que se iban a celebrar en junio. Para el Congreso de los Diputados establecía un sistema electoral de representación proporcional corregido —por la aplicación del sistema D'Hont y, sobre todo, por la fijación de un mínimo de dos diputados por provincia, lo que favorecía a «las provincias menos pobladas del interior español, previsiblemente más conservadoras, una considerable prima de representación», en detrimento de las zonas urbanas e industriales más pobladas— y listas cerradas y bloqueadas; para el Senado un sistema electoral mayoritario y de listas abiertas, en el que 41 escaños, de los 207, no eran elegibles sino que serían designados directamente por el rey. Dos meses después habían solicitado su inscripción en el registro 111 partidos, de los que fueron legalizados 78. La prensa empezó a hablar de «sopa de siglas».

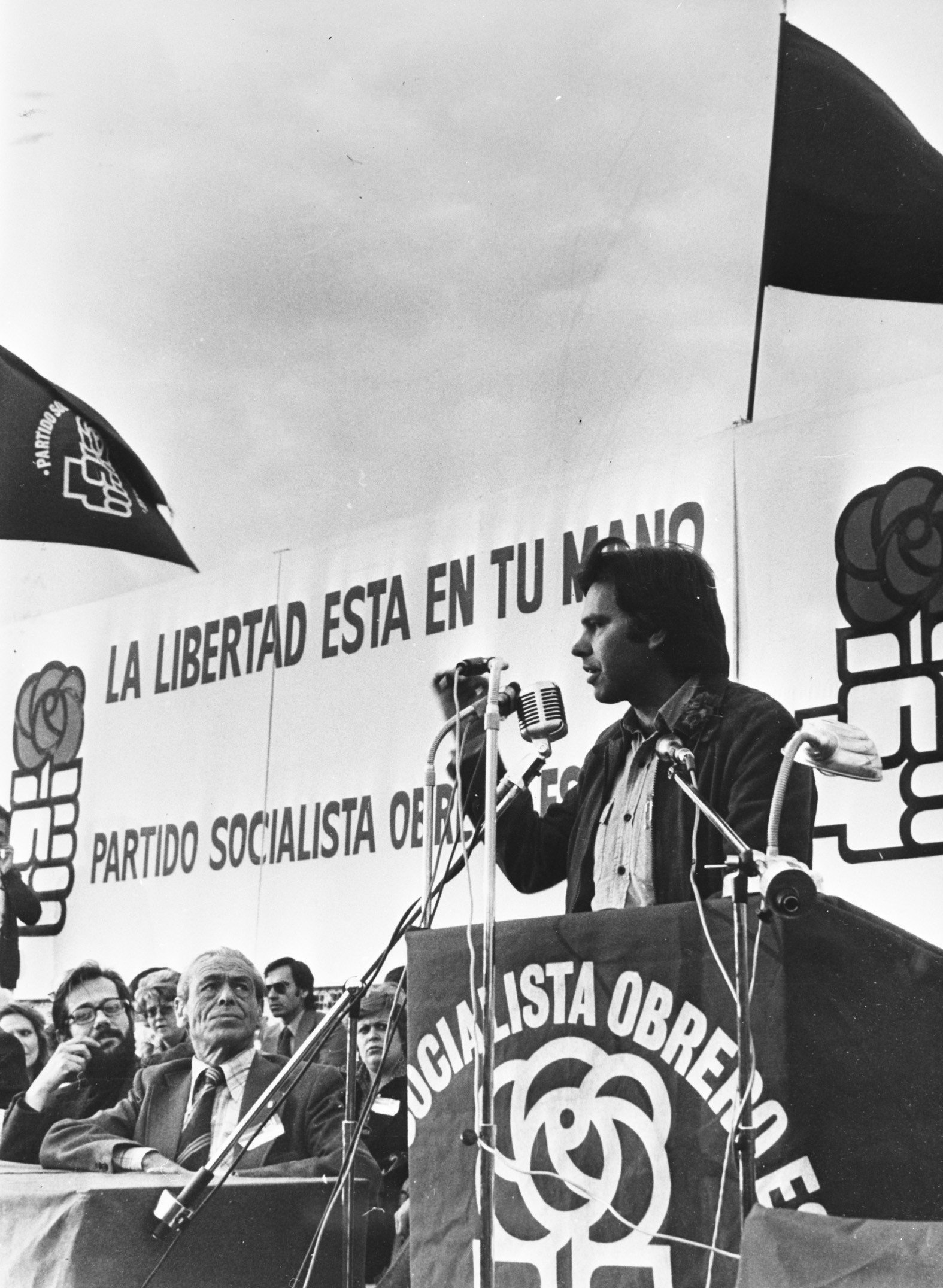
El secretario general del PSOE Felipe González durante un mitin electoral. Al fondo el eslogan de la campaña: «La libertad está en tu mano»

Por la izquierda, el panorama estaba dominado por los dos partidos históricos, el PSOE y el PCE. El primero, mucho menos implantado que el PCE, había podido realizar su XXVII Congreso dentro de España en diciembre de 1976 después de cuarenta años, gracias a la tolerancia del gobierno pues aún no había sido legalizado. El PSOE se reafirmó en ese Congreso como un partido socialista marxista y republicano, aunque el programa inmediato que propugnaba era moderado —poner en marcha una serie de reformas sociales y económicas que permitieran alcanzar los niveles de bienestar y de protección social que gozaban los europeos del norte de Europa, gracias a los años de gobiernos socialdemócratas—. En el Congreso, celebrado bajo el lema Socialismo es libertad y al que habían asistido asistieron importantes líderes socialistas europeos, se había ratificado el liderazgo del «grupo sevillano» encabezado por Felipe González y Alfonso Guerra.
Pero disputándoles el «espacio socialista» al PSOE se encontraba el Partido Socialista Popular del profesor Enrique Tierno Galván además de otros partidos socialistas de ámbito «regional» —entre los que destacaba el Moviment Socialista de Catalunya— que formaban la Federación de Partidos Socialistas (FPS), que al final optarían por presentar candidaturas conjuntas de Unidad Socialista PSP-FPS, en lugar de integrarse en el PSOE, que se negó a formar coalición con ellos.

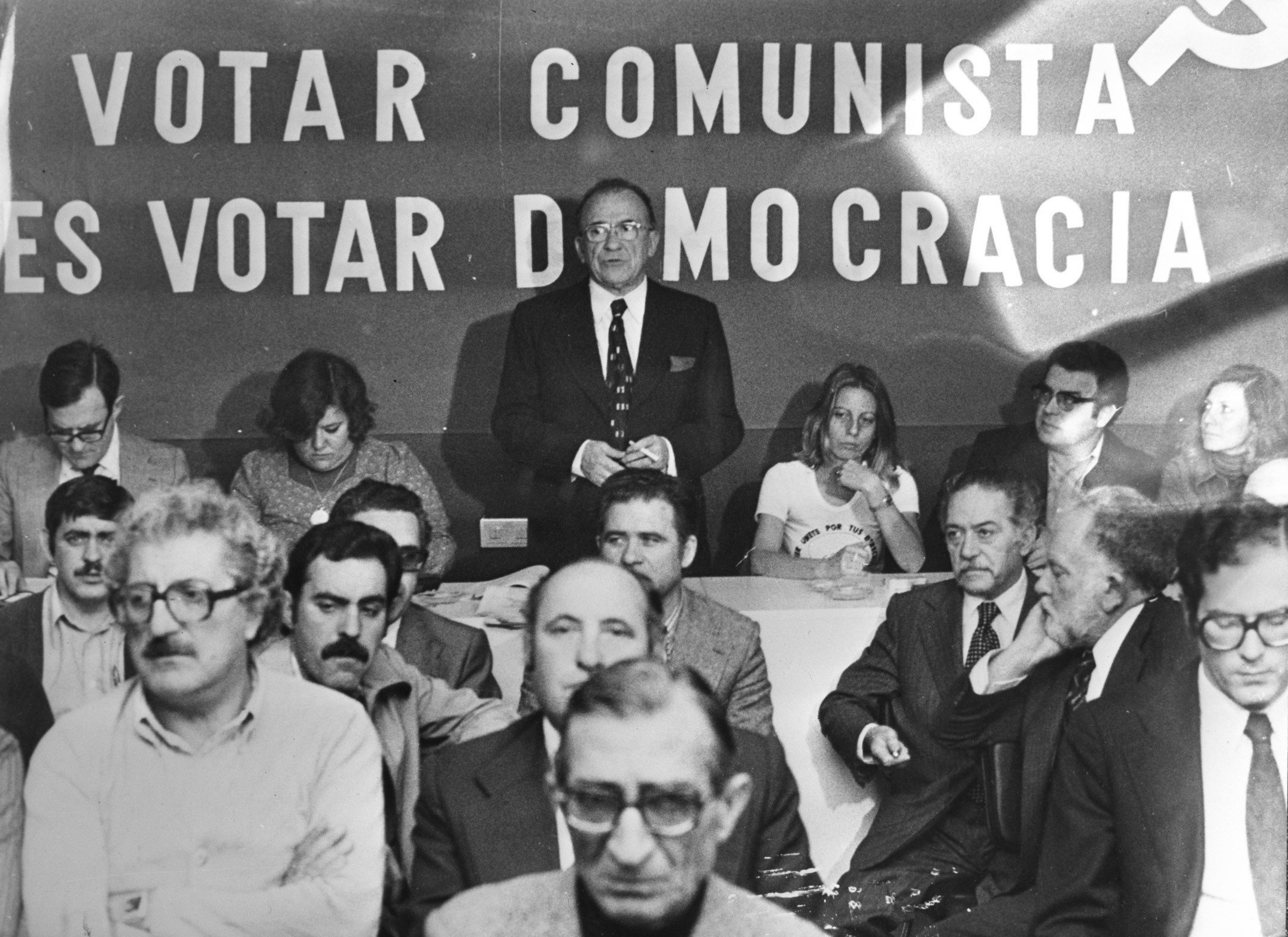
Acto de presentación de la candidatura del PCE presidido por su secretario general Santiago Carrillo. A su derecha Ramón Tamames y Cristina Almeida y a su izquierda Pilar Brabo. En primer plano el cineasta Juan Antonio Bardem. Al fondo el lema electoral: «Votar comunista es votar democracia»

Por su parte el PCE, el partido antifranquista hegemónico, había abandonado el marxismo-leninismo y su dependencia del Partido Comunista de la Unión Soviética, y ahora defendía el llamado eurocomunismo, una vía democrática para alcanzar el socialismo —idea que compartía con los partidos comunistas italiano y francés—, aunque sin abandonar del todo el modelo leninista de la Revolución de octubre de 1917. Junto al PCE y disputándole el «espacio comunista» existía un numeroso grupo de pequeñas organizaciones y partidos de extrema izquierda que no fueron legalizados y que por tanto no pudieron presentarse a las elecciones bajo sus propias siglas —Movimiento Comunista, PCE (marxista-leninista), Partido del Trabajo de España, Liga Comunista Revolucionaria, Organización Revolucionaria de Trabajadores, Organización Comunista de España (Bandera Roja), etc.—. Por otra parte, los partidos republicanos, con una escasa implantación, tampoco fueron legalizados y asimismo tuvieron que presentarse a las elecciones camuflados —como fue el caso de la histórica Esquerra Republicana de Cataluña—. Tampoco los carlistas pudieron presentarse con sus propias siglas.

Logo de Alianza Popular, la coalición integrada por siete exministros franquistas y liderada por Manuel Fraga

En la derecha la situación era más confusa que en la izquierda. En la extrema derecha el «búnker» franquista aparecía muy fragmentado entre diversos grupos falangistas y Fuerza Nueva, que se presentó a las elecciones bajo la candidatura Alianza Nacional 18 de Julio. Entre los «reformistas» franquistas, Manuel Fraga Iribarne lideró al sector que pensaba que la reforma de Suárez estaba yendo demasiado lejos. Así nació, en octubre de 1976, una coalición llamada Alianza Popular integrada por siete exministros franquistas (aunque uno de ellos solo había sido subsecretario), apodados por un sector de la prensa como los «siete magníficos»: Manuel Fraga (Reforma Democrática), Laureano López Rodó (Acción Regional), Federico Silva Muñoz (Acción Democrática Española), Cruz Martínez Esteruelas (Unión del Pueblo Español), Gonzalo Fernández de la Mora (Unión Nacional Española), Licinio de la Fuente (Democracia Social) y Enrique Thomas de Carranza (Unión Social Popular). La pretensión de Fraga fue, según Javier Tusell, «vertebrar el franquismo sociológico». En las listas electorales que presentó en junio aparecían 183 procuradores de las Cortes franquistas, además del expresidente Carlos Arias Navarro, candidato al Senado por la provincia de Madrid, que no resultaría elegido.

Logo de Unión de Centro Democrático, la coalición de 15 partidos liderada por Adolfo Suárez que fue la formación política que obtuvo mayor número de escaños en las elecciones generales de junio de 1977, pero sin alcanzar la mayoría absoluta

Por su parte, los «reformistas» franquistas que apoyaban la reforma de Suárez fundaron en noviembre de 1976 un partido que llamaron Partido Popular —tomando el nombre de los partidos democristianos europeos—. El partido encabezado por Pío Cabanillas y José María de Areilza defendía la opción centrista «con el propósito de evitar la politización de la vida española en dos bloques antagónicos», según se decía en su manifiesto fundacional. De este partido surgió la idea de formar una gran coalición que acogiera también a los partidos de la oposición «moderada» —liberales de Ignacio Camuñas y Joaquín Garrigues Walker; democristianos de Fernando Álvarez de Miranda; socialdemócratas de Francisco Fernández Ordóñez—. Así fue como nació la coalición de 15 partidos que finalmente se llamó Unión de Centro Democrático (UCD), a cuyo frente se puso el propio Adolfo Suárez acompañado de los principales ministros de su gobierno —«los hombres del presidente»—, desplazando a los fundadores del Partido Popular —José María de Areilza fue obligado a abandonarlo—. La decisión de Suárez de presentarse a las elecciones, hecha pública el 3 de mayo, fue bastante polémica, «porque muchos consideran que su privilegiada posición como presidente del Ejecutivo puede ser aprovechada en su carrera electoral como candidato». Contaba además con el aval de Estados Unidos —y así se lo hizo saber el presidente Jimmy Carter a Suárez durante su visita a Washington D. C. en abril— que prefería «un cambio gradual en España, un tránsito a la democracia que no se escorara demasiado a la izquierda y que no pasara por las "alteraciones revolucionarias" experimentadas en Portugal». Y el del Parlamento Europeo que el 22 de abril de 1977 había aprobado una resolución reconociendo que Suárez había cumplido las promesas democratizadoras que había hecho nada más acceder a la presidencia del Gobierno.
Los únicos partidos de la oposición democrática «moderada» que no se integraron en la «operación de UCD» fueron los democristianos de Izquierda Democrática de Joaquín Ruiz Giménez y de Federación Popular Democrática de José María Gil Robles, aliados con dos partidos democristianos «regionales» (Unió Democrática de Catalunya y Unió Democràtica del País Valencià), que formaron el Equipo Demócrata Cristiano del Estado Español. Tampoco se integraron en UCD los nacionalistas vascos del PNV ni los nacionalistas catalanes de la Convergència Democràtica de Catalunya, liderada por Jordi Pujol.

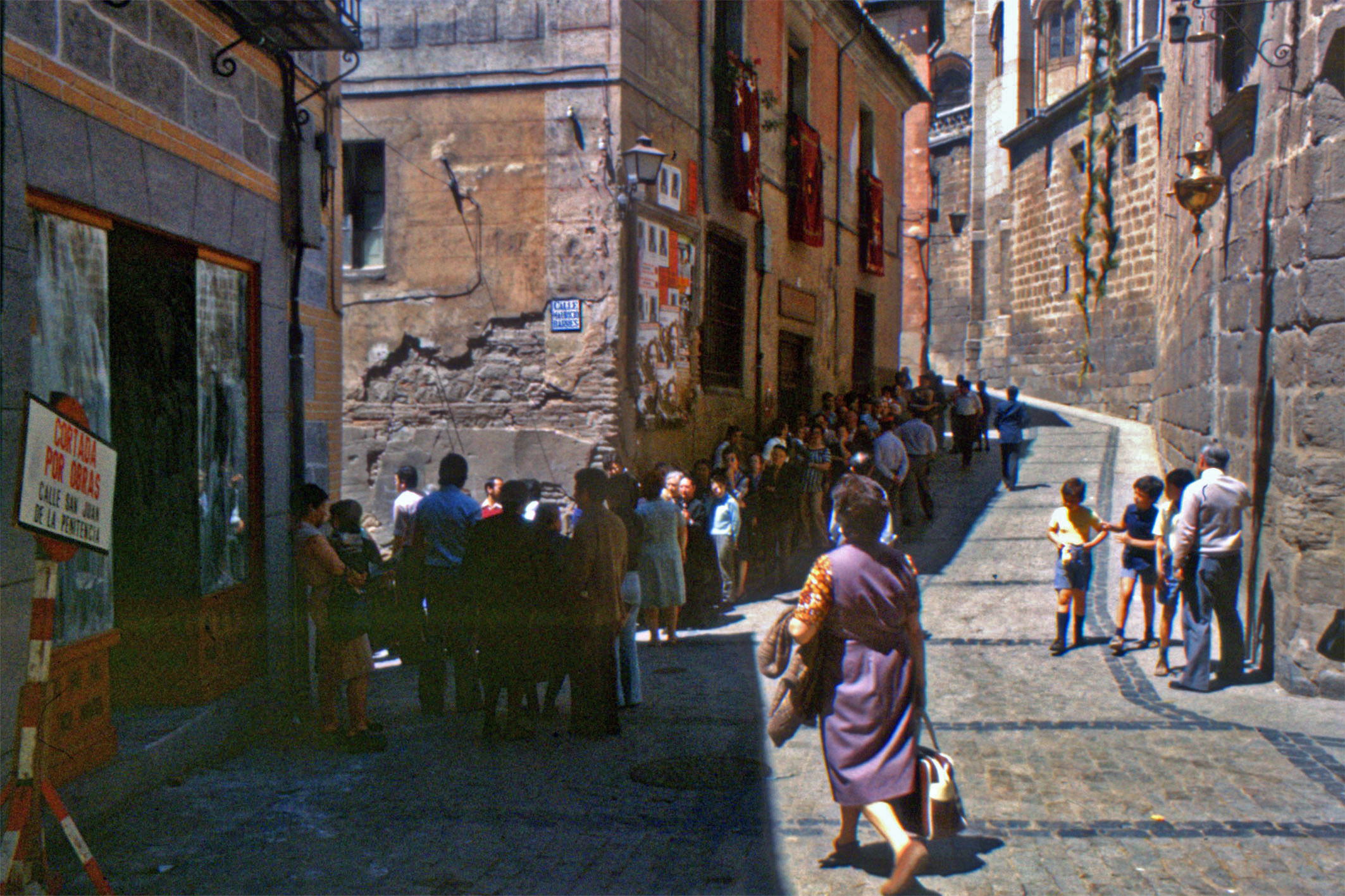
Personas se agolpan ante un colegio electoral en Toledo el 15 de junio de 1977. Ese día se celebraron las primeras elecciones libres desde febrero de 1936. Con una participación del 78,83 %, la Unión de Centro Democrático de Adolfo Suárez logró mayoría simple en las Cortes para la legislatura constituyente, que concluyó tras la promulgación de la Constitución de 1978

Las elecciones se celebraron el 15 de junio de 1977 sin que se produjera ningún incidente y con una participación muy alta, cercana al 80 % del censo —la campaña electoral había sido muy intensa, «con más de veinte mil mítines y eventos públicos»—. La victoria fue para UCD, pero no consiguió alcanzar la mayoría absoluta en el Congreso de Diputados tal como esperaban Adolfo Suárez y algunos de sus consejeros —obtuvo el 34 % de los votos y 165 escaños; a once de la mayoría absoluta, situada en 176—. Que UCD fuera la candidatura más votada se relacionó entonces con que la coalición había conseguido capitalizar la gran popularidad del presidente Suárez y las enormes ventajas que le concedió el único canal de televisión que entonces existía en España (TVE), así como los generosos créditos que le concedieron los bancos para financiar la campaña electoral. También pudieron influir las prácticas clientelares, teniendo en cuenta que las elecciones se celebraron con las corporaciones municipales ocupadas por los alcaldes y concejales franquistas, pero el punto clave, según Xosé Manuel Núñez Seixas, fue que en las encuestas «la mayoría de los ciudadanos se situaba de modo aproximado en el centro sociológico, no sólo en las zonas rurales y semiurbanas, sino también e la mayoría de las áreas urbanas».

Distribución del voto por provincias en las elecciones generales de España de 1977

El segundo triunfador de las elecciones fue el PSOE que se convirtió en el partido hegemónico de la izquierda —al conseguir el 29,3 % de los votos y 118 diputados— desbancando por amplio margen al PCE —que obtuvo el 9,3 % de los votos y se quedó en 20 diputados—, a pesar de que era el partido que había soportado el peso mayor en la lucha antifranquista —también quedó desbancado el PSP de Tierno Galván que solo obtuvo seis diputados y el 4 % de los votos—. El triunfo del PSOE, según Núñez Seixas, se debió a «un sorprendente retorno de la memoria histórica: en zonas como el País Valenciano, parte de La Mancha, Aragón, Murcia, Baleares o Almería, donde apenas contaba con militancia... el PSOE emergía con fuerza y parecía reproducir en parte su geografía electoral de la Segunda República», pero sobre todo al «liderazgo de González, joven y carismático, [que] poseía dos virtudes adicionales: era capaz de seducir a muchos potenciales votantes de otras opciones de izquierda y no asustaba a votantes moderados. González encarnaba el futuro, mientras que Carrillo o la Pasionaria representaban, a ojos de muchos españoles, el pasado en blanco y negro y alguno de sus fantasmas. En ese sentido, se parecía a Suárez».
Junto con el PCE, el otro gran derrotado de las elecciones fue la Alianza Popular de Fraga que solo obtuvo el 8,3 % de los votos y 16 diputados —13 de los cuales habían sido ministros con Franco—, aunque el descalabro mayor lo padeció la democracia cristiana de Ruiz Giménez y Gil Robles que no obtuvo ningún diputado. Una de las razones del fracaso de la democracia cristiana fue que la jerarquía de la Iglesia católica no la apoyó; otra fue que su programa no conectó con su electorado potencial. Por otro lado, ni la extrema derecha —que solo obtuvo en conjunto 192 000 votos— ni la extrema izquierda consiguieron representación parlamentaria.
Como ha señalado Xosé Manoel Núñez Seixas, «con algunos matices territoriales, en particular en el País Vasco, el mensaje de los votantes parecía diáfano. Era un importante apoyo a la reforma pactada... Y suponía una derrota sin paliativos tanto de la ruptura revolucionaria como del inmovilismo franquista, pero también de los partidarios de la "reforma perfectiva" del régimen anterior».
Tras las elecciones se dibujó un sistema de partidos de «bipartidismo imperfecto», en el que dos grandes partidos o coaliciones (UCD y PSOE), que se situaban hacia el «centro» político, habían recogido el 63 % de los votos y se repartían más del 80 % de los escaños (283 de 350), y otros dos partidos o coaliciones se situaban, con muchos menos apoyos, en los extremos —AP en la derecha, PCE en la izquierda—. La excepción al «bipartidismo imperfecto» la constituyeron el País Vasco, donde el PNV consiguió 8 escaños (el 2,2 % de los diputados, y el 1,6 % de los votos totales), y Cataluña, donde el Pacte Democràtic per Catalunya encabezado Jordi Pujol obtuvo 11 (3,1 % de los escaños; y el 2,81 % de los votos).
Con la celebración de las elecciones culminó el proceso de transición como «ruptura pactada». Así lo ha analizado el historiador Santos Juliá:

La ruptura, que siempre se había entendido como vía pacífica a la democracia con el momento clave de una huelga general, comenzó a entenderse como vía negociada: ruptura dejó por completo de referirse al agente que debía conducir el proceso para designar únicamente su fin, una constitución. Sería, como la había bautizado Carrillo y la saludaron todos los demás, una ruptura pactada. [...] El proyecto de ruptura, tal como fue formulado en declaraciones conjuntas por los diferentes organismos de la oposición, fue en definitiva el que acabó realizándose excepto en un punto: no fue la oposición democrática la que dirigió el proceso a la democracia. Pero, señalada esta obviedad, no tiene mucho sentido lucubrar sobre qué tipo de democracia habría sido posible si el proyecto de ruptura hubiera sido conducido por la oposición. Se ha argumentado que al renunciar a dirigir el proceso y sumarse en definitiva al proyecto del Gobierno, la oposición abandonó en el camino la voluntad de instaurar un modelo de democracia diferente a la realmente existente. Pero a la hora de definir en qué consistiría este modelo inédito de democracia, nadie es, ni puede ser, muy específico: se lamenta que la democracia resultante no sea muy participativa, que los partidos hayan desarrollado tendencias oligárquicas, que la sociedad no esté muy movilizada, que la calidad de la democracia sea baja, que no sea, en definitiva, una democracia ciudadana. Pero todo esto se podría decir, en un grado u otro, de cualquier democracia de nuestro tiempo sin que pueda establecerse un vínculo entre los orígenes y el funcionamiento...

Un símbolo de que las elecciones «clausuraban el franquismo y, también apagaban los rescoldos de una Guerra Civil que dividió durante años a los españoles» fue que el 21 de junio, sólo seis días después de su celebración, José Maldonado presidente del Gobierno de la Segunda República española en el exilio disolvió esa institución.

## Segundo gobierno de Adolfo Suárez (1977-1979): la construcción del sistema democrático

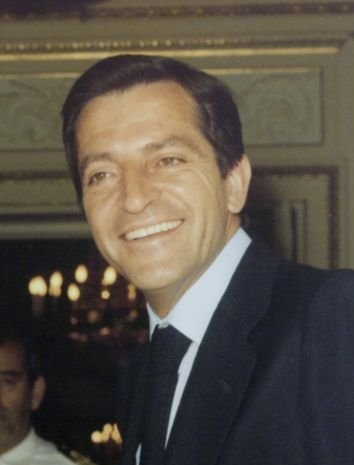
Adolfo Suárez en 1978

### El gobierno de UCD en minoría y la necesidad del «consenso»
Como han señalado Carme Molinero y Pere Ysàs, tras la celebración de las elecciones «la democracia no era todavía una realidad ni existía una legalidad de tal naturaleza... Las nuevas Cortes, y más precisamente el Congreso de los Diputados, eran una isla democrática en el conjunto de instituciones del país. Buena parte de la legalidad franquista continuaba en vigor —incluidas las Leyes Fundamentales en aquellos aspectos no explícitamente invalidados por la Ley para la Reforma Política— y además continuaban prácticas bien instaladas incompatibles con la democracia, todo ello en unas instituciones con un personal —Policía, Judicatura, etc.— que había servido a la dictadura y, en muchos casos, con una adhesión militante». Prueba de ello fue que Adolfo Suárez no fue investido por el parlamento, ni se sometió a una cuestión de confianza, sino que fue ratificado en su cargo por el rey (quien también nombró al presidente de las Cortes, Antonio Hernández Gil, sin contar con los diputados, ni con los senadores).
Por la misma razón el presidente no esperó a la apertura de las Cortes para formar su primer gobierno avalado por las urnas. La composición del mismo guardó el equilibrio entre los diversos grupos que se habían integrado en UCD —Joaquín Garrigues Walker e Ignacio Camuñas, de los liberales; Landelino Lavilla, Marcelino Oreja, José Manuel Otero Novas e Íñigo Cavero, de los democristianos; Francisco Fernández Ordóñez y Juan Antonio García Díez, con el economista independiente Enrique Fuentes Quintana, propuesto por ellos, de los socialdemócratas—, aunque los puestos clave los reservó para personas de su confianza —Fernando Abril Martorell, Rodolfo Martin Villa, y el general Manuel Gutiérrez Mellado, que asumió la nueva cartera de Defensa, que unificaba los tres ministerios militares del franquismo, por lo que este general fue el único militar en el gobierno, lo que no sucedía desde la Segunda República—. El 27 de junio UCD había dejado de ser una coalición y se había convertido en un partido («sin clara ideología, con perfiles desdibujados, puro centro de contornos borrosos y hasta cambiantes», apunta Alfonso Pinilla García).
Carme Molinero y Pere Ysàs también han señalado que «las elecciones configuraron un nuevo escenario político que obligó a todos los actores a reajustar sus posiciones. Resultaba evidente que tanto para gobernar como para establecer un nuevo ordenamiento institucional eran imprescindibles acuerdos entre fuerzas políticas con ideologías y programas notablemente alejados. Por tanto la negociación y el acuerdo eran una necesidad inevitable que, más adelante, con los resultados alcanzados, se presentó como una virtud compartida». Suárez podría haber buscado el apoyo parlamentario de Alianza Popular con lo que hubiera conseguido la mayoría absoluta en el Congreso de los Diputados situada en 176 escaños —UCD y AP sumaban 181 diputados—, «pero las divergencias entre la UCD y AP eran muy notables», ya que AP «se negaba a la apertura de un proceso constituyente y sus posiciones en casi todos los temas la situaba inequívocamente en la extrema derecha». Por otra parte, como han indicado Molinero e Ysàs, «¿podía estabilizarse la situación política española en un escenario de confrontación entre esas fuerzas y la izquierda socialista y comunista y los nacionalistas catalanes y vascos?, ¿podía configurarse un nuevo ordenamiento político sin un acuerdo que incluyera a todas las fuerzas que manifestaban su voluntad de establecer un sistema democrático, además en un contexto de enormes obstáculos?».
Así fue como nació el «consenso», «nuevo vocablo que se incorporaría desde entonces al léxico político castellano de la transición española a la democracia». Sin embargo, como ha señalado Xosé Manoel Núñez Seixas, «eso significaba concentrar la toma de decisiones en pocas manos, conferir un poder creciente a las cúpulas de los partidos políticos...».

### Ley de Amnistía y «pacto del olvido»

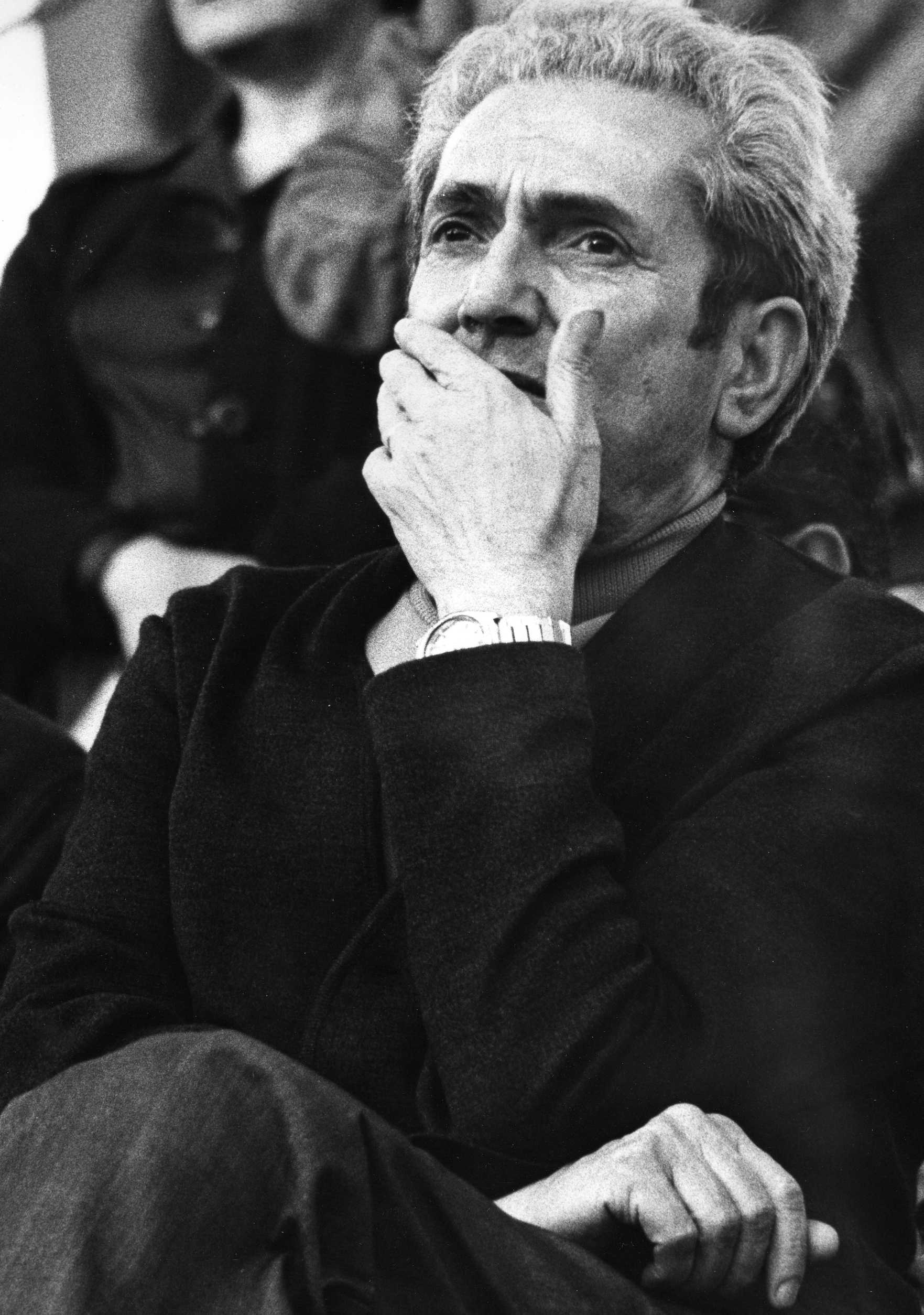
Marcelino Camacho, diputado comunista y líder de Comisiones Obreras

La medida que los diputados de las Cortes recién elegidas consideraron más urgente fue la de promulgar una ley de amnistía total que pusiera en libertad a los presos que todavía quedaban en las cárceles por delitos «de motivación política», incluidos los «de sangre». Ley que no contó con el respaldo del «franquismo sociológico» representado por Alianza Popular, que finalmente se abstuvo al no considerarla «una buena medicina». Quedaron excluidos los ultraderechistas condenados por actos de violencia posteriores a diciembre de 1976. Por presión de los militares los oficiales miembros de la Unión Militar Democrática no pudieron reincorporarse al Ejército.
Con esta ley se trataba de dar por cumplida una reivindicación muy antigua de la oposición antifranquista y también iba a amparar a las personas que hubieran cometido delitos durante la represión franquista —y que podrían ser denunciadas ahora que se gozaba de libertad— por lo que una vez aprobada la ley ya no se podrían pedir responsabilidades por las violaciones de los derechos humanos cometidas por los aparatos de represión de la dictadura. La izquierda favoreció esta especie de «pacto del olvido» —que no de amnesia colectiva, sino de «echar al olvido», según Santos Juliá— y el proyecto de Ley de Amnistía fue «presentado conjuntamente —signo de los tiempos— por los grupos centrista, socialista, comunista, minorías vasca y catalana, mixto y socialistas de Cataluña».
«Se trataba de una reedición de la política de reconciliación nacional predicada desde décadas en el exilio por una parte de la oposición antifranquista, que había sido asumida por el PCE desde 1956; pero también suponía un borrón y cuenta nueva... Con ello, se renunciaba a cualquier medida de justicia transicional —como sí había sido el caso en Portugal— y a depurar responsabilidades y personal de las Fuerzas de Orden Público». El diputado comunista Marcelino Camacho, encarcelado durante la dictadura, explicó así el objetivo de la ley:

La primera propuesta presentada en esta Cámara ha sido precisamente hecha por la Minoría Parlamentaria del Partido Comunista y del PSUC el 14 de julio y orientada precisamente a esta amnistía. Y no fue un fenómeno de la casualidad, señoras y señores Diputados, es el resultado de una política coherente y consecuente que comienza con la política de reconciliación nacional de nuestro Partido. [...] Nosotros considerábamos que la pieza capital de esta política de reconciliación nacional tenía que ser la amnistía. ¿Cómo podríamos reconciliarnos los que nos habíamos estado matando los unos a los otros, si no borráramos ese pasado de una vez para siempre?

Por su parte Xabier Arzalluz en nombre del PNV subrayó la lucha del pueblo vasco para alcanzar la amnistía y añadió que «la reconciliación no debe admitir ningún protagonismo». En palabras de Santos Juliá esta amnistía fue planteada por la oposición franquista mucho antes del inicio de la transición y fue pensada por «quienes habiéndolo sufrido [la guerra civil y el franquismo], recitaron ese pasado como guerra fratricida» siendo a ellos a quienes se «debe la insistencia de echar al olvido el pasado de la guerra civil». Sin embargo, como ha señalado Paul Preston, el «pacto del olvido» tuvo un «coste»: «que los familiares de las víctimas de la dictadura, los afligidos y/o sus descendientes, no tuvieron el reconocimiento de sus sufrimientos que les permitiría finalmente lamentar sus muertos y otras pérdidas de vidas enteras… Todo esto tuvo que olvidarse durante la transición por la necesidad primordial de evitar obstaculizar con amarguras y rencillas un proceso delicadísimo. El pacto del olvido fue ineludible dentro del contexto de los años setenta, cuando había un búnker bien armado. Sin embargo, el pacto del olvido no dejó de llevar consigo la inmensa injustica de que las víctimas que debieron silenciar sus penas durante casi cuarenta años tuvieron que seguir callándose. En ese sentido, el pacto del olvido no era un pacto entre iguales».
El 21 de diciembre de 1977 el gobierno de UCD suprimió la «fiesta del 18 de julio». Según Julio Gil Pecharromán, en aquel momento «muchos tuvieron la certeza de que Franco y el franquismo eran ya parte de la Historia de España». Un mes antes España había sido admitida en el Consejo de Europa sin ningún voto en contra.

### Pactos de la Moncloa

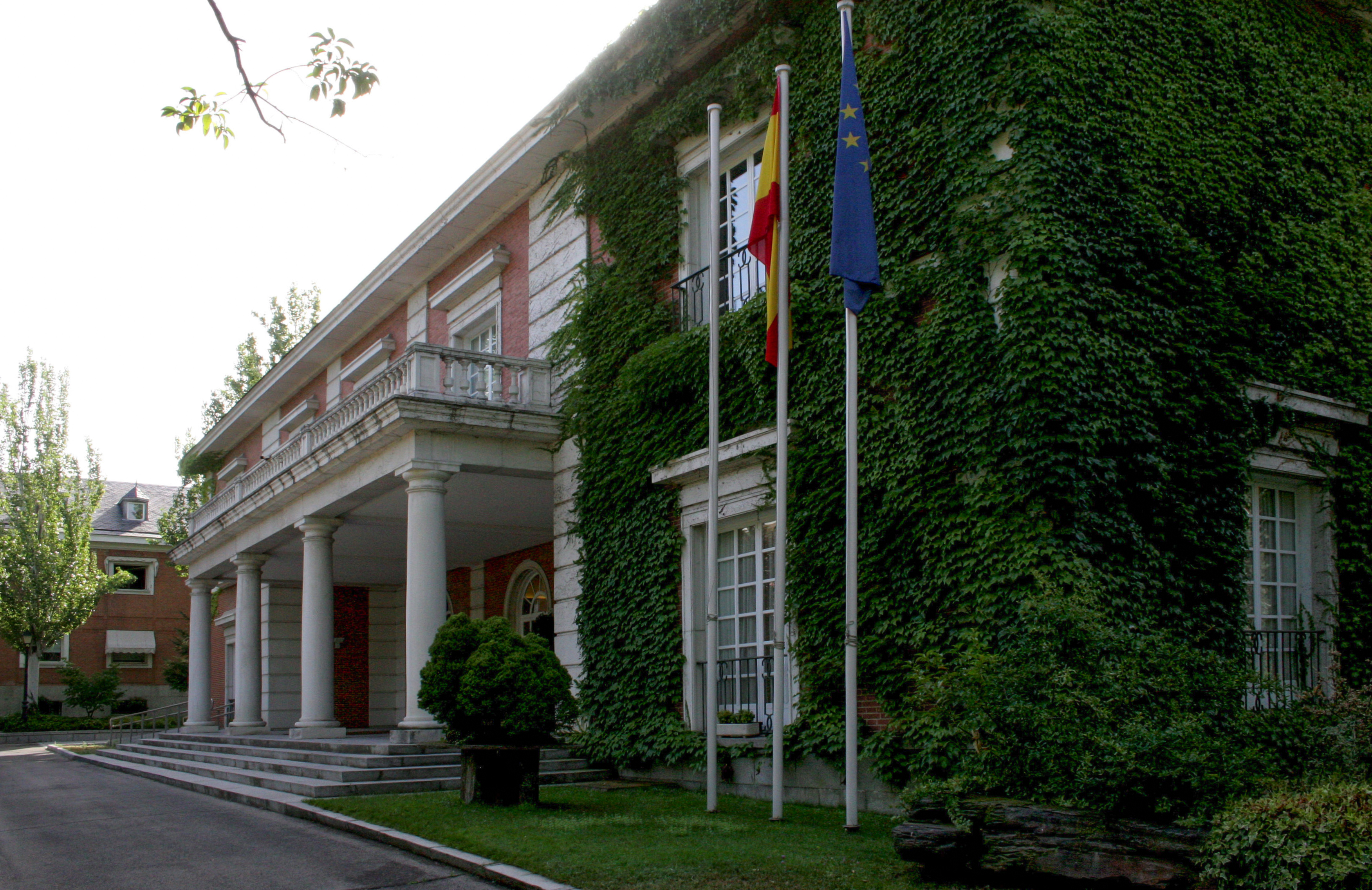
Palacio de La Moncloa, sede de la Presidencia del Gobierno de España desde 1976

«Pasadas las elecciones de junio de 1977, el Gobierno tuvo que hacer frente al agravamiento de la crisis económica» y todos los grandes partidos coincideron «en considerar que la instauración de la democracia exigía un marco de estabilidad para el que eran imprescindibles los acuerdos». Así fue como se llegó a la firma de los que serían conocidos como los «Pactos de la Moncloa». Se trataba de un gran «pacto social» que «compensaba» con mejoras sociales —como la extensión de la gratuidad de la enseñanza— y algunas reformas jurídico-políticas —que incluían la despenalización del adulterio o de los anticonceptivos y la reforma de ciertas leyes con el objetivo de que los principios democráticos se hicieran realidad rápidamente— las duras medidas de ajuste que se tenían que tomar para estabilizar la economía y reducir la inflación mediante la reducción del déficit público y el establecimiento de la norma de que las subidas salariales se pactaran en función de la inflación prevista, no de la pasada como sucedía hasta entonces. El pacto también tenía un componente político pues pretendía asegurar un clima de paz social suficiente para discutir la nueva Constitución, de ahí que se incluyeran dos tipos acuerdos: «sobre el programa de reforma y saneamiento de la economía» y «sobre el programa de actuación jurídica y política».
La idea del pacto había sido bien acogida por los partidos de la oposición —sobre todo por el PCE, que abogaba por la formación de un «gobierno de concentración nacional»; más reticente se mostró inicialmente el PSOE— y todos ellos junto con UCD acabaron negociando y firmando el 25 de octubre de 1977 los «Pactos de la Moncloa», llamados así por el lugar donde se llevó a cabo el acto de la firma —el palacio de La Moncloa, la nueva sede de la Presidencia del Gobierno—. Los pactos fueron aprobados dos días después por el Congreso de los Diputados, con el voto en contra de Alianza Popular que se oponía a la desmilitarización de las fuerzas de orden público. Aunque los acuerdos afectaban directamente a empresarios y trabajadores, ninguno de los dos sectores participaron en la firma.
El resultado de los pactos fue que inicialmente se logró estabilizar la economía y comenzar a controlar la inflación —del 26,4 % de 1977 se pasó al año siguiente al 16,5— y a cambio se aumentó el gasto social —subsidio de desempleo, pensiones, gastos en educación y sanidad— gracias a la reforma fiscal que puso en marcha el ministro Francisco Fernández Ordóñez. En paralelo a la negociación de los Pactos, el sector empresarial empezó a organizarse, creándose en marzo de 1977 el Círculo de Empresarios y en junio la patronal CEOE, que no apoyó los «Pactos de la Moncloa» (lo que sí hicieron los sindicatos UGT y Comisiones Obreras). Sin embargo, la conflictividad laboral no disminuyó y el número de huelgas continuó aumentando hasta alcanzar su punto culminante en 1979. En ese año comenzaron a descender gracias al «Acuerdo Marco Interconfederal» firmado en julio por UGT y por la CEOE, y al que no se sumó Comisiones Obreras. Por otra parte, la recuperación económica duró poco tiempo a causa del impacto de la segunda crisis del petróleo de 1979 —el ministro de Economía Enrique Fuentes Quintana, uno de los principales promotores de los «Pactos de la Moncloa», había dimitido en febrero de 1978 por la presión de la CEOE—. Con todo, según Alfonso Pinilla García, «con los Pactos de la Moncloa empezaba a definirse, a nivel jurídico, social y económico, la nueva España democrática». «Los Pactos fueron fundamentales para poner las bases de la estabilidad democrática y de la ampliación de las bases del Estado asistencial», han afirmado Carme Molinero y Pere Ysàs.

### La «cuestión regional»

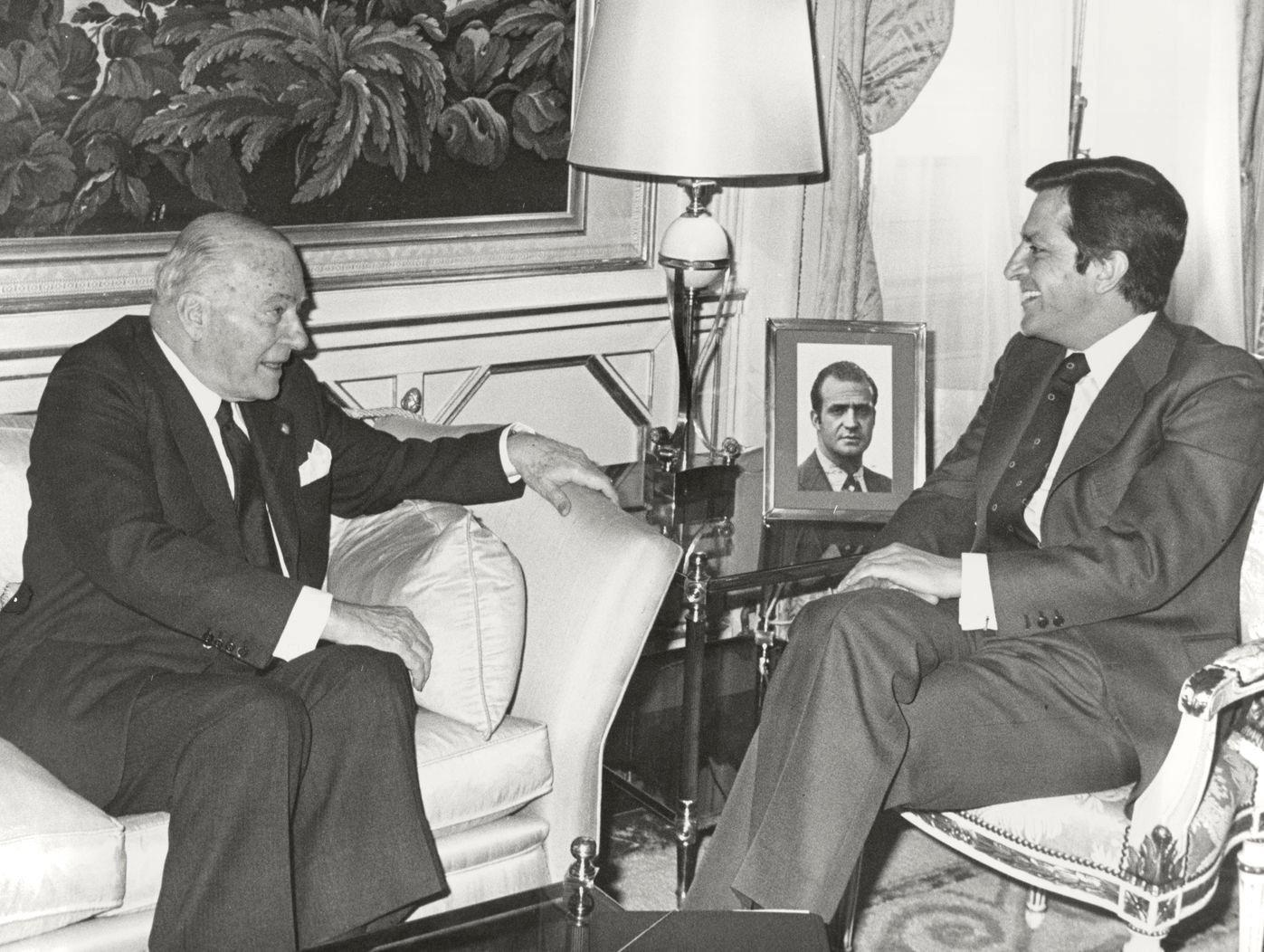
Entrevista que mantuvieron el 27 de junio de 1977 en el Palacio de la Moncloa Josep Tarradellas, presidente de la Generalidad de Cataluña en el exilio, y Adolfo Suárez. Tras una arduas negociaciones se restableció la Generalidad y Tarradellas pudo volver a Barcelona el 23 de octubre. Desde el balcón del Palacio de la Generalidad de Cataluña pronunció su célebre frase «Ciutadans de Catalunya, ja sóc aquí» ('Ciudadanos de Cataluña, ya estoy aquí')

Otro problema urgente que el gobierno Suárez y las nuevas Cortes tuvieron que abordar fue la «cuestión regional», ya que las demandas de autogobierno por parte del Cataluña y del País Vasco no admitían más demoras. En el caso de Cataluña, el Consell de Forces Polítiques de Catalunya las venía reclamando desde su constitución en diciembre de 1975, y tras las elecciones todos los parlamentarios catalanes excepto uno pidieron al gobierno que restableciera el Estatuto de Autonomía aprobado por la República. Pero Suárez optó por contactar con el presidente de la Generalidad republicana en el exilio, Josep Tarradellas, con quien se entrevistó el 27 de junio y tras una ardua negociación este pudo regresar a Barcelona el domingo 23 de octubre después de que el gobierno aprobara un decreto-ley de 29 de septiembre de 1977 que restableció «provisionalmente» la Generalidad, aunque sin hacer referencia al Estatuto de 1932 y sin atribuciones específicas que fueran más allá de las propias de las diputaciones provinciales. Algunos parlamentarios catalanes recién elegidos criticaron el acuerdo entre Tarradellas y el gobierno porque no se restableció la autonomía de Cataluña, una cuestión que se dejaba para más adelante, una vez que se hubiera aprobado la nueva Constitución. Ante la multitud que se había congregado en la plaza de San Jaime para recibirle, Tarradellas pronunció desde el balcón del Palacio de la Generalidad de Cataluña su famosa frase «Ciutadans de Catalunya, ja sóc aquí» ('Ciudadanos de Cataluña, ya estoy aquí').

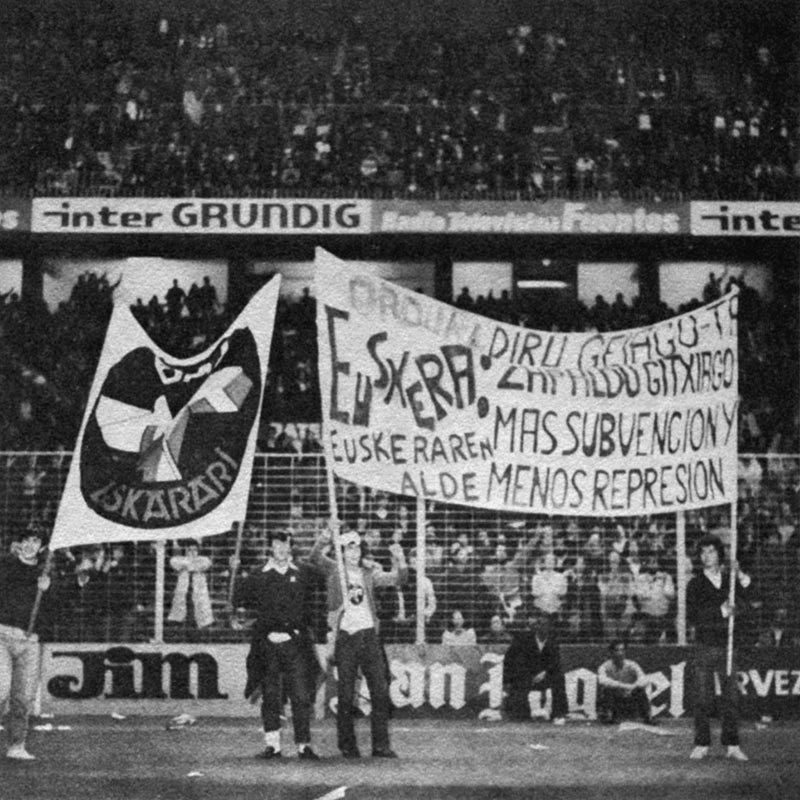
Acto celebrado en el estadio de San Mamés de Bilbao en junio de 1978 dentro de la campaña «Euskarari Bai» ('Sí, al euskera')

En el caso del País Vasco, Suárez intentó llegar al mismo acuerdo con el lendakari en el exilio Jesús María Leizaola, pero este no aceptó, por lo que el gobierno tuvo que negociar con la Asamblea de Parlamentarios Vascos —integrada por doce diputados de los partidos de ámbito estatal, y ocho del PNV y uno de Euskadiko Ezkerra—. Un primer obstáculo surgió cuando los diputados de UCD por Navarra, que ostentaban la mayoría en ese territorio, se negaron a integrarse en la Asamblea de Parlamentarios Vascos, al contrario de lo que hicieron los diputados por Navarra del PSOE y del PNV. Finalmente, en diciembre de 1977 se constituyó el Consejo General Vasco, excluida Navarra, bajo la presidencia del socialista Ramón Rubial, aunque como en el caso de Cataluña tampoco fue restablecido el Estatuto de Autonomía aprobado por la República. Por otra parte, «los continuos atentados de ETA no permitían serenar los ánimos y encauzar el debate por vías democráticas».
La concesión de un régimen de «preautonomía» a Cataluña y al País Vasco, alentó o «despertó» —en las regiones que carecían de tradición histórica en este aspecto, que eran la mayoría— los movimientos «autonomistas» que el gobierno canalizó procediendo a la constitución de órganos de preautonómicos en todas las regiones que lo reclamaran, aunque los límites de estas dieron lugar a algunas tensiones, sobre todo con las que estaban constituidas por una única provincia, como Cantabria, La Rioja o la Región de Murcia. Según Javier Tusell el «despertar» autonomista fue obra «de la clase política dirigente que acabó transmitiéndola al resto de la sociedad». Por otro lado, como ha señalado Santos Juliá, «la forma puramente pragmática de atender las demandas autonómicas de todas las regiones dejó pendiente para después de la Constitución un cúmulo de problemas que acabarían por empañar el éxito obtenido por el gobierno en sus tratos con los nacionalismos históricos. Pues lo que estaba en discusión —pero nunca se discutió expresamente— con estos procesos era si la constitución final del Estado quedaría bajo la lógica federal o si las autonomías catalana y vasca —y tal vez gallega— recibirían un tratamiento especial. Finalmente se impuso, aún evitando la denominación, la lógica federalista...».

### El terrorismo de ETA, el GRAPO y la extrema derecha

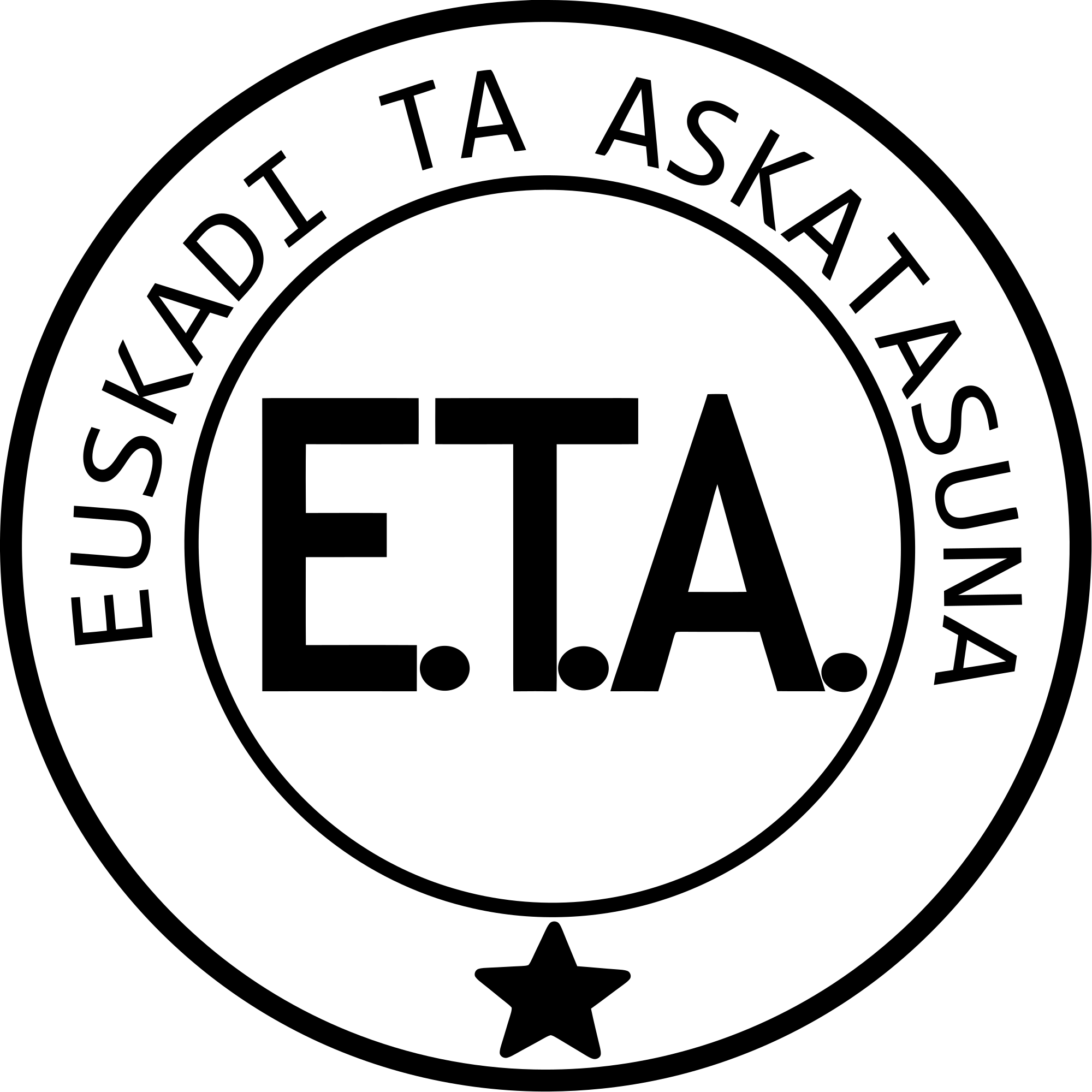
Sello de ETA

A pesar de que la Ley de Amnistía puso en libertad a todos los «presos vascos», ETA no solo no abandonó la «lucha armada» sino que incrementó el número de atentados terroristas —el mismo día de octubre de 1977 en el que las Cortes aprobaron la ley, ETA asesinó a tres personas y al año siguiente perpetró 71 atentados con el resultado de 68 muertos—, con lo que no se cumplieron en absoluto las expectativas de que una vez instaurada la democracia y lograda la «amnistía total» el terrorismo iría menguando hasta desaparecer. Las «acciones» de ETA encontraron cierta comprensión en el PNV y entre sectores de la Iglesia vasca que, según Santos Juliá, acogió «como héroes y mártires de una causa sagrada a los militantes de ETA muertos en enfrentamientos con la policía o de resultas de la explosión de sus propios artefactos». Además, según Juliá, «la acción represiva de las fuerzas de policía y guardia civil contribuyó a crear en torno a ETA un amplio apoyo social entre la población joven». Así, según Javier Tusell, buena parte de la sociedad vasca consideraba a los militantes de ETA «como heroicos luchadores antifranquistas». Según una encuesta realizada a finales de los setenta, entre un 13 % y un 16 % de los vascos consideraba a los miembros de ETA como patriotas y entre un 29 % y un 35 % como idealistas.
Carme Molinero y Pere Ysàs han señalado que sobre las causas del incremento del terrorismo de ETA después de que «la primera fase de la democracia estuvo culminada», «existe acuerdo sobre dos puntos fundamentales; por un lado, la voluntad etarra de dificultar, cuando no impedir, el proceso de cambio político para así reafirmar su opción por la lucha armada. En ETA estaba pesando más el componente antiespañol que el antifranquista; su proyecto era de "liberación nacional" de un País Vasco sometido al dominio colonial español. Por otro lado, es mayoritaria la tesis que vincula la espiral terrorista a la necesidad de ETA-Militar de afirmarse dentro del espacio nacionalista». Estos mismos historiadores también han destacado, por otra parte, que «el terrorismo etarra fue, sin duda, uno de los más eficaces aliados del golpismo, al tiempo que alimentaba el malestar militar, desalentaba a la población, y obstaculizaba la consolidación de las nuevas instituciones».
El recurso a la violencia para alcanzar sus objetivos también fue utilizado por otros grupos nacionalistas, aunque ninguno logró «el nivel de profesionalidad y eficacia y el apoyo social que alcanzó ETA». Fue el caso del Movimiento por la Autodeterminación e Independencia del Archipiélago Canario, del grupo independentista catalán Terra Lliure y, más tarde, el del Exército Guerrilheiro do Povo Galego Ceive, aunque su actividad fue muy corta y reducida.
Por su parte el GRAPO siguió actuando, aunque nunca llegó a contar con más de dos o tres grupos operativos, y tampoco desaparecieron las actuaciones violentas de la extrema derecha, perpetradas por los Guerrilleros de Cristo Rey o por la Alianza Apostólica Anticomunista, copia de la Alianza Anticomunista Argentina o Triple A, que contaron con la complicidad de sectores involucionistas de la policía.

### Discusión y aprobación de la nueva Constitución
Según la Ley para la Reforma Política las Cortes elegidas el 15 de junio de 1977 no tenían expresamente el carácter de constituyentes. Sin embargo, como la ley derogaba de facto una parte sustancial de las Leyes Fundamentales franquistas se hacía necesario elaborar una Constitución que las sustituyera, por lo que las Cortes se comportaron como si fueran constituyentes, aunque sin poner en cuestión la monarquía. El gobierno Suárez pretendió elaborar por su cuenta un proyecto de Constitución que presentaría a las Cortes, pero la firme oposición de socialistas y comunistas le obligó a rectificar y aceptar la creación de una Comisión de Asuntos Constitucionales en el Congreso de Diputados que sería la encargada de elaborar el proyecto de Constitución que luego sería discutido en el pleno de la Cámara, para su posterior debate en el Senado. La Comisión a su vez nombró una ponencia de siete miembros para que presentara un anteproyecto. La formaban tres diputados de UCD —Miguel Herrero y Rodríguez de Miñón, José Pedro Pérez Llorca y Gabriel Cisneros—, uno del PSOE —Gregorio Peces Barba—, uno del PCE-PSUC —Jordi Solé Tura—, uno de Alianza Popular —Manuel Fraga Iribarne— y uno por la minoría catalana —Miquel Roca i Junyent—.
Los socialistas cedieron uno de los dos puestos que les correspondían a Miquel Roca para que el nacionalismo catalán estuviera representado en la ponencia, pero UCD se negó por su parte a ceder al PNV uno de los tres que le pertenecían por lo que no hubo ningún representante del nacionalismo vasco en la misma, aunque el PNV no estaba dispuesto a ceder en su aspiración a que fuera reconocida la «soberanía del pueblo vasco», con la que no estaba de acuerdo ningún otro grupo político.
La ponencia realizó sus trabajos bajo la confidencialidad más estricta, a resguardo de la vista del público —al contrario de lo sucedido con la Constitución de 1931—, lo que facilitó que se produjeran concesiones mutuas entre los diversos partidos para llegar a un texto constitucional que satisficiera a todos. Los ponentes se propusieron lograr un texto de consenso que fuera aceptable para las grandes fuerzas políticas para que cuando estas se alternaran en el gobierno no tuvieran que cambiar la Constitución. Pero cuando el texto de la ponencia se comenzó a debatir en la Comisión Constitucional y UCD y AP impusieron su mayoría por 19 votos contra 17 (los de la izquierda y los nacionalistas), Adolfo Suárez detuvo esta dinámica al comprender que la Constitución «podría "nacer muerta" si solo reflejaba la España de la derecha, solo un lado del espectro político». El resultado fue, como ha señalado Javier Tusell, que «a diferencia de lo sucedido en España en los años treinta, en los años setenta hubo un consenso generalizado sobre la necesidad de un texto constitucional que tuviera el apoyo de la inmensa mayoría de los grupos políticos. A él se llegó tras dieciocho meses y a través de un texto de más de 160 artículos. Pero el final feliz no debe hacer olvidar la dificultad de un proceso del que son testimonio tanto esa duración como la longitud de la Constitución».

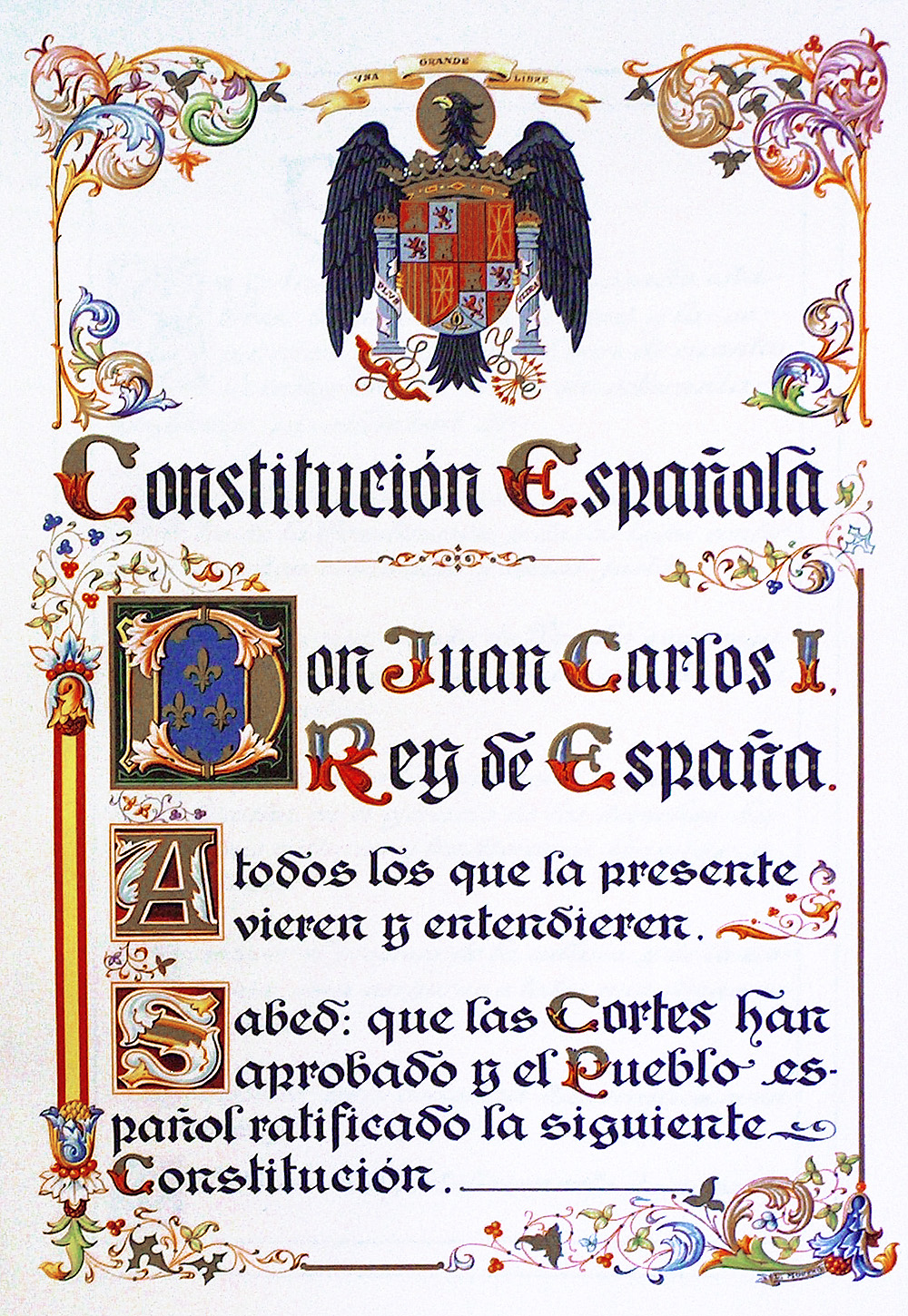
Primera página de la Constitución española de 1978

Mientras UCD cedió ante las demandas de la izquierda de un texto amplio en el que se reconocieran todos los derechos y libertades fundamentales, el PSOE y el PCE renunciaron a la forma republicana de Estado en favor de la monarquía sin que mediara la convocatoria de un plebiscito específico sobre el tema; en palabras de Santos Juliá en el PSOE el «implícito monárquico era viejo, de más de 30 años, pero junto a él siempre mantuvieron la explícita afirmación republicana» y el PCE «no puso obstáculo alguno a una definición que chocaba con su anterior historia» dedicándose en colaboración con Alianza Popular a que los poderes de la Corona fueran prácticamente nulos. El PSOE mantuvo formalmente su enmienda a favor de la República, pero cuando se produjo la votación de la misma se abstuvo, «una rebuscada fórmula que le permitía aceptar la monarquía… sin pronunciarse a favor de la misma», según el historiador David Ruiz.
Por otra parte, los partidos de ámbito estatal admitieron la propuesta del nacionalista catalán, Miquel Roca, de introducir el término «nacionalidades» en la Constitución, aunque fue rechazado por un sector de UCD y por Alianza Popular. Uno de los momentos más críticos, que estuvo a punto de romper el consenso fue la discusión del artículo 27 relacionado con la «cuestión religiosa» —la Conferencia Episcopal consiguió que se mencionara a la Iglesia católica en la Constitución—, pero finalmente se llegaría a una redacción consensuada en la que se reconocía la «libertad de enseñanza» y la «libertad de creación de centros docentes» —y por tanto, el derecho de la Iglesia Católica a mantener sus centros religiosos—, pero se admitía que «los profesores, los padres y, en su caso, los alumnos intervendrán en el control y gestión de todos los centros sostenidos por la Administración con fondos públicos» —es decir, no solo los centros estatales, sino también los centros privados o religiosos subvencionados por el Estado—. La relación con la Iglesia católica sería regulada de manera específica por los Acuerdos entre el Estado español y la Santa Sede de 1979, «que en buena parte resultaron muy favorables a los intereses de la Iglesia Católica».
Otros temas conflictivos, como el derecho de huelga, el aborto, la pena de muerte o la intervención del Estado en la economía, fueron acordados mediante concesiones de uno y otro lado o mediante el recurso a redacciones ambiguas de los artículos, como ocurrió con el aborto —la propuesta socialista de «todas las personas tienen derecho a la vida» fue sustituida por «todos tienen derecho a la vida», lo que contentaba tanto a los antiabortistas de UCD, que en ese «todos» incluían al feto, como a los socialistas proabortistas, que no lo incluían—.

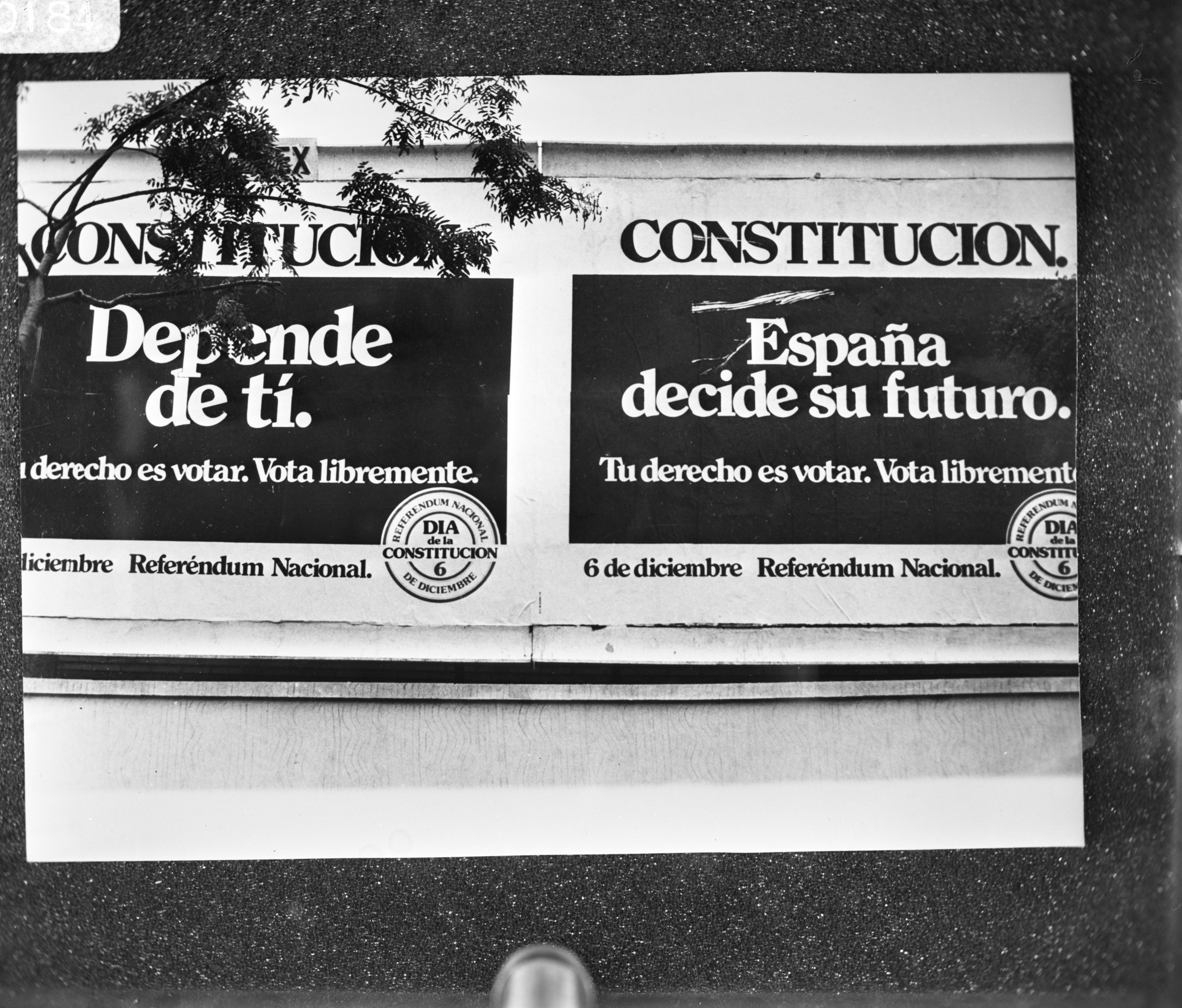
Carteles oficiales del referéndum para la ratificación de la Constitución española

La ponencia acabó sus trabajos en abril de 1978 y la Comisión de Asuntos Constitucionales comenzó a debatir el anteproyecto el 5 de mayo. Pero la verdadera negociación la llevaron al margen de la comisión Fernando Abril Martorell en nombre de UCD y del gobierno y el vicesecretario general del PSOE Alfonso Guerra, que se reunieron en privado para consensuar los temas conflictivos, lo que permitió la rápida aprobación de los artículos del anteproyecto por centristas y socialistas que sumaban treinta diputados de un total de treinta y seis miembros. El consenso se amplió a comunistas y a nacionalistas catalanes que aportaron sus propias propuestas, pero una parte de Alianza Popular y el PNV no se sumaron al mismo. Hubo un intento de última hora de Abril Martorell para que los nacionalistas vascos se sumaran al consenso proponiéndoles añadir una enmienda que aludiera a las libertades históricas, pero el PNV siguió exigiendo el reconocimiento de la soberanía nacional de los vascos, por lo que no se llegó a ningún acuerdo.
Un sector de Alianza Popular rechazó entre otras cosas la incorporación del término «nacionalidades» y el PNV no consideró suficiente como reconocimiento de los «derechos del pueblo vasco» lo que decía la disposición adicional primera: «La Constitución ampara y respeta los derechos históricos de los territorios forales. La actualización general de dicho régimen foral se llevará a cabo, en su caso, en el marco de la Constitución y de los Estatutos de Autonomía».

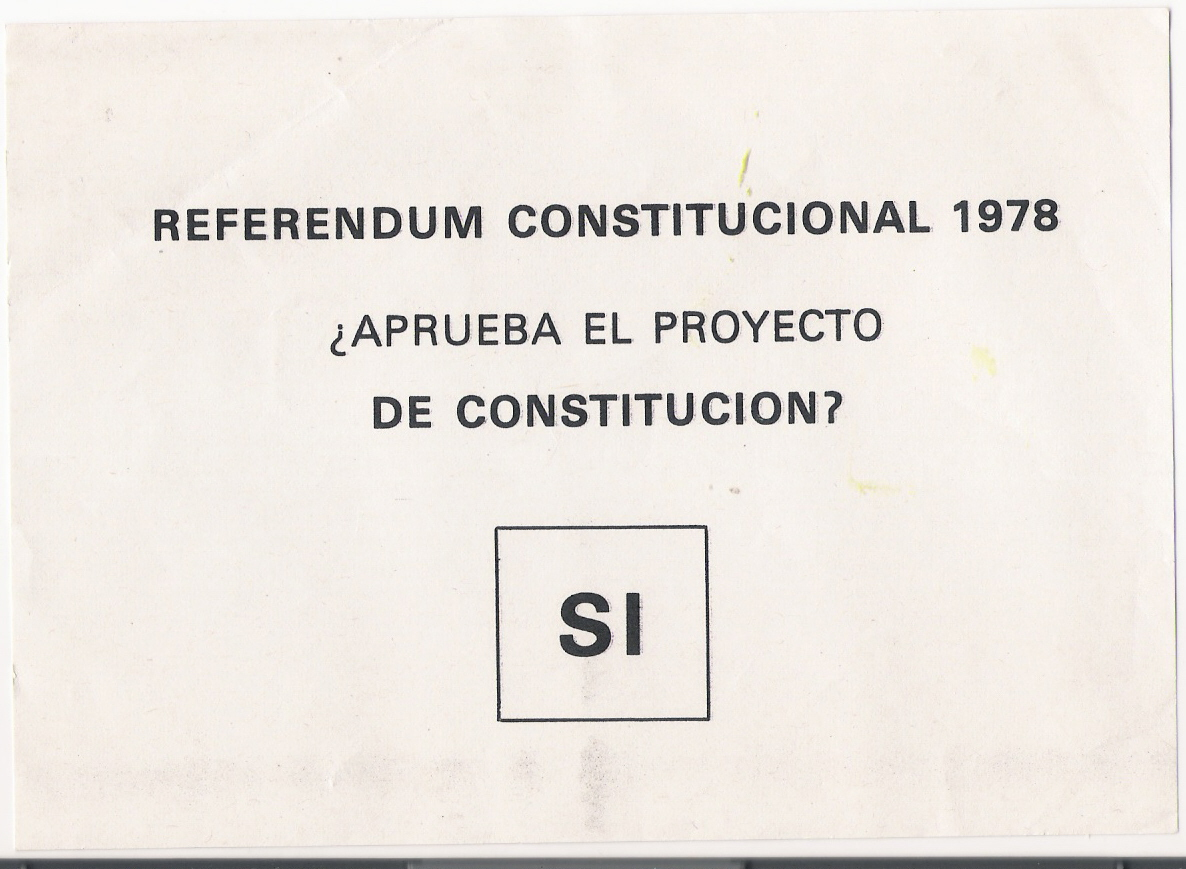
Papaleta a favor del Sí del referéndum para la ratificación de la Constitución española

Finalmente el 31 de octubre de 1978 fue votado en el Congreso y en el Senado el proyecto de Constitución. En el Congreso votaron a favor trescientos veinticinco diputados, seis en contra —cinco diputados de AP y el diputado de Euskadiko Ezkerra— y catorce se abstuvieron —los ocho diputados del PNV, más seis de AP y del grupo mixto—. En el Senado la apoyaron doscientos veintiséis senadores y votaron en contra cinco. La Constitución obtuvo así un enorme respaldo parlamentario.
El 6 de diciembre de 1978 la Constitución fue sometida a referéndum, siendo aprobada por el 88 % de los votantes, y rechazada por el 8 %, con una participación del 67,11 % del censo, diez puntos inferior a la del referéndum sobre la Ley para la Reforma Política, de dos años antes. En el País Vasco la campaña abstencionista promovida por el PNV tuvo éxito, por lo que allí la Constitución fue aprobada solo por el 43,6 % del censo electoral. También fue en el País Vasco donde se registró un mayor porcentaje de votos negativos (el 23,5 %). Una situación diferente a la de Cataluña, donde el nivel de participación fue similar al del resto de España, y los votos afirmativos superaron el 90 %.
«Tres años después de la muerte de Franco, España había dejado atrás el franquismo, al menos desde un punto de vista jurídico-constitucional... Con ello, la fase álgida de la Transición había pasado. [...] Ninguno de los bandos que pactaron estuvo plenamente de acuerdo con el resultado final, por motivos divergentes, y todos tuvieron que realizar concesiones relevantes. Fue, en este sentido, un cambio importante, pero sin ruptura», ha afirmado Xosé Manoel Núñez Seixas. Alfonso Pinilla García coincide en parte: «La Constitución de 1978 puso fin a la dictadura de Franco e inauguró un nuevo régimen democrático... La Transición política, gracias a la voluntad de acuerdo llevada a la práctica por las fuerzas en liza y, también, debido al nefasto recuerdo de una Guerra Civil a la que no se quería volver, supuso una reforma pactada de la dictadura que acabó desembocando en su ruptura, tanto en el fondo como en la forma. Pero esa ruptura no fue radical ni impuesta, sino gradual y negociada entre las fuerzas posibilistas del franquismo (los reformistas) y las fuerzas posibilistas de la oposición (PCE, PSOE, nacionalistas moderados)».

## Tercer gobierno de Suárez, el 23-F y el gobierno de Calvo Sotelo (1979-1982)

### Elecciones generales y municipales de 1979

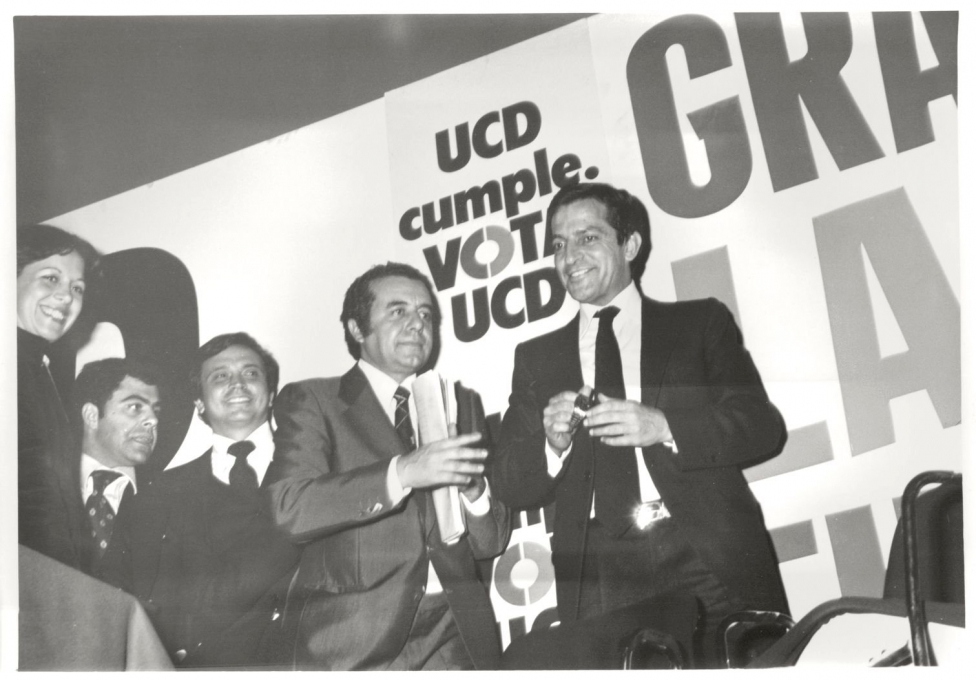
Adolfo Suárez en un acto de la campaña de las elecciones generales de España de 1979 celebrado en Canarias. Al fondo el lema de campaña de su partido: «UCD cumple. VOTA UCD»

Aprobada la Constitución, Adolfo Suárez decidió disolver las Cortes —potestad que según la Constitución correspondía al presidente del Gobierno y no al rey como en la Constitución de 1876— y convocar nuevas elecciones. Las dos fuerzas políticas mayoritarias se habían reforzado durante el año anterior —UCD convirtiéndose en partido político en su primer Congreso celebrado en octubre; el PSOE unificando el socialismo español al absorber al Partido Socialista Popular de Tierno Galván y a otros partidos socialistas de ámbito regional— y aspiraban a ganar. Por eso en la campaña electoral quedó enterrado el consenso y los ataques entre los dos partidos fueron frecuentes —en una intervención en televisión Suárez llegó a decir que lo que estaba en juego era «nada más y nada menos que la propia definición del modelo de sociedad en que aspiramos a vivir»—.
Una novedad de la campaña fue el papel preponderante que jugó la televisión para difundir los mensajes de los partidos en detrimento de los mítines cuyo número descendió drásticamente respecto de las elecciones de 1977, aunque algunos historiadores lo atribuyen al «desencanto».
El resultado de las elecciones no satisfizo a ninguno de los dos grandes partidos, ya que las cosas quedaron como estaban en 1977. UCD volvió a ganar —obtuvo el 34,3 % de los votos—, pero sin alcanzar la mayoría absoluta como pretendía —consiguió 168 diputados—, y el PSOE no mejoró sensiblemente sus resultados y siguió en la oposición —se quedó en el 30 % de los votos y obtuvo solo tres diputados más, pasando de 118 a 121, a pesar de que había absorbido al PSP de Tierno Galván—. Lo mismo sucedió con AP —que se presentó bajo el nombre de Coalición Democrática y eliminó de sus candidaturas a los exministros franquistas, excluido Fraga— y el PCE, que tampoco ganaron posiciones —el PCE obtuvo el 10,6 % de los votos y 23 escaños, mientras que AP bajaba al 5,6 % y perdía 7 diputados, pasando de 16 a 9, un resultado que estuvo a punto de provocar que Fraga abandonara la política—. Además, aumentó la abstención respecto a las de 1977 –pasó del 21 al 32 por ciento— atribuyéndose a lo que entonces se empezó a llamar el «desencanto» de los españoles con la clase política al no resolver los dos grandes problemas que más les preocupaban: la crisis económica y el terrorismo.

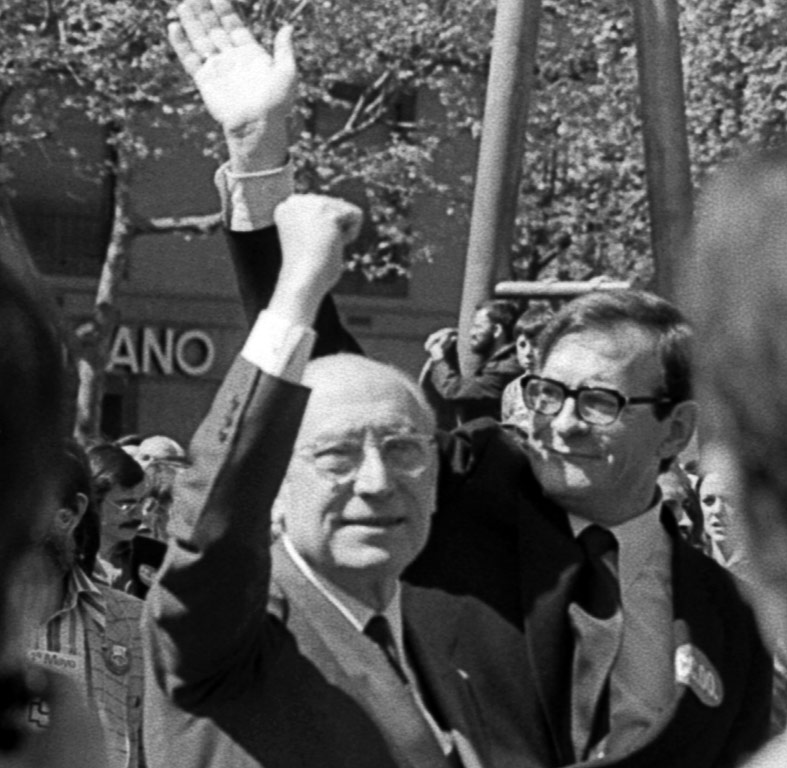
Enrique Tierno Galván en la manifestación del 1 de mayo poco después de haber ganado las elecciones a la alcaldía de Madrid. A su izquierda el comunista Ramón Tamames, que sería el primer teniente de alcalde, en virtud del pacto suscrito por el PCE y el PSOE

Se confirmaba el «bipartidismo imperfecto» —UCD y PSOE habían obtenido dos tercios de los votos y más del 80 % de los escaños—, pero los resultados ofrecieron algunas novedades respecto a 1977: los nacionalistas vascos radicales obtuvieron representación parlamentaria —Herri Batasuna, al que se consideraba "brazo político" de ETA-Militar, y Euskadiko Ezkerra, vinculada a ETA político-militar—; el Partido Socialista de Andalucía consiguió cinco diputados y otros partidos "regionales" como Unión del Pueblo Canario, Unión del Pueblo Navarro y Partido Aragonés Regionalista, uno cada uno; Esquerra Republicana de Cataluña, que pudo presentarse con sus propias siglas, también consiguió representación; y la candidatura de extrema derecha Unión Nacional encabezada por Blas Piñar obtuvo un escaño por Madrid.
Un mes después de las generales tuvieron lugar las primeras elecciones municipales desde la II República, que se saldaron esta vez con la victoria de la izquierda, que ocupó las alcaldías de la mayoría de las grandes ciudades gracias a los pactos postelectorales que suscribieron el PSOE y el PCE —aunque UCD, con el 30,6  de los votos, consiguió 28 960 concejales frente a los 15 810 de la suma de PSOE y PCE, y se hizo con veinte alcaldías de capitales de provincia—. En virtud de los pactos PSOE-PCE los socialistas Enrique Tierno Galván y Narcís Serra ocuparon las alcaldías de Madrid y de Barcelona, respectivamente, y el comunista Julio Anguita se convertía en el primer alcalde comunista de una gran ciudad española de toda su historia, Córdoba. «En conjunto, casi un 70 % de los españoles vivían ahora en municipios gobernados por la izquierda», ha señalado Núñez Seixas. A partir de entonces, según David Ruiz, «la vida municipal cobraría enorme vigor», a pesar de los escasos medios económicos y personales con que contaban los ayuntamientos, «permitiendo el saneamiento y adecentamiento de los espacios urbanos, racionalizando la circulación en ellos y propiciando la recuperación de tradiciones y fiestas populares».
Tras la celebración de las elecciones municipales se formó el nuevo gobierno de Adolfo Suárez. La novedad más importante que presentó fue que no continuaban algunos de los políticos que, como Rodolfo Martín Villa o Pío Cabanillas, habían pertenecido a UCD desde su fundación. El problema más importante que tendría que abordar sería la crisis económica, desencadenada por la segunda crisis del petróleo (en 1980 el paro se situó en el 12 %, mientras que la inflación seguía sin estar controlada, alcanzando el 16,55 %). El otro gran problema era el terrorismo de ETA que «no hace más que golpear al Ejército, a la Policía y a la Guardia Civil» lo que provoca que «el malestar en las salas de bandera [sea] imparable».

### Crisis del PSOE y fortalecimiento del liderazgo de Felipe González

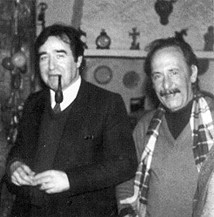
Luis Gómez Llorente y Pablo Castellano, dirigentes socialistas que encabezaron la oposición a la eliminación del marxismo en el XXVIII Congreso del PSOE

No conseguir la victoria en las elecciones generales supuso una profunda decepción en el seno del PSOE y abrió el debate interno sobre cómo conseguirla. El sector más a la izquierda del partido abogaba por abandonar la contemporización con la derecha, mientras que la dirección defendía que la asunción de una política radical alejaría al partido de la posibilidad de alcanzar el poder. Para ello se debía eliminar la definición del PSOE como un partido «marxista». La confrontación de las dos posturas se produjo en el XXVIII Congreso del PSOE que se celebró en mayo de 1979, solo un mes después de haberse celebrado las elecciones municipales, y que abrió una grave crisis.
En el Congreso la mayoría de los delegados se opuso a la propuesta de la dirección de eliminar el marxismo de la definición del partido —un partido «de clase, de masas, marxista y democrático» se había acordado en el Congreso de Suresnes—, como ya habían hecho la mayoría de los partidos socialistas europeos durante las dos décadas anteriores, con el argumento de que la renuncia al marxismo era un requisito imprescindible para poder ganar las elecciones. En cuanto se conoció el resultado de la votación el secretario general Felipe González y el resto del comité ejecutivo presentaron la dimisión. Sin embargo, los socialistas que habían defendido el mantenimiento del marxismo, encabezados por Luis Gómez Llorente, Francisco Bustelo y Pablo Castellano no presentaron una candidatura alternativa a la dirección del partido, por lo que se tuvo que nombrar una comisión gestora hasta la celebración de un Congreso Extraordinario pasado el verano. Como ha señalado Javier Tusell, la «indigencia estratégica de la izquierda del partido» —al no haber previsto la dimisión de González— tuvo como consecuencia la exaltación del secretario general dimitido, provocando «entre los militantes una especie de sentimiento de orfandad».

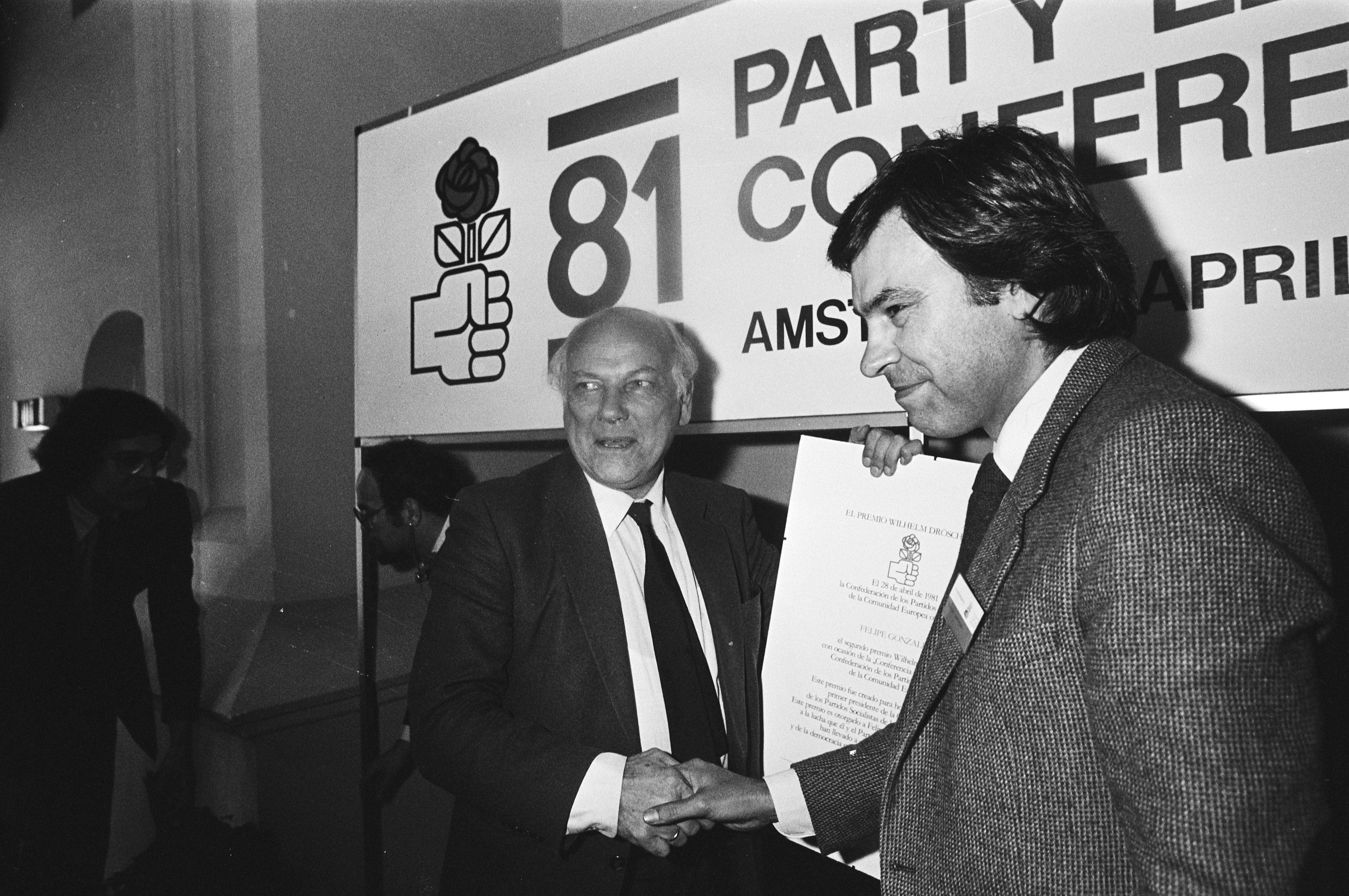
Felipe González saluda al líder socialdemócrata holandés Joop den Uyl durante la conferencia de partidos socialistas y socialdemócratas europeos celebrada en Ámsterdam en abril de 1981. Tras el Congreso Extraordinario el liderazgo de González salió fortalecido y fue reconocido internacionalmente

En el Congreso Extraordinario celebrado en septiembre de 1979 Felipe González fue aclamado por los delegados y el marxismo fue eliminado de la definición del partido —a partir de entonces se definió como «de clase, de masas, democrático y federal» que «asume el marxismo como un instrumento teórico, crítico y no dogmático, para el análisis de la realidad social, recogiendo las distintas aportaciones, marxistas y no marxistas, que han contribuido a hacer del socialismo la gran alternativa emancipadora de nuestro tiempo y respetando plenamente las creencias personales»—. Según David Ruiz, el cambio que se produjo entre un Congreso y otro se debió a la modificación que se introdujo en los estatutos del partido en el sentido de primar las delegaciones provinciales sobre las locales, lo que permitió un mayor control de la elección de los delegados por parte del aparato del partido dirigido por el «número dos» del PSOE Alfonso Guerra —de hecho el número de delegados pasó de unos mil a algo más de cuatrocientos—. El resultado fue el reforzamiento del liderazgo de Felipe González y la culminación de la «refundación» del PSOE iniciada cinco años antes en el Congreso de Suresnes y propiciada por los grandes partidos socialistas y socialdemócratas europeos. Solventada la crisis, el PSOE endureció su campaña de oposición al gobierno de UCD y en especial a su presidente. Felipe González llegó a elogiar a Manuel Fraga, a quien «le cabía el Estado en la cabeza», para zaherir a Suárez.
El cambio ideológico del PSOE también se debió a que a diferencia de los años treinta, la mayoría de sus afiliados ya no eran obreros industriales y ahora contaba con apoyos importantes entre las clases medias.

### La «cuestión autonómica»

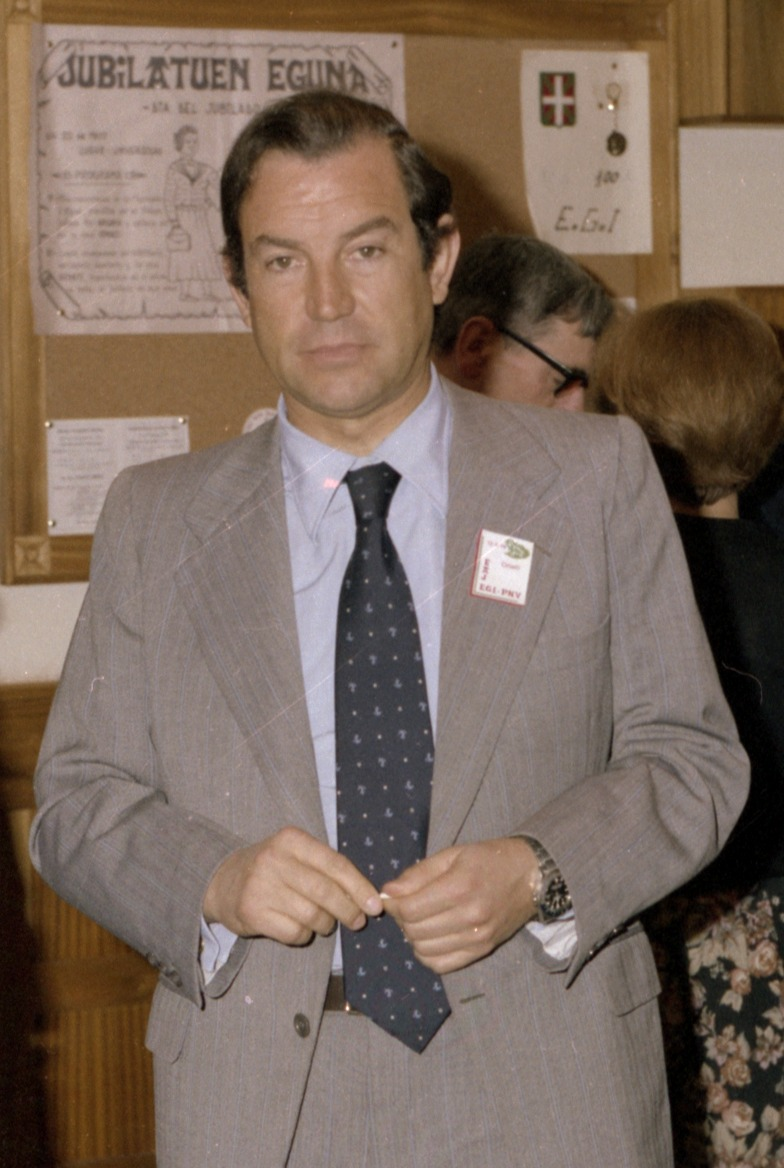
El peneuvista Carlos Garaikoetxea, presidente del Consejo General Vasco, que negoció con Suárez el Estatuto de Guernica

Como en 1977, Suárez optó por formar un gobierno en minoría que recurriría a acuerdos puntuales con las diferentes fuerzas políticas, especialmente los andalucistas y el resto de regionalistas, para sacar adelante sus proyectos de ley; Suárez rehuyó el debate de investidura, «lo que suponía un testimonio de sus temores a la actuación ante el Congreso». La cuestión más urgente que tuvo que abordar fue la «autonómica», pues tanto catalanes como vascos reclamaban la tramitación inmediata de sus respectivos proyectos de estatuto, el de Sau y el de Guernica.

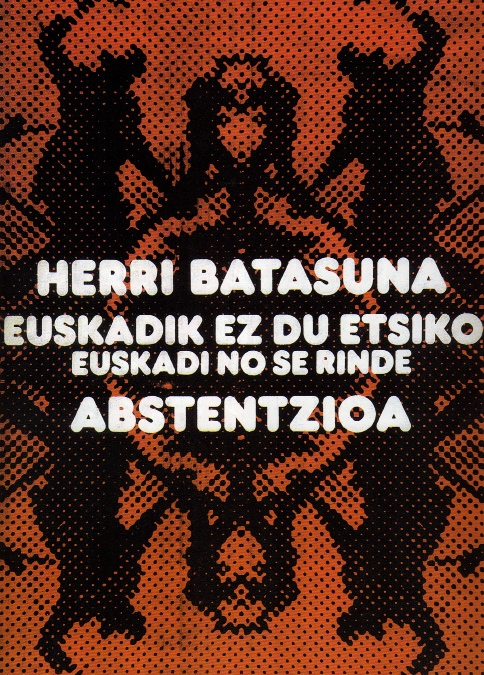
Cartel de Herri Batasuna pidiendo la abstención en el referéndum sobre el Estatuto de Guernica celebrado el 25 de octubre de 1979

En el verano de 1979 Suárez negoció con el nuevo presidente del Consejo General Vasco, el nacionalista vasco Carlos Garaikoetxea, el Estatuto del País Vasco, alcanzando un acuerdo, lo que constituyó un enorme éxito, ya que se entendió que era la vía por la que el PNV se incorporaba a la Constitución. En el texto final se reconoció un amplio nivel de autogobierno, con la creación de una policía propia, por ejemplo, y se restablecieron los conciertos económicos. El 25 de octubre fue sometido a referéndum en el que participó el 59,7 % del censo, resultando aprobado por una amplísima mayoría.
También culminó con éxito la negociación del Estatuto de Autonomía de Cataluña, que obtuvo un nivel similar de autogobierno —aunque allí no se aplicaría el régimen de conciertos— y unas instituciones propias similares. Fue sometido a referéndum el mismo día que el del País Vasco, resultando aprobado con el 88,1 % de votos afirmativos y con una participación electoral similar a la del referéndum vasco.
Poco después se celebrarían las primeras elecciones a los parlamentos respectivos, que dieron la victoria a los nacionalistas del PNV en el País Vasco —con Carlos Garaikoetxea como nuevo lendakari— y a los nacionalistas de Convergència en Cataluña —con Jordi Pujol como nuevo Presidente de la Generalidad—. Una encuesta realizada por esas fechas arrojaba el resultado de que un 21 % de los vascos y un 11 % de los catalanes apoyaba la independencia, mientras que un 41 % de los primeros y un 55 % de los segundos preferían la autonomía.
La aprobación de los Estatutos vasco y catalán —y la discusión del gallego— disparó las expectativas autonómicas de muchas regiones para acceder a la autonomía por la «vía rápida» del artículo 151 de la Constitución y alcanzar así el mayor nivel de competencias posible desde el primer momento y tener un Parlamento y un tribunal de Justicia propios —lo que por la «vía lenta» del artículo 143 solo se conseguiría después de cinco años de autonomía—. Hay que tener en cuenta que desde el inicio de la Transición se había producido un rápido crecimiento de la conciencia regional, e incluso «nacional», en territorios «donde apenas habían tenido presencia reivindicaciones de esa índole con anterioridad a la guerra civil», y para satisfacer estas aspiraciones el gobierno había creado a lo largo de 1978 «entes preautonómicos» en todos ellos.
Ante la perspectiva de que se desencadenara un «carrusel» de referéndums autonómicos el gobierno decidió «racionalizar» el proceso. El problema se planteó en Andalucía donde ya se habían dado los primeros pasos que establecía el artículo 151 —las ocho diputaciones y tres cuartas partes de los municipios habían solicitado el Estatuto— por lo que el gobierno se vio obligado a convocar el referéndum autonómico recomendando al mismo tiempo la abstención de los votantes, lo que motivó la dimisión del ministro de Cultura, el andaluz Manuel Clavero Arévalo. El PSOE y los andalucistas del PSA, en cambio, hicieron campaña a favor del Sí. El referéndum se celebró el 28 de febrero de 1980 y el resultado fue que la iniciativa autonómica fue aprobada por la mayoría absoluta de los electores censados en las ocho provincias andaluzas, excepto en la de Almería, lo que supuso un desastre para el gobierno y para UCD. El beneficiario fue el PSOE que a partir de entonces se convirtió en la fuerza política hegemónica en Andalucía. Obtendría una aplastante mayoría absoluta en las primeras elecciones autonómicas andaluzas celebradas en 1982.

### Descomposición de UCD y dimisión de Suárez
El revés que sufrió UCD en Andalucía se sumó a la derrota en las elecciones municipales y en las autonómicas de Cataluña y el País Vasco. A ello se añadió el agravamiento de la situación económica a consecuencia de la «segunda crisis del petróleo» de 1979 —se superó el millón de parados—, el recrudecimiento de las acciones terroristas de ETA que en 1979 y 1980 marcaron el punto álgido de su actividad —174 muertos en atentados perpetrados por ETA en esos dos años, buena parte de ellos militares—, el creciente «desencanto» ciudadano, etc.

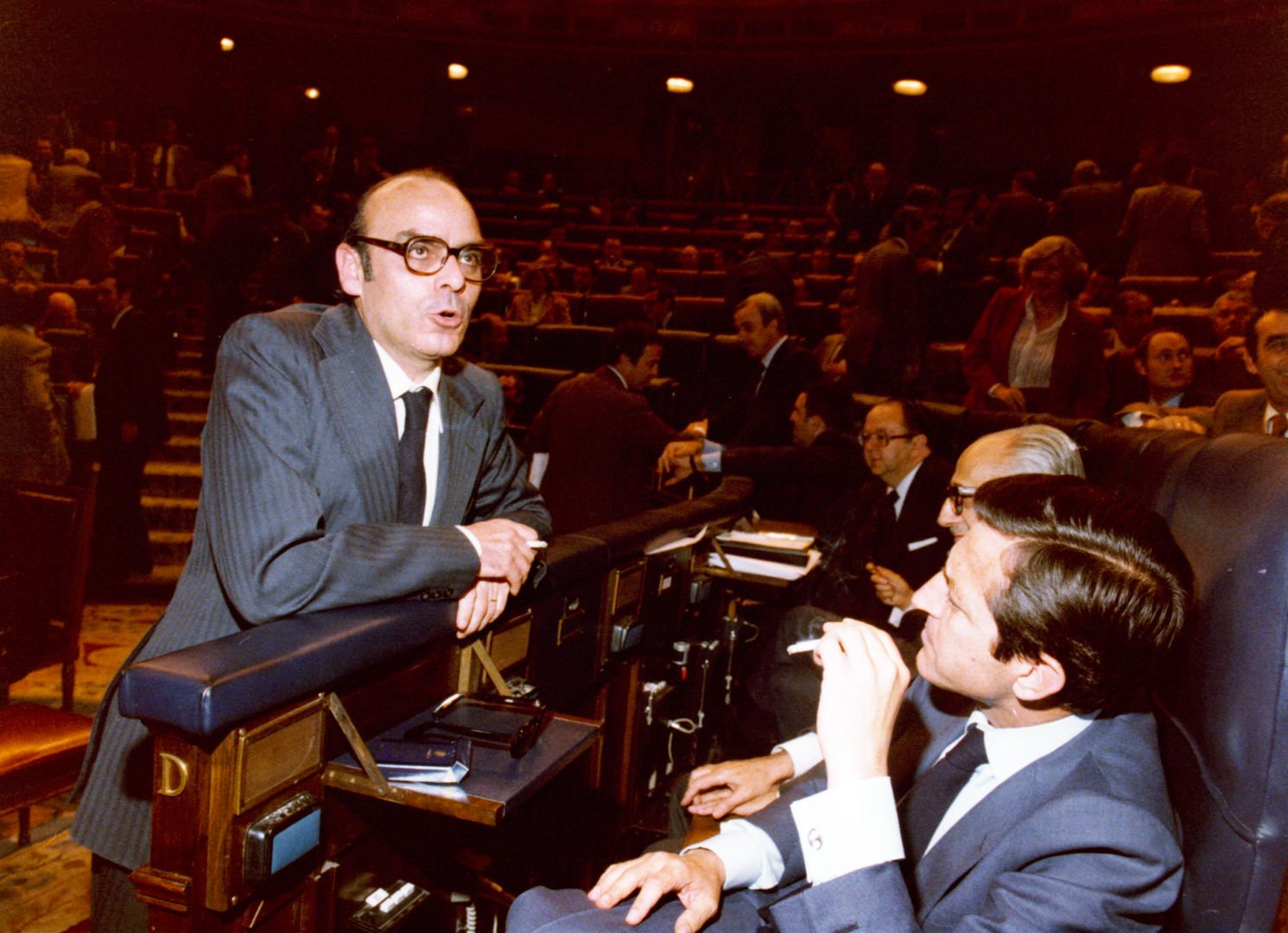
Adolfo Suárez conversa en el Congreso de los Diputados, con el vicepresidente 2.º de Asuntos Económicos, Fernando Abril Martorell

Todo esto acabó acentuando las diferencias políticas entre los grupos que integraban UCD sobre diversos temas, como la política exterior —Suárez pareció que pretendía integrar a España en el bloque de los países no alineados y no en la OTAN—, la educativa —sobre la financiación de los colegios privados religiosos—, el divorcio —a cuya legalización se oponía el sector democristiano al igual que la Iglesia Católica—, la autonomía universitaria, la televisión privada, etc. Estas discrepancias provocaron la apertura de una crisis de gobierno a mediados de abril de 1980 que se saldó con la formación de uno nuevo cuyo «hombre fuerte» era el amigo del presidente, Fernando Abril Martorell. Como ha señalado Xosé Manoel Núñez Seixas, «en cuanto el aura del presidente [Suárez] empezó a evaporarse, como consecuencia del desgaste sufrido por su gestión y su incapacidad para concebir un proyecto político a largo plazo, afloraron con fuerza las disidencias internas... La UCD se convirtió en una jaula de grillos», en la que «el ala democristiana, que acusaba a su presidente de gobernar para la izquierda con los votos de la derecha, adquirió ahora un mayor eso y protagonismo, frente al debilitamiento de los sectores socialdemócratas y liberales».
Cuando a principios de mayo el nuevo gobierno iba a ser presentado en las Cortes, el PSOE, superada ya su crisis interna, presentó una moción de censura en la que Felipe González se ofrecía como alternativa de gobierno con un programa de consolidación de la democracia y de reformas sociales. Aunque no consiguió que la moción de censura saliera adelante —lo que era previsible dada la correlación de fuerzas que existía en el Congreso de Diputados—, Felipe González salió muy fortalecido y pasó a ser el líder político mejor valorado en todas las encuestas de opinión, desbancando por primera vez a Adolfo Suárez que ocupaba ese puesto desde 1976. El debate de la moción de censura celebrado el 30 de mayo —en el que Suárez delegó la defensa del Gobierno en Abril Martorell, lo que deterioró notablemente su imagen— fue retransmitido por televisión a todo el país y el PSOE se confirmó desde entonces como una verdadera alternativa de gobierno. Las encuestas colocaron ya al PSOE por delante de UCD en intención de voto.

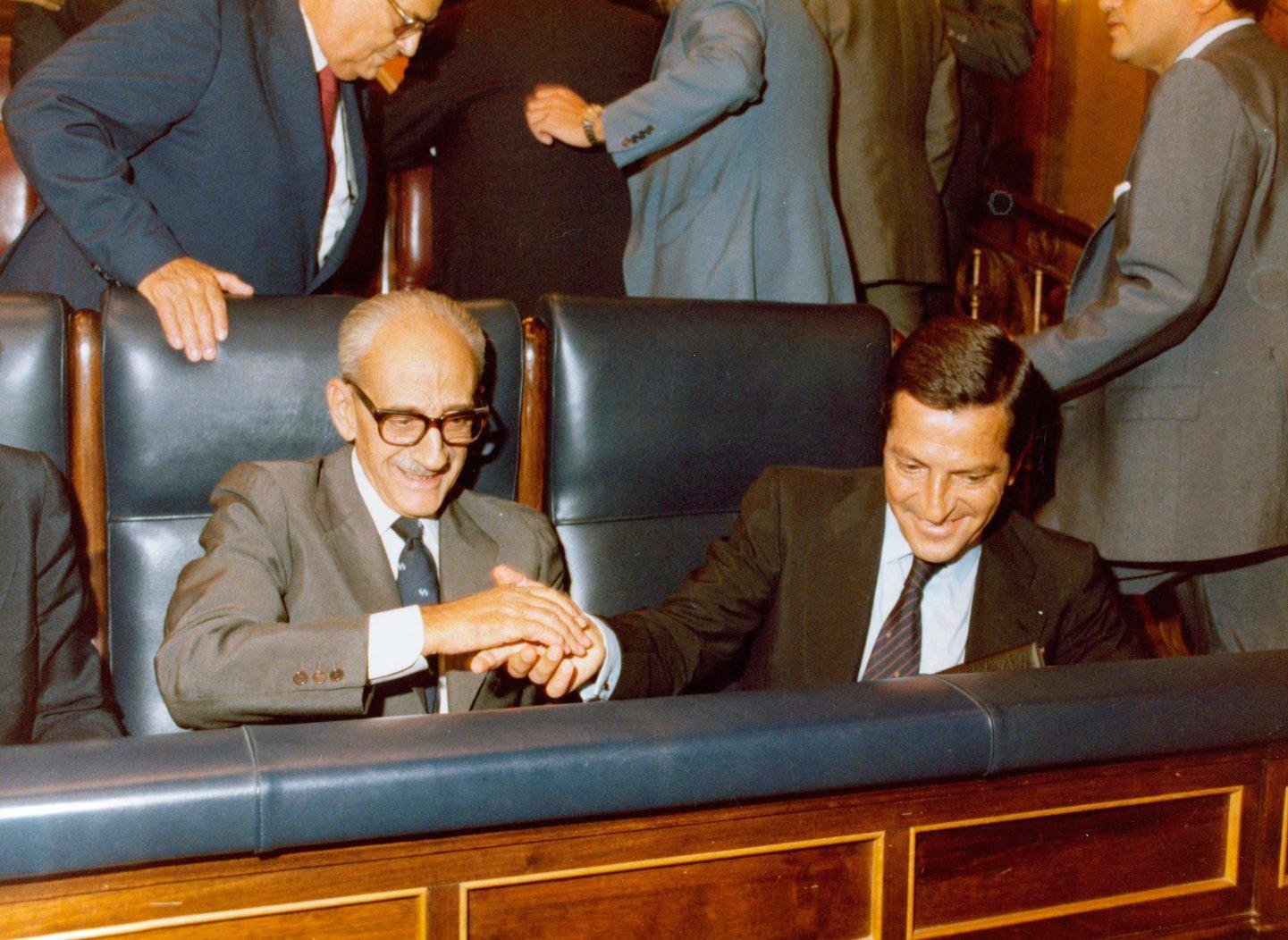
Adolfo Suárez junto al general Manuel Gutiérrez Mellado, vicepresidente 1.º del Gobierno para Asuntos de Defensa, en el Congreso de los Diputados tras haber superado la moción de confianza en septiembre de 1980

Suárez salió muy debilitado de la moción de censura socialista —«la opinión pública interesada pudo contemplar en directo el calamitoso estado político en que se encontraba el presidente Suárez, mientras Felipe González alcanzaba momentos estelares en sus intervenciones», afirma David Ruiz— lo que fue aprovechado por los «barones» de su propio partido para imponerle la participación en el gobierno. Así es como se formó en septiembre de 1980 el tercer gobierno de Suárez desde las elecciones de 1979 y del que salió el anterior «hombre fuerte» Fernando Abril Martorell. Sin embargo, el sector democristiano no quedó satisfecho e inició «una rebelión en toda regla», según Santos Juliá, como se pudo comprobar durante la elección del nuevo portavoz del grupo parlamentario en el Congreso de Diputados en el que lograron que su candidato Miguel Herrero y Rodríguez de Miñón se impusiera al del gobierno, por 103 votos contra 45. Poco antes se había hecho público el «Manifiesto de los 200», firmado por liberales y democristianos de UCD, en el que se criticaba la «desnaturalización izquierdista del partido» y acusan a Suárez de ejercer un «caudillaje arbitrario».

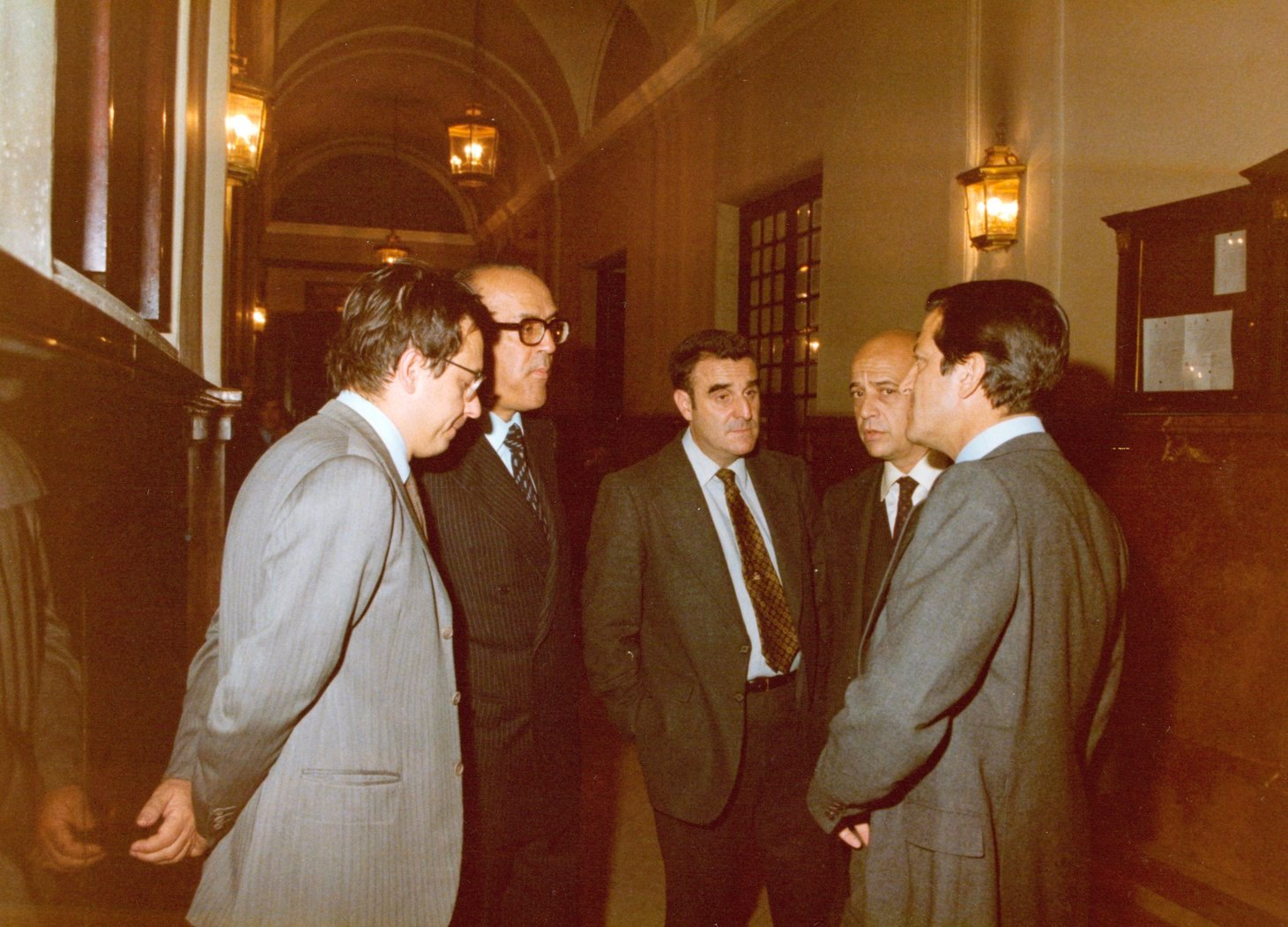
Suárez conversa en los pasillos del Congreso (de izquierda a derecha) con el diputado Miguel Herrero y Rodríguez de Miñón, y los ministros Leopoldo Calvo Sotelo, Agustín Rodríguez Sahagún y Francisco Fernández Ordóñez (octubre 1980)

La elección de Herrero de Miñón puso en evidencia la debilidad de Suárez dentro de su propio partido, lo que coincidió con un deterioro de la situación económica, un brutal incremento de los atentados terroristas de ETA —en solo dos semanas de octubre fueron asesinados tres policías, tres guardias civiles, un militar, dos civiles y un miembro de la ejecutiva de UCD en Guipúzcoa—, y los rumores sobre una posible intentona del Ejército, que era alentada desde ciertos periódicos —como el colectivo «Almendros» que escribía en el ultraderechista El Alcázar— y que ponían como ejemplo el golpe de Estado militar que acababa de triunfar en Turquía. Como ha señalado Alfonso Pinilla García, «el Ejército que inaugura la democracia, no lo olvidemos, sigue siendo el Ejército de Franco, el mismo de la dictadura, por mucho que el Gobierno de Suárez se empeñara en ir renovando mandos y democratizando su cúpula. [...] Por otra parte, los reformistas jugaban la baza de que las Fuerzas Armadas consideraban al rey Juan Carlos como su comandante en jefe, al que seguían con la lealtad que Franco les pidió que guardaran tras su muerte».
Los socialistas propusieron entonces la formación de un gobierno de concentración presidido por una personalidad independiente —dos miembros de la dirección del PSOE mantuvieron una entrevista el 22 de octubre de 1980 con el general Alfonso Armada en la que se habló de la formación de un gobierno de coalición presidido por un independiente o un militar— y el denominado «sector crítico» de UCD presentó un documento a debatir en el próximo II Congreso del partido en el que exigían mayor democracia interna, lo que equivalía a cuestionar el liderazgo de Suárez. Lo que pretendía en última instancia este «sector crítico» era que UCD abandonara sus veleidades «izquierdistas» y formara un gobierno de coalición con la Alianza Popular de Manuel Fraga.

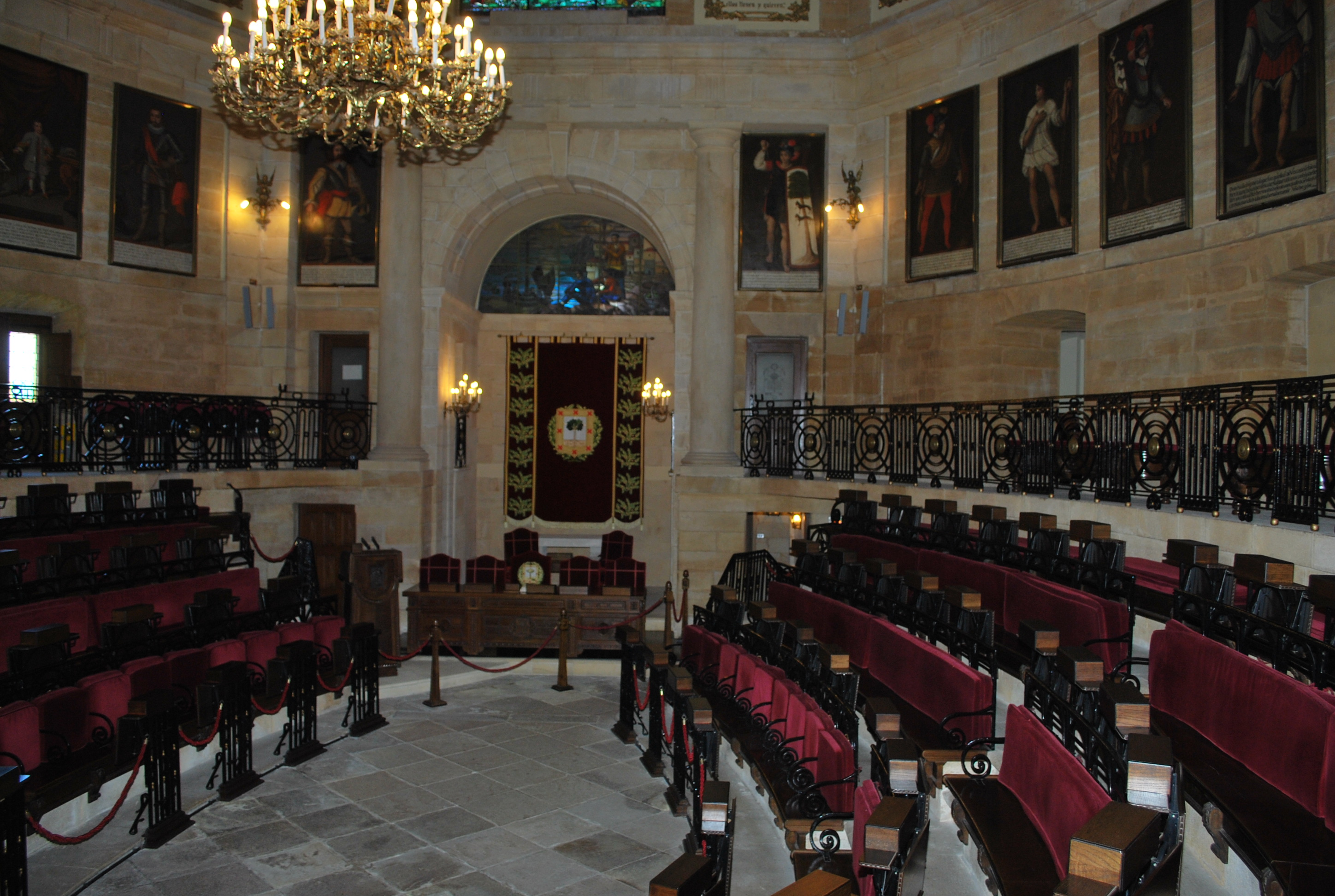
Salón de plenos de la Casa de Juntas de Guernica donde los representantes de Herri Batasuna mostraron su rechazo a los reyes de España en el acto que había organizado el gobierno vasco con motivo de su visita al País Vasco

El 29 de enero de 1981, el mismo día en que estaba previsto que comenzara el II Congreso de UCD en Mallorca, pero que había sido suspendido a causa de una huelga de controladores aéreos, Adolfo Suárez hizo pública por televisión su decisión de dimitir de la presidencia del gobierno y del partido. La justificó con la enigmática frase: «No quiero que el sistema democrático de convivencia sea, una vez más, un paréntesis en la vida de España». Dos días después Suárez reunió a los «barones» de UCD que acordaron proponer a Leopoldo Calvo Sotelo, vicepresidente del gobierno y número dos del partido, como candidato a la presidencia del gobierno.
La crisis política que vivía el país se agudizó cuando se conoció que ETA había asesinado a José María Ryan, ingeniero industrial de la central nuclear de Lemóniz que había sido secuestrado unos días antes, y que coincidió con la muerte por torturas en el Hospital Penitenciario de Carabanchel del presunto etarra José Ignacio Arregui. También alimentó la tensión las muestras de rechazo que recibieron los reyes por parte de los representantes de Herri Batasuna cuando visitaron la Casa de Juntas de Guernica junto al lendakari Carlos Garaikoetxea.
El 22 de febrero, Calvo Sotelo sometió su programa de gobierno a la aprobación del Congreso de Diputados, pero no alcanzó la mayoría absoluta, por lo que habría que repetir la votación al día siguiente, y entonces bastaría con la mayoría simple para obtener la investidura de la Cámara. Suárez hasta ese momento seguiría siendo presidente del gobierno en funciones.

### El fracasado golpe de Estado del 23 de febrero de 1981

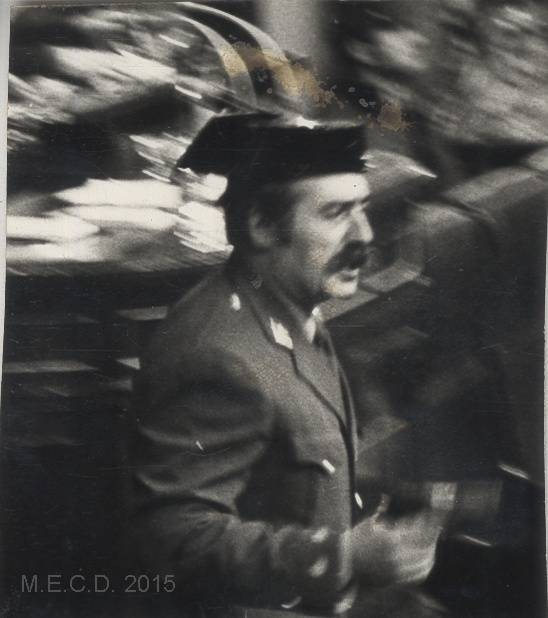
Momento en que el teniente coronel Antonio Tejero irrumpe en el hemiciclo del Congreso de los Diputados al frente de un centenar de guardias civiles y ordena pistola en mano: «¡Al suelo todo el mundo!»

El 23 de febrero de 1981, un grupo de guardias civiles armados encabezados por el teniente coronel Antonio Tejero irrumpieron en el hemiciclo del Congreso de Diputados presidido por Landelino Lavilla cuando se estaba produciendo la segunda votación de la investidura de Calvo Sotelo como nuevo presidente del Gobierno. Tejero era un militar conocido por haber participado años antes en una conspiración involucionista llamada Operación Galaxia que pretendía tomar al asalto el Palacio de la Moncloa y por la que solo fue sancionado con un arresto de siete meses. Después de disparar al aire, de ordenar «¡al suelo todo el mundo!» y de intentar derribar al teniente general Manuel Gutiérrez Mellado que se enfrentó a él, Tejero comunicó a los diputados que quedaban todos retenidos a la espera de la llegada de la «autoridad competente, militar por supuesto», como manifestó uno de los guardias civiles que estaban a sus órdenes.

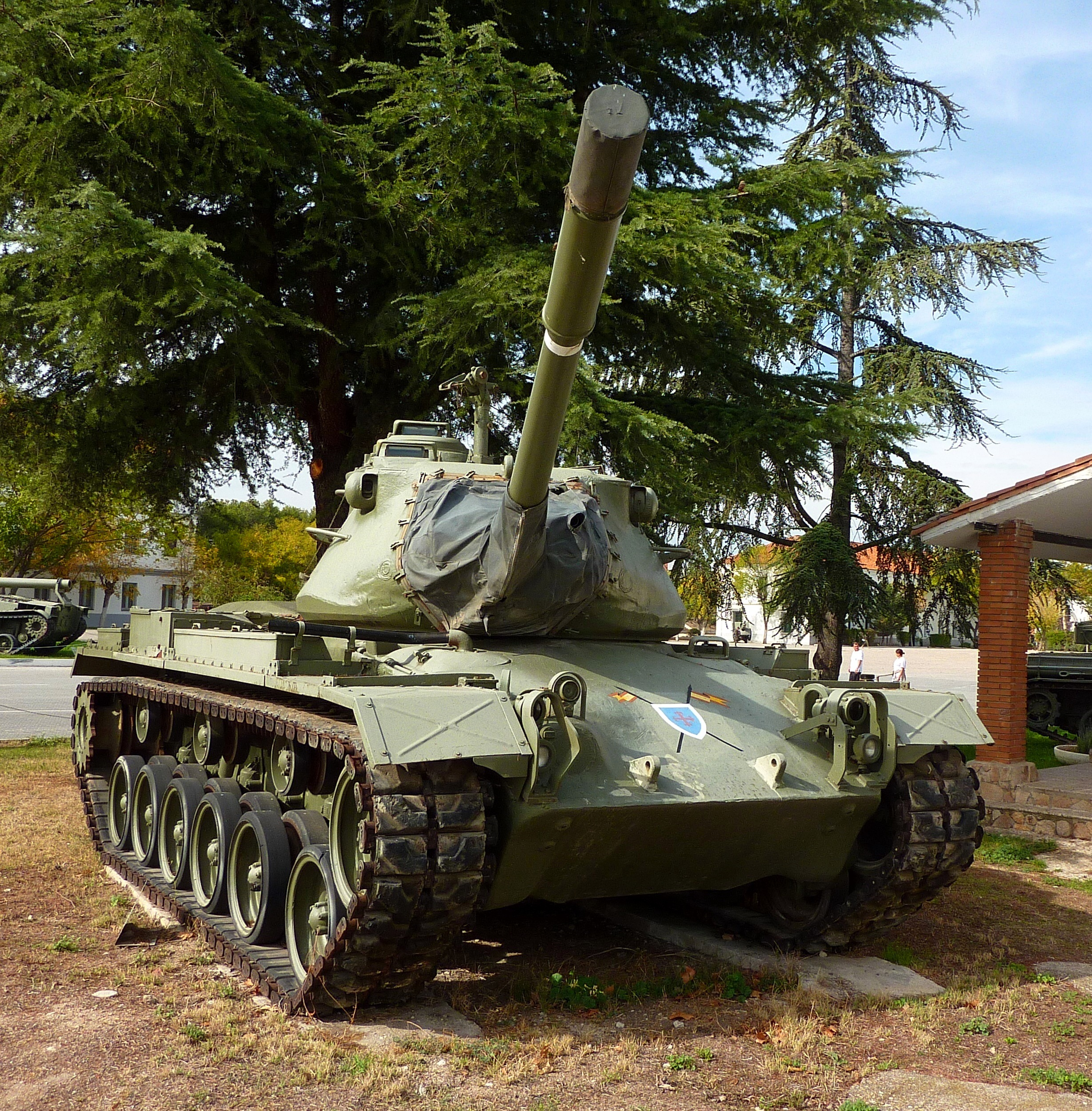
Tanque M-47E1 del Ejército de Tierra que fue el modelo utilizado por la División de Infantería Motorizada Maestrazgo n.º 3 para ocupar Valencia por orden del teniente general Milans del Bosch

De forma simultánea, el capitán general de la III Región Militar, Jaime Milans del Bosch, declaró el «estado de guerra» en su demarcación al grito de «¡Viva el Rey y viva siempre España!», estableció el toque de queda y ordenó que carros de combate ocuparan la ciudad de Valencia, sede la capitanía general. Milans también se puso en contacto con el resto de capitanes generales para que secundaran su iniciativa alegando que estaba a la espera de las órdenes del rey. Se iniciaba así un golpe de Estado que llevaba meses preparándose y en el que confluyeron dos iniciativas diferentes. Una encabezada por el general Alfonso Armada, que pretendía formar un gobierno de concentración presidido por él (un «golpe de Estado blando»), y otra encabezada por Milans del Bosch, y cuyo brazo ejecutor era el teniente coronel Tejero, que pretendía el establecimiento de una junta militar que asumiera el poder (un «golpe de Estado duro»).
Cuando el rey tuvo noticias de lo que estaba ocurriendo, ordenó a todos los capitanes generales que permanecieran en sus puestos y que no sacaran las tropas a la calle, y a Milans del Bosch que mandara volver a sus cuarteles a los tanques y a los soldados que ocupaban Valencia. Asimismo respaldó la formación de un gobierno de emergencia integrado por los subsecretarios de los diferentes ministerios y presidido por el secretario de Estado para la Seguridad. Fue crucial que el capitán general de Madrid Quintana Lacazzi se negara a sumarse a la sublevación, lo que impidió que los conjurados pudieran hacerse con el control de la estratégica División Acorazada Brunete que tenía sus cuarteles muy cerca de Madrid, y que el general Gabeiras, jefe del Estado Mayor del Ejército, tampoco lo hiciera. Uno de sus colaboradores consiguió que las unidades militares que habían ocupado las instalaciones de TVE las abandonaran.
Mientras tanto, el general Armada pretendió que el rey le autorizara a presentarse en su nombre en el Congreso de Diputados, pero Juan Carlos I se negó. A pesar de ello, Armada acudió al Congreso, con la autorización del rey, pero a «título personal», donde se entrevistó con Tejero, al que le explicó su plan para formar un gobierno de concentración presidido por él y le pidió que le dejara dirigirse a los diputados. Tejero se negó en redondo porque él quería un gobierno puramente militar.
A la una de la madrugada, el rey, vestido de capitán general como jefe supremo de las Fuerzas Armadas, se dirigió al país condenando el golpe militar y defendiendo el sistema democrático. Fue «el momento decisivo para la derrota del golpe». Dos horas más tarde Milans del Bosch ordenaba la retirada de sus tropas y a la mañana del día siguiente Tejero se rendía, siendo liberados el gobierno y los diputados. El golpe del «23-F» había fracasado.
El 27 de febrero se convocaron manifestaciones de apoyo a la Constitución y en defensa de la democracia que fueron las más multitudinarias de las celebradas hasta entonces, alentadas por el hecho de que todos los ciudadanos habían podido contemplar por televisión lo que había sucedido en el hemiciclo del Congreso de los Diputados, ya que los golpistas creyeron que las cámaras estaban apagadas cuando en realidad seguían grabando. Un millón de personas asistieron a la de Madrid; medio millón a la de Barcelona. Hasta ETA pareció llevarse por el «clima emocional que siguió al golpe» y al día siguiente de las manifestaciones multitudinarias declaró un «alto el fuego incondicional» y liberó a tres cónsules que tenía secuestrados desde hacía nueve días.
Según David Ruiz el 23-F fue «un episodio anacrónico», pero fue también un «acontecimiento capital de la Transición». «El desencanto político que había hecho acto de presencia tras el consenso constitucional… pareció disiparse repentinamente». y, como ha señalado Xosé Manoel Núñez Seixas, «el golpe de Estado tuvo sin duda el efecto, no previsto por sus promotores, de reforzar el sistema democrático» y «también contribuyó a que las instituciones europeas se replanteasen los efectos de sus dudas y dilaciones acerca de la incorporación de España y Portugal, estancadas hasta entonces en varios capítulos». Por otro lado, Núñez Seixas, también ha destacado que «la figura del rey Juan Carlos I salió muy reforzada tras el fracaso del golpe, al ser contemplado por la mayoría de los ciudadanos como un salvador de la democracia. Nacía así el juancarlismo como soporte de legitimidad popular de la monarquía restaurada, que habría de perdurar hasta principios de la segunda década del siglo XXI».

### Gobierno de Calvo Sotelo (1981-1982): desintegración de UCD, crisis del PCE y ascenso del PSOE

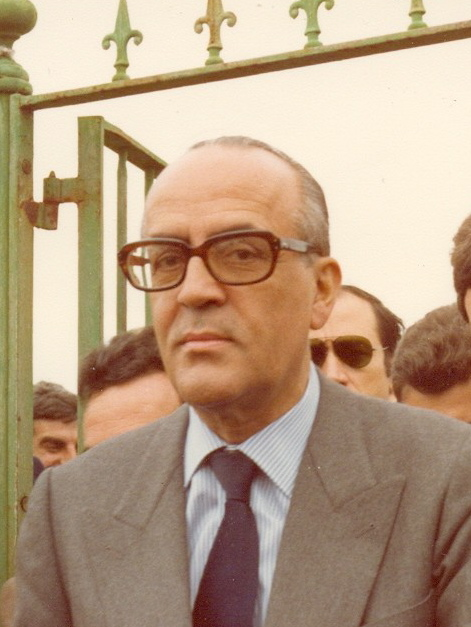
Leopoldo Calvo Sotelo en 1976

Leopoldo Calvo Sotelo fue investido presidente del gobierno por 185 votos a favor —los de su partido UCD y los de la minoría catalana y los andalucistas— y 158 en contra, después de rechazar la oferta de Felipe González de formar un gobierno de amplia base parlamentaria. La novedad principal que presentó el nuevo gobierno fue que no había en él ningún militar, por primera vez desde la República —el ministerio de Defensa lo ocupó Alberto Oliart—.
Calvo Sotelo se propuso hacer frente a los problemas que habían acuciado al gobierno anterior, y para ello buscó el acuerdo con el PSOE —las reuniones que mantuvo con Felipe Gonzáles fueron frecuentes—. En la cuestión militar lo encontró, y el líder socialista aceptó que solo se juzgara a 32 de los más de 200 militares implicados en el golpe y a un solo civil. También le apoyó más adelante en el recurso que presentó el gobierno ante el Tribunal Supremo para que se agravaran las penas a que habían sido condenados por el tribunal militar que juzgó a los golpistas. Algunas de las penas impuestas inicialmente eran tan leves que hubieran permitido a los principales encausados seguir en el Ejército —el Supremo condenó a Tejero, a Armada y a Milans del Bosch a la pena máxima de treinta años de cárcel—. El PSOE también apoyó la Ley de Defensa de la Constitución dirigida a prevenir cualquier nueva intentona de golpe de Estado y que incluía la suspensión de los periódicos que los alentaran. Sin embargo, en determinados casos el gobierno no se mostró tan firme en el sometimiento al poder civil de los militares como cuando solo condenó a un mes de arresto a un hijo de Milans del Bosch, oficial del ejército, que había insultado públicamente al rey llamándolo «cerdo».
Asimismo el gobierno de Calvo Sotelo encontró el apoyo de los socialistas en la «cuestión autonómica» con los que firmó el 31 de julio un «pacto autonómico» que pretendía «reordenar» todo el proceso, cerrando la vía del artículo 151 a las regiones que no fueran las cuatro que ya lo habían conseguido (Cataluña, País Vasco, Galicia y Andalucía). A cambio, se generalizarían los estatutos de autonomía a todas ellas —configurando el llamado «Estado de las Autonomías»— y se igualarían en el nivel institucional: todas las comunidades contarían con un parlamento y un Tribunal Superior de Justicia propios. Asimismo, se acordó que todas las comunidades autónomas irían adquiriendo progresivamente unos niveles de competencias similares a los del artículo 151. Los nacionalistas catalanes y vascos y otros sectores acusaron al gobierno de que el «parón» autonómico pretendía contentar a los militares que habrían impuesto así una especie de «democracia vigilada», pero Calvo Sotelo siempre negó esta acusación.
El acuerdo UCD-PSOE se plasmó en la Ley Orgánica de Armonización del Proceso Autonómico (LOAPA) que fue recurrida al Tribunal Constitucional por los partidos nacionalistas. El 5 de agosto de 1983 el Tribunal declaró inconstitucional el Título I de la ley porque las Cortes no tenían la potestad de interpretar la Constitución. El resto del articulado de la LOAPA fue declarado constitucional, por lo que se dio validez al proceso por el que se había «cerrado» el proceso autonómico. Así, cuando Calvo Sotelo disolvió las Cortes el 27 de agosto de 1982 para convocar nuevas elecciones solo quedaban por aprobar los estatutos de Baleares, Castilla y León, Extremadura, Madrid, Ceuta y Melilla.
El gobierno Calvo Sotelo también consiguió que el sindicato Comisiones Obreras se uniera a la política de concertación social para afrontar la crisis que hasta entonces había rechazado con la firma junto con la UGT y la patronal CEOE del Acuerdo Nacional de Empleo (ANE). Otro éxito del gobierno fue que, tras las negociaciones que mantuvieron el ministro de la Gobernación Juan José Rosón y Mario Onaindia, ETA político-militar abandonara la «lucha armada» en febrero de 1982. Sin embargo, ETA militar continuó su actividad terrorista.
Otros problemas sociales y económicos a los que tuvo que hacer frente el gobierno fueron la crisis económica, la subida del paro o la epidemia de heroína. Por otro lado, Calvo-Sotelo tuvo que gestionar situaciones tan dispares como el asalto al Banco Central de Barcelona o la posición española respecto a la guerra de las Malvinas. El 1 de abril de 1981 el Gobierno aceptó cancelar el proyecto Islero (que consistía en que España consiguiera tener su propia bomba atómica) y someter los materiales a la inspección del Organismo Internacional de Energía Atómica, tras recibir presiones estadounidenses.
En lo que el gobierno no encontró el apoyo del PSOE fue en la decisión de solicitar el ingreso de España en la OTAN, lo que ponía fin al supuesto «neutralismo» del gobierno de Adolfo Suárez. Sin embargo, este en su discurso de investidura de marzo de 1979 ya había determinado como objetivo de la política exterior española la entrada en la OTAN —aunque sin fijar fecha para la misma— como complemento a la petición de adhesión a la Comunidad Económica Europea que había presentado dos años antes, el 28 de julio de 1977. Esta misma idea había sido expuesta por Calvo Sotelo en su discurso de investidura antes del golpe en el que había argumentado que la posición geopolítica de España no le permitía ser neutral —y que además España ya estaba integrada en la defensa occidental a través de los pactos firmados con Estados Unidos, aunque de forma colateral y sin participar en las decisiones— y en el que había ligado la entrada en la OTAN con el ingreso en la CEE en un momento en que las negociaciones estaban paralizadas a causa de las presiones del presidente francés Giscard d'Estaing. El golpe del 23-F, según Santos Juliá, lo que hizo fue añadir un nuevo argumento: «que la integración de los militares españoles en una organización internacional acabaría con sus veleidades golpistas».
El PSOE se opuso a la pretensión del gobierno de aprobar la entrada de España en la OTAN con una votación en el Congreso y cuando finalmente el 29 de octubre de 1981 esta se produjo —186 diputados votaron a favor y 146 en contra— Felipe González prometió que cuando llegara al poder convocaría un referéndum sobre la permanencia. Así el PSOE lanzó la campaña contra la decisión del gobierno con el equívoco y ambiguo lema «OTAN, de entrada no. Exige un referéndum». El PCE también participó en la campaña con su propio lema: «Por la paz y el desarme». El resultado fue que se redujo el apoyo de la opinión pública a la OTAN que pasó del 57 % a tan solo un 17 %. Sin embargo, la campaña no hizo cambiar de opinión al gobierno y el 6 de junio de 1982 el Consejo Atlántico reunido en Bonn, la entonces capital de la República Federal Alemana, aceptó a España como el decimosexto país miembro de la OTAN.
Durante los primeros meses Calvo Sotelo consiguió mejorar la valoración del gobierno respecto de la época final de Suárez, pasando del 26 % al 40 %, pero a partir del otoño de 1981 cayó en picado debido a la sensación de «giro a la derecha» que provocaron algunas de sus decisiones —como el nombramiento de Carlos Robles Piquer al frente de RTVE— y sobre todo a la creciente desunión de UCD, pues por un lado el «sector crítico» democristiano encabezado por Miguel Herrero y Rodríguez de Miñón y Óscar Alzaga se acercó a Alianza Popular y por el otro el «sector socialdemócrata» se aproximó al PSOE —su líder Francisco Fernández Ordóñez abandonó el gobierno y la mayoría de los diputados de esta tendencia se pasaron al grupo mixto en noviembre de 1981—.
Uno de los momentos en que se hizo más evidente la división interna de UCD fue durante la tramitación de la ley de divorcio, porque dio lugar al primer caso de indisciplina parlamentaria. El sector «socialdemócrata», principal impulsor de la ley, votó con la oposición en el Senado cuando los democristianos intentaron introducir una «cláusula de dureza» que se había acordado previamente —y que también había sido pactada con la jerarquía de la Iglesia Católica—, por lo que no fue aprobada. UCD también se mostró completamente dividida cuando se debatió la Ley de Autonomía Universitaria o la de la televisión privada, por lo que ninguna de las dos leyes llegó a aprobarse.
Según Javier Tusell, el desencadenante de la desmembración de UCD fue el abandono de Suárez de la presidencia del partido, ya que era él quien lo mantenía unido, y tras su marcha los diversos sectores de UCD «no encontraron un modo de organizar el consenso interno» y se desataron las disputas personales entre los líderes de los diversos sectores. «Hubo divergencias de tipo ideológico, ninguna de ellas insalvable, pero fueron mucho más graves las personales. Fue la inconsciencia practicada en las disputas internas quien liquidó a UCD como partido».

Distribución geográfica de los afectados por el síndrome del aceite tóxico en los años 1981-1982
más de 5.000 casos: Madrid.
5.000 - 1.001 : León y Valladolid.
1.000 - 501 : Segovia y Palencia.
500 - 101 : Zamora, Salamanca, Ávila, Toledo, Burgos, Soria y Guadalajara.
100 - 51 : Cantabria.
50 - 11 : Asturias, Orense y Vizcaya.

Un suceso relacionado con la salud pública empeoró aún más la credibilidad del gobierno porque reaccionó tarde y mal —el ministro de Sanidad dimitió—. Se trató de una intoxicación masiva provocada por el desvío para el consumo humano de una partida de aceite de colza de uso industrial y que por tanto estaba adulterada. Entre 12 000 y 20 000 personas de extracción social popular se vieron afectadas y hubo 130 víctimas mortales.

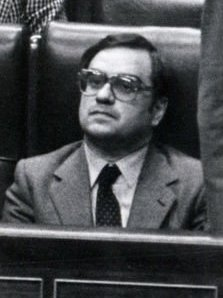
Rodolfo Martín Villa, el «hombre fuerte» del Gobierno de Calvo Sotelo tras su remodelación a finales de 1981

Los sucesivos reveses electorales acentuaron aún más la disgregación de UCD. En las elecciones gallegas del 20 de octubre de 1981 los centristas fueron superados por Alianza Popular que consiguió el 30 por ciento de los votos. Calvo Sotelo intentó entonces recomponer la unidad del partido asumiendo personalmente la presidencia del mismo en sustitución de Agustín Rodríguez Sahagún, elegido en el Congreso de Palma de Mallorca, y remodelando su gobierno, en el que el «hombre fuerte» pasó a ser el vicepresidente Rodolfo Martín Villa, «la figura más destacada de los centristas procedentes del régimen anterior», según Javier Tusell. Pero a principios de 1982 comenzó la «fuga» de diputados a Alianza Popular. 
En mayo UCD sufrió un nuevo revés en las elecciones autonómicas andaluzas, en las que el PSOE consiguió la mayoría absoluta, pero en las que de nuevo Alianza Popular superó en votos a UCD. Entonces Landelino Lavilla se hizo cargo de la presidencia del partido, aunque tampoco consiguió detener la «sangría de escisiones». Los democristianos fundaron un nuevo partido, el Partido Demócrata Popular, y hasta el propio Suárez abandonó UCD para formar el suyo, el Centro Democrático y Social (CDS). Por su parte los socialdemócratas de Francisco Fernández Ordóñez ya habían abandonado UCD para fundar el Partido de Acción Democrática, que acabaría integrándose en el PSOE. Ante esta situación, un partido roto y en desbandada, Calvo Sotelo disolvió las Cortes en agosto de 1982 y convocó nuevas elecciones generales para el 28 de octubre.
Al mismo tiempo que UCD se desmoronaba iba ganando apoyos el PSOE gracias a la imagen contraria que estaba proyectando: la de ser un partido unido, serio y responsable, el partido del cambio. Tras el congreso extraordinario el PSOE había abandonado la retórica radical para adoptar «una postura reformista que conectaba mucho mejor con la actitud mayoritaria de la sociedad española». La «modernización» fue la nueva palabra clave, en lugar de «socialismo».
La unidad y el liderazgo del partido quedaron confirmados en el XXIX Congreso que se celebró en el otoño de 1981. En él la gestión de la ejecutiva fue aprobada por el 99,6 por ciento de los compromisarios y el secretario general fue reelegido por el 100 %, lo que no había ocurrido nunca en la historia del PSOE, ni siquiera en el tiempo de su fundador Pablo Iglesias. En el Congreso se aprobó el programa de gobierno a aplicar cuando el PSOE alcanzara el poder, que se caracterizó por la moderación: no se trataba de alcanzar el socialismo sino de consolidar la democracia, «modernizar» la sociedad, integrar a España en la Comunidad Económica Europea y hacer frente a la crisis económica. Así pues no habría nacionalizaciones de empresas, ni planificación de la economía, ni liquidación de la enseñanza religiosa.
El ascenso del PSOE también se vio favorecido por la crisis interna que vivió el otro gran partido de la izquierda española, el Partido Comunista de España. La eliminación del «leninismo» de sus principios ideológicos en el IX Congreso celebrado en abril de 1978 ya fue objeto de críticas por parte del llamado «sector prosoviético», pero, como ocurrió en el PSOE, la crisis se desató después de las elecciones de marzo de 1979 cuando las expectativas de que el PCE obtendría un resultado mucho mejor que el de 1977 no se cumplieron. Arreciaron entonces las críticas a la dirección personificada en el secretario general Santiago Carrillo no solo por parte de los «prosoviéticos» sino también del llamado «sector renovador», pero Carrillo recurrió paradójicamente al viejo principio leninista del centralismo democrático para acallar las voces disidentes.

### Elecciones del 28 de octubre de 1982
Las elecciones des 28 de octubre de 1982 fueron las que tuvieron el mayor índice de participación de la democracia —fue del 79,8 %, lo que significó más de veinte millones de votantes—, por lo que tuvieron un «efecto relegitimador», en palabras de Santos Juliá, de la democracia y del proceso de transición política.

Cartel electoral del PSOE

Bajo el lema «Por el cambio», que Felipe González sintetizó con la frase «Que España funcione», el PSOE cosechó un resonante triunfo al obtener más de diez millones de votos, cerca de cinco millones más que en 1979, lo que suponía el 50 % de los votantes y la mayoría absoluta en el Congreso de Diputados (202 diputados) y en el Senado. El segundo partido más votado, Alianza Popular (106 diputados), obtuvo la mitad de los votos (5 millones y medio) y se quedó a 20 puntos porcentuales de distancia, aunque había mejorado de forma espectacular sus resultados respecto a 1979 al pasar del 6 % al 26 % de votos, convirtiéndose a partir de entonces en la nueva alternativa conservadora al poder socialista. El PCE (con 4 diputados) y UCD (con 12) fueron prácticamente barridos del mapa, así como el Centro Democrático y Social de Suárez (que solo obtuvo 2 diputados). Por otro lado la extrema derecha perdió el único diputado que tenía —Fuerza Nueva anunciaría su disolución un mes después— y el partido Solidaridad Española, promovido por el golpista Antonio Tejero, no llegó a alcanzar ni los 30 000 votos.

Resultado de las elecciones por provincias

Con este resultado, calificado como de auténtico «terremoto electoral», el sistema de partidos experimentó un vuelco radical, pues del bipartidismo imperfecto (UCD/PSOE) de 1977 y 1979 se había pasado a un sistema de partido dominante (el PSOE). El nuevo sistema de partidos se vio confirmado en las elecciones municipales y autonómicas de mayo de 1983 que de nuevo supusieron un triunfo arrollador del PSOE, ya que doce de las diecisiete comunidades autónomas pasaron a estar regidas por socialistas —por mayoría absoluta en siete de ellas—, mientras que siguieron ostentando las alcaldías de las principales ciudades. Solo los gobiernos autonómicos de Galicia, Cantabria y Baleares (de Alianza Popular), y de Cataluña (de CiU) y el País Vasco (del PNV), escapaban al control socialista.
Las elecciones de 1982 han sido consideradas por la mayoría de los historiadores como el final del proceso de transición política iniciado en 1975. En primer lugar, por la elevada participación que se produjo, la más alta de las registradas hasta entonces (79,8 %), lo que revalidó el compromiso de los ciudadanos con el sistema democrático y demostró que la «vuelta atrás» que defendían los sectores «involucionistas» no contaba con ningún respaldo. En segundo lugar, porque por primera vez se producía la alternancia política propia de las democracias, gracias al libre ejercicio del voto por los ciudadanos. En tercer lugar, porque accedía al gobierno un partido que nada tenía que ver con el franquismo, ya que era uno de los vencidos en la guerra civil. «La prueba de fuego para la consolidación definitiva del nuevo sistema político formado entre 1976 y 1978 debía ser permitir el acceso al gobierno de quienes venían de la oposición democrática y no de las filas reformistas del régimen dictatorial», ha señalado Xosé Manoel Núñez Seixas. Una valoración con la que coincide Alfonso Pinilla García:

La vuelta al poder de la izquierda, sin sobresaltos y en medio de la normalidad democrática, ponía de manifiesto que España lograba superar los años de enfrentamiento, silencio y represión que habían caracterizado a la Guerra Civil y al la dictadura resultante de aquel dramático conflicto. Con todas las dificultades vistas, España había experimentado un cambio de régimen, una profunda Transición que parecía culminar con esta alternancia de la izquierda en el poder. Comenzaba, a partir de ese momento, el incierto sendero de la consolidación democrática.

## Primer gobierno socialista de Felipe González (1982-1986): consolidación del sistema democrático

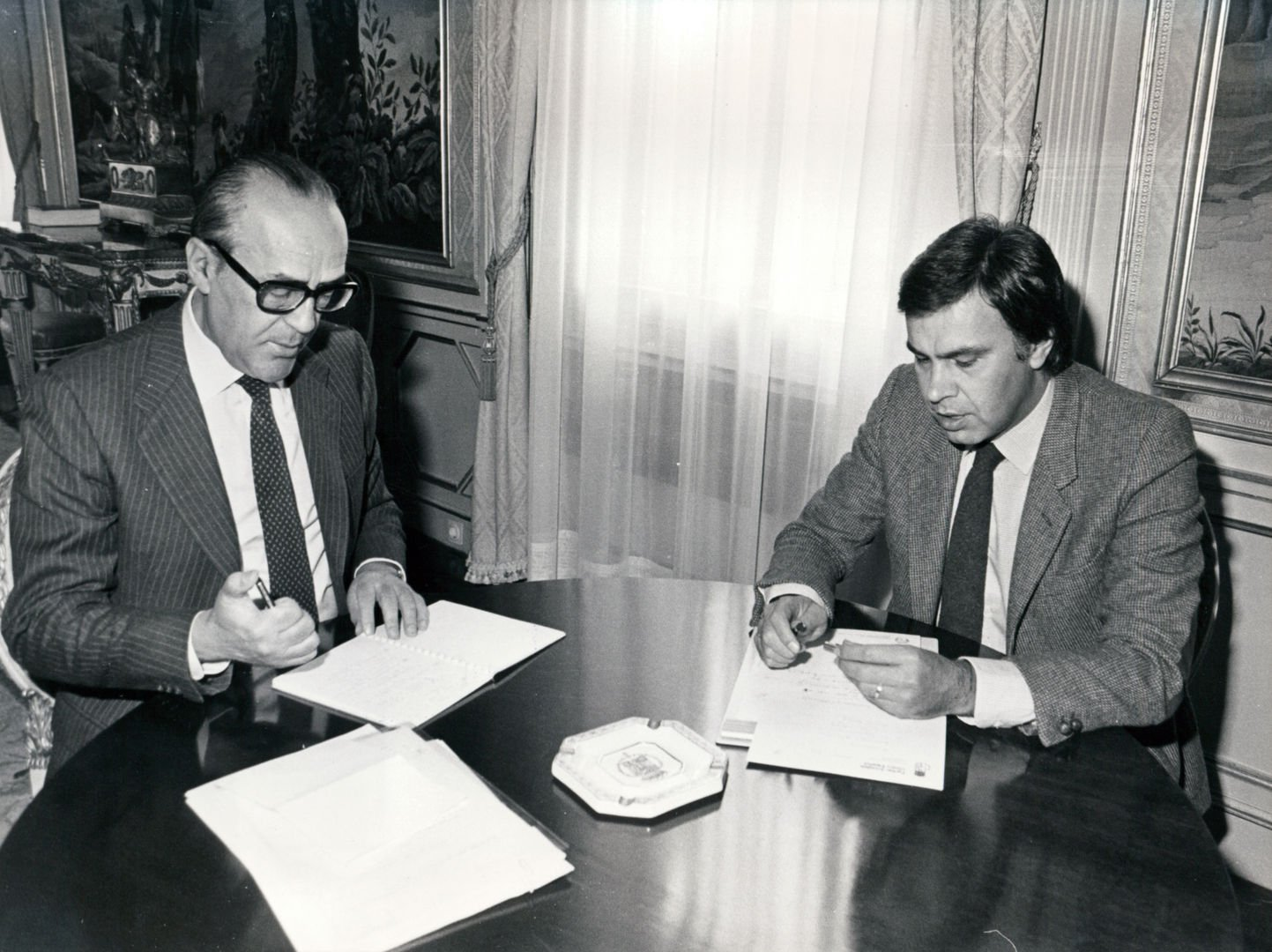
Leopoldo Calvo Sotelo y Felipe González firmando el traspaso de poderes en noviembre de 1982

Como ha señalado Xosé Manoel Núñez Seixas, «el PSOE volvía al Gobierno por primera vez tras la guerra civil; mas, a diferencia del período republicano, ahora no tenía que pactar con organizaciones revolucionarias a su izquierda y liberales a su derecha, ni estaba sumido en una profunda división interna. También a diferencia del período republicano, la tradición revolucionaria se dejaban en la penumbra y se tornaba ahora en vocación reformista y transformadora, reforzada por los vínculos internacionales del PSOE con la socialdemocracia europea y el creciente prestigio exterior de Felipe González. Si un lema podía resumir ahora el proyecto socialista, este sería el de convertirse en el artífice de la definitiva modernización de España dentro del contexto europeo».

### Fin de la amenaza golpista
El gobierno socialista entendió que para consolidar el régimen democrático en España había que acabar con el «golpismo». Así, se pusieron en marcha una serie de medidas encaminadas a la «profesionalización» del Ejército y a su subordinación al poder civil con lo que la idea de un poder militar «autónomo» quedó completamente descartada. De esta forma, como ha destacado Santos Juliá, «la sombra del golpe militar dejó de planear sobre la política española por vez primera desde los inicios de la transición».
El ministro de Defensa del primer gobierno socialista Narcís Serra llevó a las Cortes una Ley de Plantillas del Ejército de Tierra que preveía la reducción progresiva en un 20 % del número de generales, jefes, oficiales y suboficiales. Como la reforma militar de Azaña de la Segunda República, pretendía crear un ejército más profesional y eficaz acabando con el mal endémico del excesivo número de mandos —de los 66 000 de 1982 se pasó a 57 600 en 1991—. Serra también presentó en 1984 la Ley Orgánica de la Defensa y Organización Militar, que puso a la Junta de jefes de Estado Mayor bajo la autoridad directa del ministro e integró en un mismo organigrama a la Marina, al Ejército del Aire y al Ejército de Tierra mediante la creación de la nueva figura del jefe de Estado Mayor de la Defensa, que estaba bajo las órdenes inmediatas del ministro. Asimismo integró la jurisdicción militar en la civil mediante la creación de una Sala Especial del Tribunal Supremo y redujo de nueve a seis las regiones militares históricas.

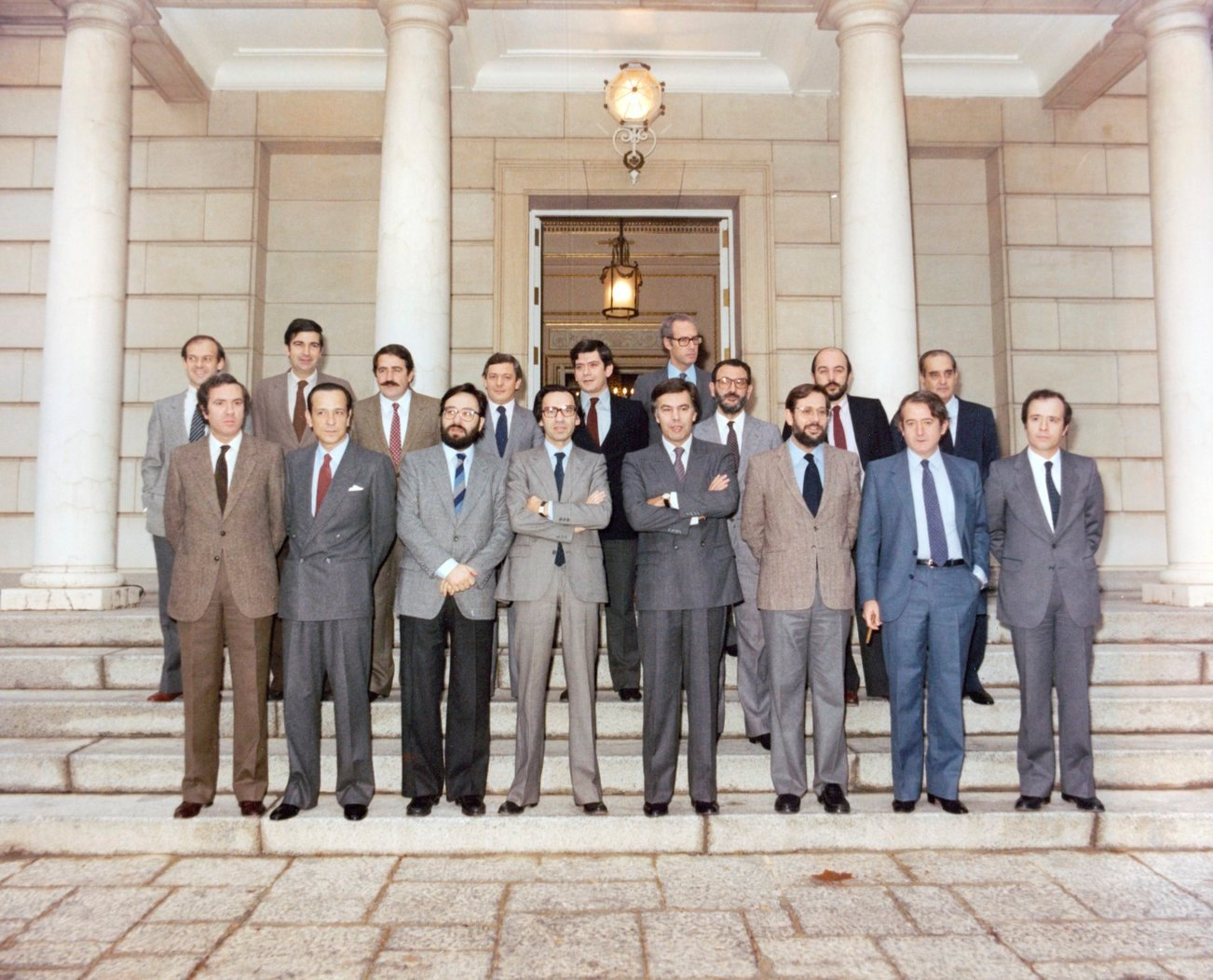
Primer gobierno de Felipe González (1982). El tercero por la izquierda en primera fila Narcís Serra, ministro de Defensa

El gobierno socialista aún tuvo que hacer frente a una última intentona golpista en junio de 1985 que fue desarticulada por los servicios de información y de la que no se dio noticia a la opinión pública hasta más de diez años después. El plan consistía en activar una carga explosiva debajo de la tribuna presidencial del desfile del «Día de las Fuerzas Armadas» que se iba a celebrar el primer domingo de junio en La Coruña y culpar a ETA. Tras este último caso, el golpismo desapareció completamente de la vida política española.

### Integración en la Comunidad Europea y permanencia en la OTAN
Otro de los grandes objetivos del gobierno socialista fue la integración plena de España en Europa. Por fin en 1985 culminaron las negociaciones para el ingreso en la Comunidad Económica Europea (CEE, entonces formada por diez miembros) y el 12 de junio tuvo lugar la firma en Madrid del Acta de Adhesión. El 1 de enero de 1986 se producía la entrada efectiva de España —junto con Portugal— en la CEE. Sin embargo, la otra gran apuesta de la política exterior socialista, el mantenimiento de España en la OTAN en determinadas condiciones, «desencadenó la mayor confrontación política de la década de los ochenta».
Ingreso en la Comunidad Económica Europea

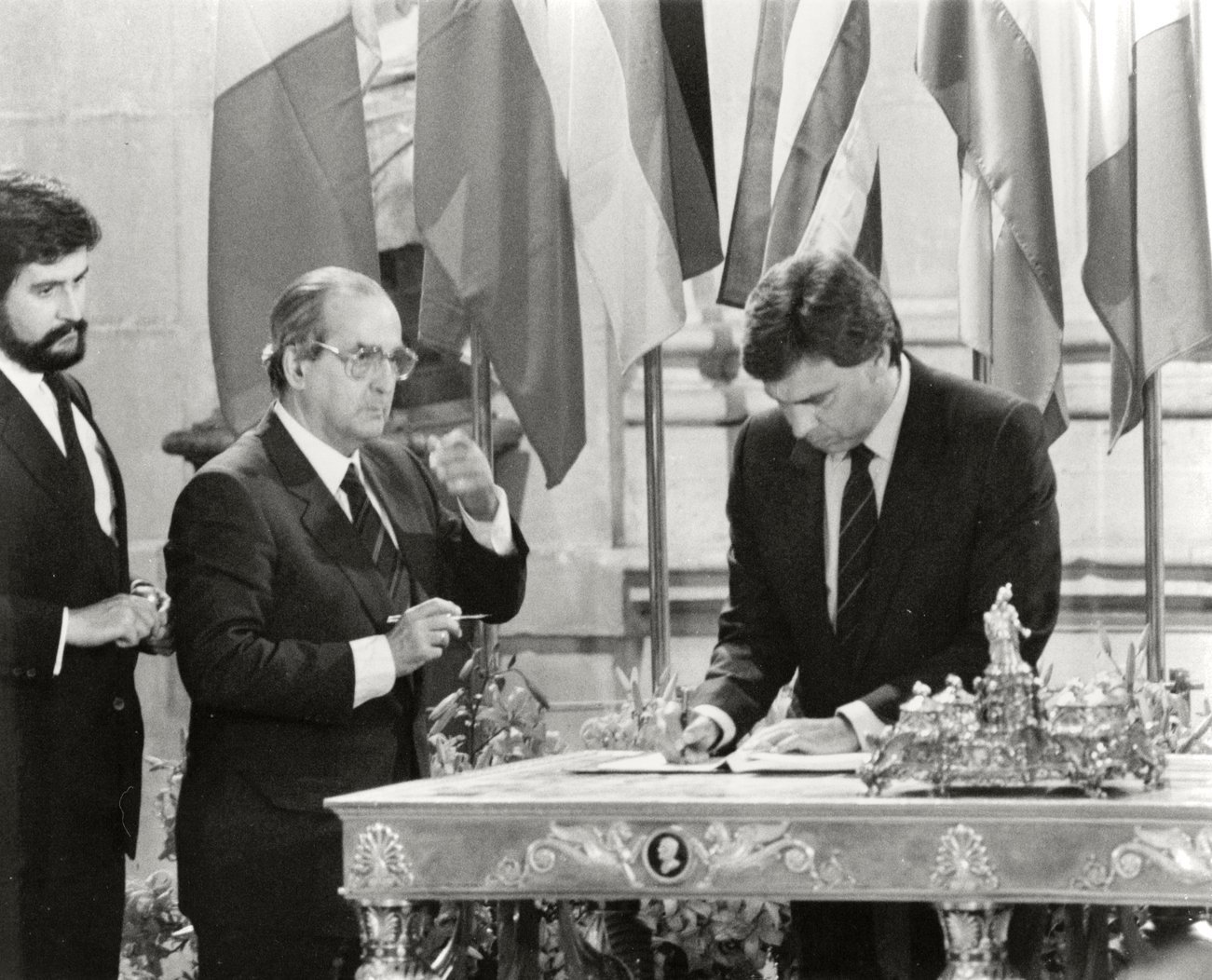
El presidente del Gobierno Felipe González firma el Acta de Adhesión de España a las Comunidades Europeas el 12 de junio de 1985 en el Palacio Real de Madrid. A su lado Fernando Morán, ministro de Asuntos Exteriores, y Manuel Marín, secretario de Estado para la CEE

Cuando los socialistas llegaron al gobierno las negociaciones para el ingreso en la Comunidad Económica Europea continuaban bloqueadas a causa de la «pausa» en la ampliación impuesta por el presidente francés Giscard d'Estaing, que temía la competencia de los productos agrícolas españoles —la petición de ingreso la había presentado el gobierno de Adolfo Suárez en julio de 1977, solo un mes después de haberse celebrado las primeras elecciones democráticas—. Para acelerar el proceso el gobierno de Felipe González procuró suavizar las relaciones con Francia, cuya presidencia estaba ahora ocupada por el socialista François Mitterrand, lo que permitió un rápido progreso de las negociaciones y a finales de marzo de 1985 el ministro de Asuntos Exteriores, Fernando Morán y el secretario de Estado para la Comunidad, Manuel Marín, anunciaron el final de las mismas. Así el 12 de junio de 1985 se firmó el tratado de adhesión a la CEE y el 1 de enero de 1986 se produjo el ingreso efectivo de España junto con Portugal en la CEE que pasó así de 10 a 12 miembros. Como ha destacado David Ruiz, el ingreso en la CEE fue «un acontecimiento de alto significado en cuanto que concluía el secular aislamiento de España».
Referéndum sobre la permanencia en la OTAN
Tras la entrada de España en la CEE llegó el momento de convocar el prometido referéndum sobre la permanencia de España en la OTAN. Pero Felipe González y su gobierno anunciaron que iban a defender que España siguiera en la OTAN, aunque bajo tres condiciones atenuantes: la no incorporación a la estructura militar, la prohibición de instalar, almacenar o introducir armas nucleares y la reducción de las bases militares norteamericanas en España. Previamente González había tenido que convencer a su propio partido en el XXX Congreso celebrado en diciembre de 1984. Además el giro respecto de la OTAN provocó la dimisión del ministro de Asuntos Exteriores Fernando Morán en desacuerdo con él.
Según Santos Juliá, los principales factores que influyeron en el cambio de actitud del gobierno del PSOE fueron «las presiones de Estados Unidos y de varios países europeos; la relación entre la permanencia en la OTAN y la incorporación de España a la CEE y la actitud favorable a un estrechamiento de vínculos con la Alianza adoptada desde muy pronto por el Ministerio de Defensa». A esto se añadió la idea de que era imprudente salirse de la OTAN en un momento en que se agudizaban las tensiones de la segunda guerra fría. Núñez Seixas, por su parte, ha subrayado que la permanencia en la OTAN serviría también para acabar con la tentación golpista en el seno de las Fuerzas Armadas al proporcionarles un nuevo objetivo: la participación en la defensa del bloque occidental.

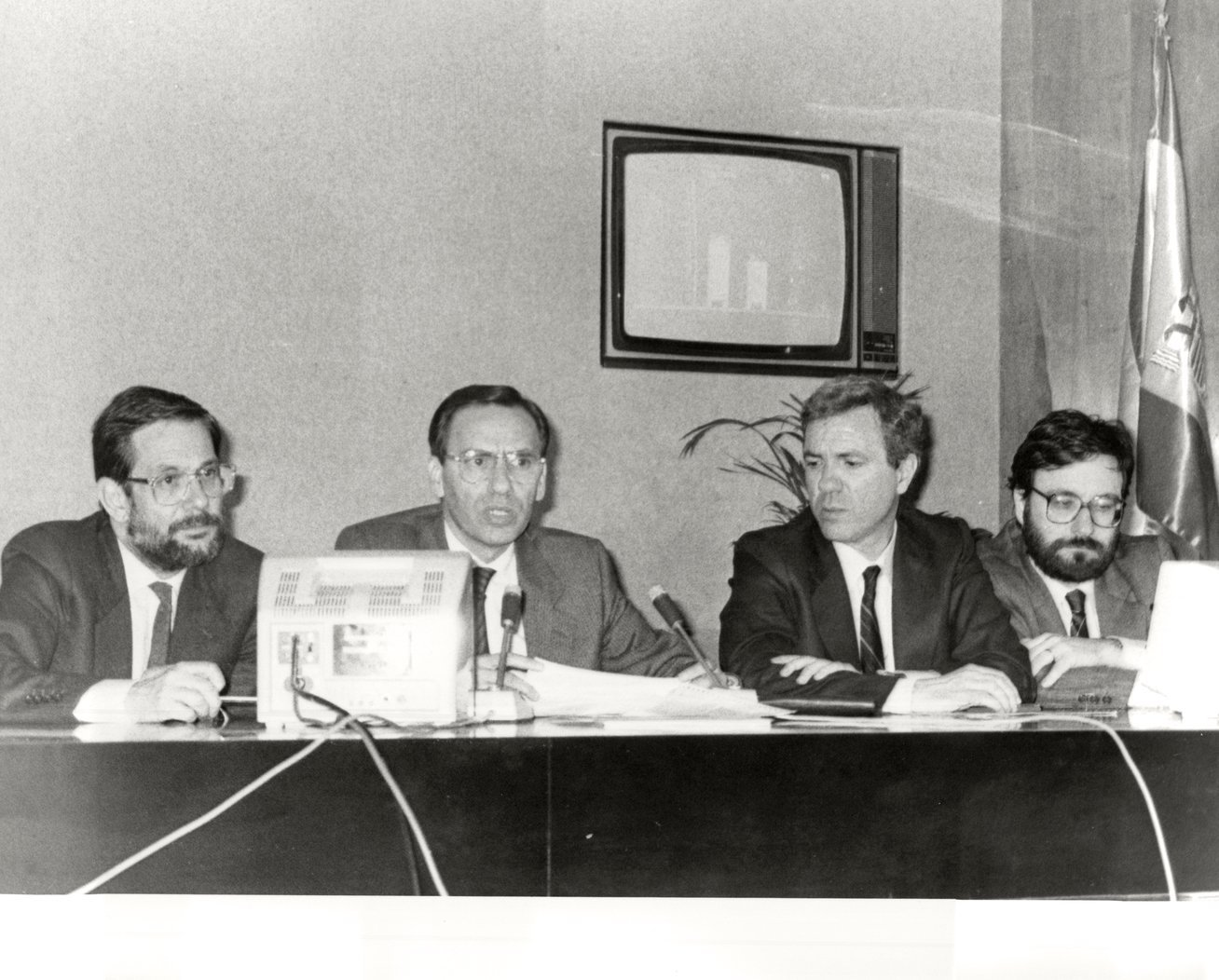
El vicepresidente del Gobierno Alfonso Guerra (segundo por la izquierda) comparece en rueda de prensa para dar los resultados del Referéndum sobre la permanencia de España en la OTAN. Le acompañan los ministros Javier Solana, a su derecha, y José Barrionuevo y Narcís Serra, a su izquierda

Ante el «viraje» del PSOE, la bandera del rechazo a la OTAN fue recogida por el Partido Comunista de España —ahora dirigido por el asturiano Gerardo Iglesias que había sustituido a Santiago Carrillo, quien acabó abandonando el PCE para fundar Mesa de Unidad Comunista— que formó una amplia coalición de organizaciones y de partidos de izquierda —incluidos socialistas que abandonaron el PSOE al estar en desacuerdo con el cambio de posición de su partido—, de la que surgiría Izquierda Unida, coalición que se presentó a las elecciones generales de octubre de 1986. Por su parte, la «proatlantista» Alianza Popular optó paradójicamente por la abstención —consideraba innecesario el referéndum—, dejando solo al gobierno, lo que constituyó, en palabras de David Ruiz, una «penosa estrategia… que desacreditará la carrera política de su fundador, Manuel Fraga, en tanto que aspirante al gobierno del Estado».
En contra de lo esperado, Felipe González —que anunció que dimitiría si ganaba el «NO», lo que parece que influyó en muchos votantes— consiguió finalmente darle la vuelta a las encuestas y el «SÍ» acabó imponiéndose en el referéndum que se celebró el 12 de marzo de 1986, aunque por un estrecho margen. Votaron a favor de la permanencia 11,7 millones de votantes (el 52 %) y en contra 9 millones (el 40 %), mientras que el 6,5 % votó en blanco. El «NO» triunfó en cuatro comunidades: Cataluña, País Vasco, Navarra y Canarias. En el País Vasco la campaña anti-OTAN favoreció el crecimiento de Herri Batasuna, el partido de la izquierda abertzale, que conseguiría cinco escaños en las elecciones de octubre de 1986.
El resultado del referéndum, «la más dura prueba de su prolongado mandato», reforzó el liderazgo de Felipe González, tanto en su partido como en el conjunto del país, como se pudo comprobar en las elecciones generales celebradas ese mismo año en las que el PSOE volvió a conseguir la mayoría absoluta, aunque con 18 diputados menos que en 1982. No fue ajeno a ello que se había superado la crisis económica y se había entrado en una fase de fuerte expansión que se prolongará hasta 1992.

## Debates entre historiadores

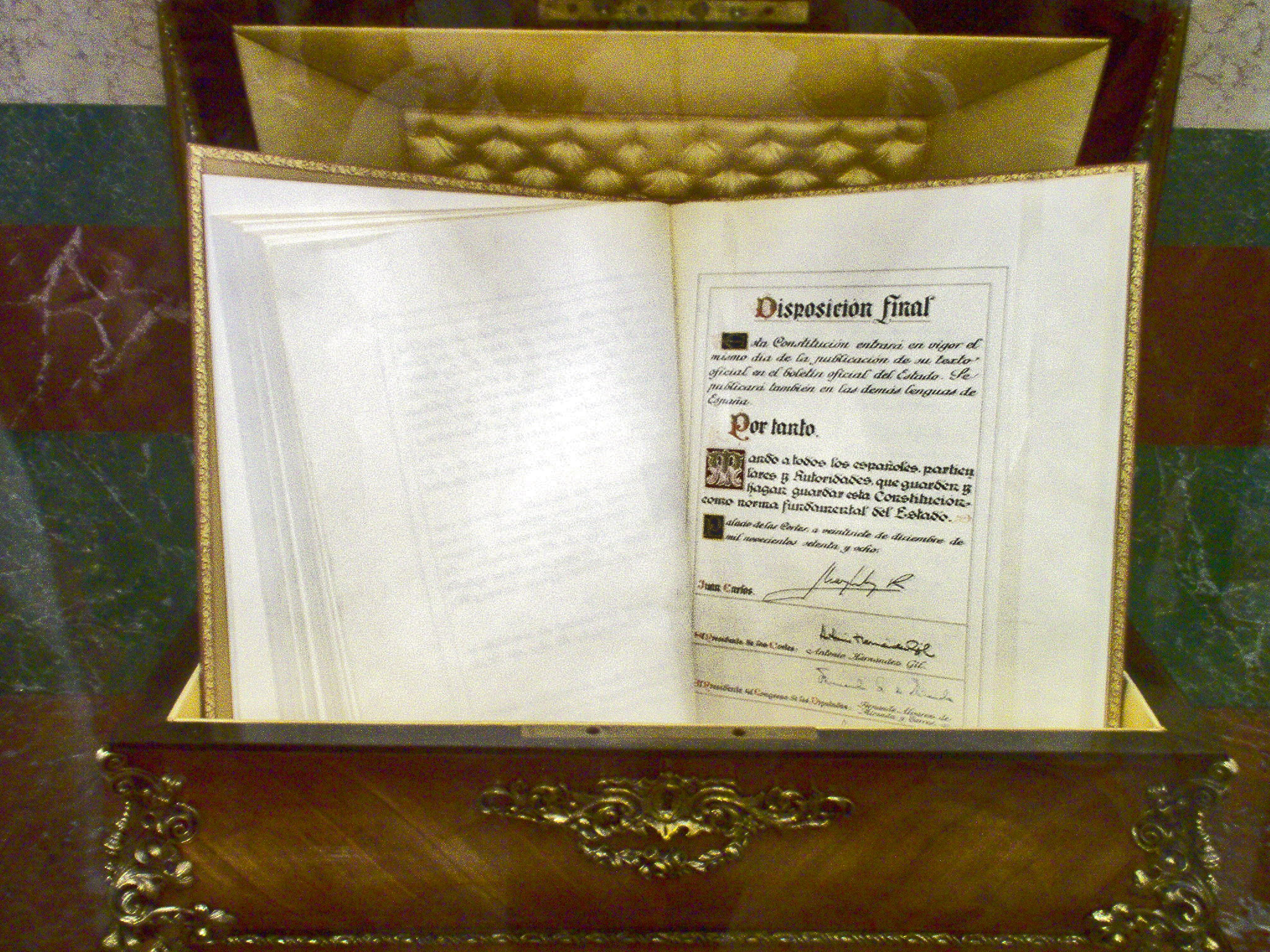
Constitución española 1978

### La transición, ¿un pacto de élites?
Según Santos Juliá (1988),

La transición fue el resultado lógico, esperado, y casi predecible del cambio social de los sesenta. Una sociedad industrializada, urbanizada, moderna desde sus variables demográficas a sus valores morales, no podía soportar más tiempo unas instituciones políticas propias de una sociedad rural y asentada en valores tradicionales.

Según Ignacio Sánchez-Cuenca (2014),

Entre la muerte de Franco y las elecciones... el cambio político se produjo desde arriba, desde las instancias del poder del Estado, unilateralmente, sin el concurso de los partidos opositores... No llegó a haber unas auténticas negociaciones ni se alcanzaron pactos relevantes entre el régimen y la oposición. La oposición, desde la calle y la fábrica, presionó todo lo que pudo para que hubiese una ruptura con el régimen franquista, aunque no lo consiguió. El esfuerzo, con todo, no fue baldío, pues la presión popular obligó a acelerar y profundizar los planes de reforma: sin la presión desde abajo, no habrían llegado tan lejos las reformas desde arriba. [...] El movimiento opositor terminó adaptándose a los planes de cambio de Suárez, es decir, aceptó que las elecciones las convocara un Gobierno franquista y se celebraran en las condiciones que estableció dicho Gobierno.

Según Xosé Manoel Núñez Seixas (2017),

En ningún momento existió un plan diseñado y perfectamente ejecutado, ni desde los sectores reformistas del franquismo, ni desde la oposición democrática, ni desde la patronal o desde las principales cancillerías de Europa occidental y Norteamérica. Ni estaba todo perfectamente "atado y bien atado", siendo su resultado la Constitución de 1978 y el régimen de la Transición, ni el proceso de democratización fue el fruto de la generosidad del monarca, la apertura de miras de los reformistas del franquismo y la capacidad de sacrificio y renuncia de la oposición democrática. En la Transición hubo mucho de improvisación, acuerdo circunstancial e imprevisto, sorpresas y resultados inesperados, y por tanto, de adaptación a las cambiantes circunstancias del entorno político e internacional. Fue un pacto de élites, pero condicionado por las movilizaciones sociales, salpicado de sangre en diversos momentos, y que caminó más de una vez por el filo de la navaja.

Según Carme Molinero y Pere Ysàs (2018),

El proceso de transición en su conjunto [fue] un proceso incierto y dinámico, un camino lleno de indefiniciones. Un proceso en el que nada estaba escrito, en el que los actores tuvieron que definirse y adaptarse permanentemente. [...] Los cambios que fueron materializándose no fueron consecuencia de ningún pacto previo, sino fruto de un proceso abierto, lleno de incertidumbres, en el que se midieron continuamente los apoyos de los distintos actores políticos, en una situación sociopolítica en dinámica evolución, lo que obligó a la reformulación de posiciones y propuestas. En última instancia, la correlación de fuerzas fue el factor determinante del proceso de cambio.

Según Alfonso Pinilla García (2021):

La Transición [fue] un proceso negociado, fruto del compromiso entre el gobierno surgido de la legalidad franquista y las fuerzas de oposición más moderadas; un proceso en el que primó el pacto, pero también hubo sangre y radicalismos a izquierda y derecha del espectro político; un cambio político progresivo, pero cierto y corto en el tiempo que contó con el apoyo expreso de la mayoría de la sociedad española. [...] La debilidad, y la necesidad de sobrevivir, están en la base de ese pacto. La oposición había logrado generar una intensa mivilización obrera que, sin embargo, no dio lugar a un movimiento interclasista general, masivo, capaz de derribar al gobierno. Por su parte, éste pudo aprobar su Ley de Reforma Política, pero el búnker seguiría entorpeciéndolo, mientras que el Ejército —cuya cúpula era controlada por ese búnker— no iba a consentir que esa reforma derivara en una ruptura...

Según Pamela Radcliff (2022),

Para los críticos de la izquierda, el pacto de élites fue el pecado original de una democracia procedimental que consolidó el dominio del 1%. Para los defensores de la derecha, la construcción institucional consensuada de la élite de la Transición encarna una tradición positiva de estabilidad política y gradualismo... Ni pecado original ni plan perfectamente elaborado, esta Transición fue un momento liminar en el que muchos españoles participaron en un debate amplio y apasionado sobre el futuro, el significado de la democracia y los límites de la comunidad. El resultado no fue ni predeterminado ni completamente desestructurado, dado el contexto cultural, sociológico y europeo, pero no fue el producto autónomo de unos cuantos miembros de la élite, a quienes luego se puede culpar o felicitar por todo lo que siguió. Desde esta perspectiva, el legado de la Transición es menos fijo y más flexible, un momento complejo del que se pueden extraer muchas lecciones para la renovación democrática.

Según Pau Casanellas (2022),

Ha sido moneda común la referencia al pacto entre élites, idea que, una vez más, despoja de cualquier protagonismo la protesta social. Esta es, seguramente, la consecuencia más hiriente de la proliferación de lugares comunes alrededor de la noción de régimen del 78: la relegación del transcendental papel que la movilización popular y, en especial, las concurridas protestas del año 1976 tuvieron en la apertura de una grieta que, bloqueando cualquier intento de reforma del franquismo, abrió la posibilidad de un cambio de régimen. Retomando el hilo de las fechas, la elección de 1978 como momento de génesis de la democracia parlamentaria ha sido fundamental para la consolidación de la idea de un pacto por arriba... La aprobación de la Constitución culminó esta fase de "consenso": un acuerdo que, guste más o menos, se alcanzó entre fuerzas políticas elegidas por sufragio universal, y no —como alguna vez se ha llegado a plantear desde el desconocimiento— entre los cuadros de la dictadura y los de la oposición. Y un acuerdo, hay que recordarlo también, mucho más precario e inestable de lo que el relato hasta hace algunos años predominante había tendido a sostener. El pacto fue más consecuencia que causa del cambio político, y solo por un tiempo limitado; el proceso que llevó a él poco tuvo de plácido.

### ¿Una transición pacífica?
La interpretación dominante de la transición española ha sostenido que fue «esencialmente pacífica», que la violencia política no pesó nada en el desarrollo de la misma, ya que no «logró descarrilar el proceso democratizador». La historiadora francesa Sophie Baby ha considerado un mito esta idea de la «transición pacífica», y así tituló su libro publicado en francés en 2012 (Le mythe de la transition pacifique. Violence et politique en Espagne (1975-1982); la edición en español es de 2018: El mito de la transición pacífica. Violencia y política en España (1975-1982)). Baby constata que hubo una voluntad expresa de que fuera pacífica (y reconciliadora) ―estaba muy presente la memoria de la guerra civil― y en este sentido señala que la transición «fue pacífica por haber excluido la violencia del campo del horizonte de lo públicamente tolerable y por haber pacificado la comunidad ciudadana», pero eso «no excluye que se admita, casi cincuenta años después, la realidad histórica de una violencia polifacética que impactó profundamente el proceso de reforma y dejó abiertas numerosas heridas». Teniendo en cuenta además que un tercio del total de víctimas fueron civiles anónimos, o sea, sin relación alguna con las estructuras de poder, Baby afirma que «la violencia invadió el espacio social de la Transición».
Según Baby, entre noviembre de 1975 (proclamación del rey Juan Carlos I tras la muerte del dictador Franco) y octubre de 1982 (victoria del PSOE en las elecciones generales) se produjo un «ciclo de violencia política» (cursiva en el original) que causó 714 víctimas mortales ―hubo un mínimo de 3500 actos de violencia― que «hacen de la Transición española el periodo más mortífero desde la posguerra, [y] que se sitúa al mismo nivel que los "años de plomo" en Italia». De las 714 la mitad fueron miembros de las Fuerzas Armadas y de los Cuerpos y Fuerzas de Seguridad del Estado, que murieron en atentados terroristas perpetrados por el GRAPO (que en total asesinó a 63 personas) y, sobre todo, por ETA (que asesinó a más de 400). Por su parte, la extrema derecha y los grupos parapoliciales «antiterroristas» fueron responsables de 67 asesinatos. Y las actuaciones de las fuerzas de Orden Público, que no fueron depuradas y continuaron en general con sus hábitos represivos propios de una dictadura, causaron 178 muertos, en su mayoría civiles anónimos. Esto hace de la transición española la más sangrienta de Europa, exceptuando la de Rumanía.
En 2016 Xavier Casals desarrolló la tesis de Baby sobre la importancia de la violencia política en el desarrollo de la Transición (valoración ya adelantada por Ignacio Sánchez-Cuenca y Paloma Aguilar Fernández en su artículo «Violencia política y movilización social en la Transición española», publicado en 2009, y por Mariano Sánchez Soler en su libro La transición sangrienta. Una historia violenta del proceso democrático en España (1973-1983), publicado en 2010). Sostuvo que paradójicamente la violencia (terrorista), «facilitó globalmente la estabilización de la democracia, con excepción de ETA en el País Vasco», pues tuvo el efecto de «“estabilizar desestabilizando”», «estabilizó cuando pretendió desestabilizar»: «reforzó equilibrios políticos entonces precarios y favoreció los grandes consensos; aisló a los autores y promotores de la violencia del grueso de la sociedad; y contribuyó a "neutralizar" o eliminar opciones radicales de distinto signo que podían complicar el rumbo del proceso político fueran estos ultraderechistas, izquierdistas revolucionarios, carlistas, libertarios, nacionalistas periféricos o golpistas». En suma, «influyó en el desarrollo de la Transición contribuyendo a estabilizarla», ya que «en la mayoría de los casos el efecto de la violencia política fue opuesto al buscado por sus autores: lejos de radicalizar a la sociedad, la alejó del extremismo y la condujo a apostar por los grandes partidos que aseguraran un cambio o evolución estable». «El corolario de nuestro argumento es que durante la Transición, el voto de las urnas coexistió con otro difícil de calibrar e imposible de obviar: el de las armas», concluye Casals.
En 2018, Carme Molinero y Pere Ysàs se volvían a plantear la pregunta de si la transición fue pacífica a lo que respondían: «Aunque en términos globales el carácter pacífico fue un rasgo dominante de la transición, ello no es óbice para que se preste atención a dos fenómenos influyentes en el proceso político de aquellos años: la violencia política que jalonó el proceso hasta 1982 y el peligro que suponían las conspiraciones y las tentativas golpistas que se sucedieron hasta el fracasado golpe de estado de 1981». Por otro lado, consideraban «plausible» la tesis de Xavier Casals «de que la violencia política ejercida durante la transición, salvo en el caso de ETA, se volviera contra sus promotores y actores, contribuyendo a su derrota. Ello no implica menospreciar su importancia, al contrario, pues además del sufrimiento que causó, contribuyó a estabilizar el proceso a la democracia, aunque pretendiera lo contrario»

## Memoria de la transición
Según Carme Molinero y Pere Ysàs, sobre la transición se han construido dos relatos, absolutamente contrapuestos: el de una «transición exitosa conducida por la elite política instalada en las instituciones y que logró desmantelar la dictadura y establecer una democracia homologable internacionalmente», partiendo de la « inequívoca voluntad de establecer un régimen democrático, en primer lugar del rey Juan Carlos, y con él de unos políticos reformistas encabezados por Adolfo Suárez, entre los que desempeñaría un papel muy relevante Torcuato Fernández Miranda»; y el de «una transición que dio lugar a una democracia de ínfima calidad, casi fallida» al tratarse de «una operación diseñada y ejecutada desde las instituciones franquistas para cambiar algunas cosas, pero con el objetivo de que todo continuase igual». Ambos relatos son falsos, según Molinero e Ysàs. El primero porque «desaparecen del escenario muchos actores políticos, y especialmente sociales, que desempeñaron un papel determinante en el proceso, y se elimina la elevada conflictividad del mismo, remarcando el consenso, cierto en la construcción institucional de la democracia, pero silenciando las dificultades para alcanzarlo y los importantes disensos que se manifestaron». El segundo «porque se olvidan las características concretas del proceso de cambio político, los proyectos en presencia, las fortalezas y debilidades de los actores políticos y sociales que los impulsaron y los reales condicionamientos existentes».
Una de los fundamentos del relato de la transición «exitosa» es el papel decisivo que se atribuye al rey Juan Carlos como artífice de la democracia española, a quien se califica como «motor» o «piloto» del cambio. Sin embargo, Molinero e Ysàs consideran que el objetivo de Juan Carlos era «la consolidación de la monarquía» y esa sería «la clave fundamental para explicar» sus decisiones. Así, «si la monarquía y el titular de la Corona se presentaban como impulsores de cambios democratizadores, deseados por una parte notable de la sociedad española… la institución podía tener un futuro mucho más prometedor» al desligar su suerte a la del franquismo. «Sin embargo, una reforma democratizadora no significaba el establecimiento a corto plazo de una democracia plenamente homologable internacionalmente. Dicho de otra forma, la democracia configurada en la Constitución de 1978 no era el objetivo de la reforma política impulsada desde la Jefatura del Estado en diciembre de 1975». «Todos los datos disponibles apuntan a que la actitud de Juan Carlos a lo largo del proceso de transición estuvo determinada por la evolución de la situación política general… Fue la creciente convicción de que el Gobierno de Arias estaba fracasando y que se estaba comprometiendo el futuro de la monarquía lo que determinó que Juan Carlos pidiera la dimisión al presidente del Gobierno y que impulsara el inicio de un proyecto reformista más ambicioso y que además debía ser desplegado con mayor rapidez». Para Molinero e Ysàs una prueba de las convicciones políticas de don Juan Carlos fue la lista de los cuarenta senadores de designación real en la que, como denunció el PSOE, «apenas había entre los designados personas que brillasen por sus credenciales democráticas». Y añaden: don Juan Carlos «desde luego, nunca formuló el menor atisbo de crítica al régimen dictatorial que le había situado en la Jefatura del Estado». En cuanto a la actuación del rey en el 23-F, Molinero e Ysàs afirman que «Juan Carlos no tenía otra opción que la inequívoca defensa de la legalidad constitucional si no quería poner en riesgo a la monarquía y toda su actuación anterior para consolidarla. Precisamente la defensa de la legalidad constitucional afianzó la figura de Juan Carlos y le aportó un suplemento de legitimidad».
Otro de los fundamentos del relato de la transición «exitosa» es la idea de que los reformistas franquistas fueron los que «trajeron la democracia», tal como afirmó Rodolfo Martín Villa una vez concluida —«La izquierda es la que enarbola la bandera de la democracia. Nosotros nos limitamos a traerla. Nada menos», escribió en 1984—. Molinero e Ysàs señalan que «dar por bueno que los reformistas tenían como objetivo la democracia configurada en la Constitución de 1978 resulta imposible si se analiza rigurosamente el proceso de cambio político y los proyectos que guiaron la actuación de dichos reformistas, al menos hasta bien avanzado el proceso». Molinero e Ysàs ponen como ejemplo la legalización del PCE, el principal partido de la oposición antifranquista. «Todos los datos disponibles apuntan a que, hasta enero de 1977, el Gobierno en ningún momento contempló que los comunistas pudieran participar en el proceso electoral».
En cuanto al relato de la transición «claudicante» que trajo una «democracia con graves deficiencias» y cuya versión más extrema señala que desembocó en el «régimen del 78» que no sería más que una especie de franquismo disfrazado, Molinero e Ysàs han advertido que «paradójicamente, este relato coincide con el más apologético de la transición al considerar el cambio político obra de la elite gobernante. Al mismo tiempo, tiende a explicarlo todo en función del “pacto” o de los “pactos” de la transición, pero sin detenerse a dar cuenta de ellos, y a considerar casi vergonzante el papel de la izquierda, especialmente del PCE, que estaría plagado de renuncias cuando no de traiciones de las que solo se salva, y en algunos casos solo parcialmente, la autodenominada “izquierda revolucionaria”». Molinero e Ysàs recuerdan que «los cambios que fueron materializándose no fueron consecuencia de ningún pacto previo, sino fruto de un proceso abierto, lleno de incertidumbres, en el que se midieron continuamente los apoyos de los distintos actores políticos», y que «en última instancia, la correlación de fuerzas fue el factor determinante del proceso de cambio». Y en cuanto a la supuesta «desmovilización» señalan que «la movilización contra la dictadura desempeñó un papel esencial en la configuración de la crisis del franquismo y durante el proceso de cambio. […] Pero nunca estuvo al alcance de la oposición lograr una acción masiva de carácter general».
Otro elemento del relato de la transición «claudicante» se refiere a la Ley de Amnistía de 1977 que implicó la renuncia a «llevar al franquismo ante los tribunales». Molinero e Ysàs advierten que esto no figuraba entre los objetivos de la oposición antifranquista por lo que no hubo tal renuncia. Desde la década de los años cuarenta había propugnado la «reconciliación nacional» que superara las profundas fracturas provocadas por la Guerra Civil por lo que «la Ley de Amnistía fue absolutamente coherente con la trayectoria del antifranquismo».
La otra gran «renuncia» de la oposición antifranquista habría sido no haber exigido un referéndum sobre la forma de gobierno (Monarquía o República). Sobre esta cuestión Molinero e Ysàs señalan que el objetivo fundamental de la oposición era la democracia y recuerdan que «en las Cortes elegidas en junio de 1977 no había una mayoría republicana, ni una mayoría favorable a someter la forma de gobierno a una consulta separada, y lo que fue objeto de negociación fueron las características de la monarquía parlamentaria. […] No debe olvidarse la presencia de unas Fuerzas Armadas que respetaron la nueva legalidad no por convicción democrática, sino por obediencia al rey en su condición de jefe supremo de ellas y, según muchos de sus miembros, porque este había sido el mandato final de Franco».